# Người Do Thái
Người Do Thái (tiếng Hebrew: יְהוּדִים ISO 259-3 Yehudim, phát âm [jehuˈdim]) là sắc tộc tôn giáo và là dân tộc có nguồn gốc từ người Israel cổ đại, còn gọi là người Hebrew, trong lịch sử vùng Cận Đông cổ đại. Các đặc tính sắc tộc, dân tộc và tôn giáo của người Do Thái có liên quan chặt chẽ với nhau, khi mà Do Thái giáo là tín ngưỡng truyền thống của dân Do Thái, cho dù mức độ hành đạo của họ rất đa dạng, từ tuân thủ nghiêm ngặt cho tới hoàn toàn không thực hành.
Người Do Thái bắt nguồn từ một nhóm dân tộc và cũng là một nhóm tôn giáo ở Trung Đông trong thiên niên kỷ thứ hai trước công nguyên, ở một phần của miền Nam Levant. Tấm bia Merneptah khẳng định sự tồn tại của một dân tộc được gọi là Israel nằm ở đâu đó trong vùng Canaan từ khoảng thế kỷ thứ XIII trước công nguyên (cuối thời đại đồ đồng). Người Israel phát triển từ dân số Canaan, củng cố các tổ chức của họ với sự xuất hiện của Vương quốc Israel và Vương quốc Judah. Một số người cho rằng các dân tộc định cư ở vùng Canaan này kết hợp với các nhóm du mục di cư đến được gọi là người Hebrew. Mặc dù một vài nguồn chi tiết đề cập đến các giai đoạn lưu vong, kinh nghiệm cuộc sống vong quốc của người Do Thái, từ chế độ nô lệ Ai Cập cổ đại đối với người Levant, đến sự đóng chiếm của Đế quốc Tân Assyria, cho đến sự chiếm đóng của Đế quốc Tân Babylon và sự lưu đày, cho đến sự cai trị của Vương quốc Seleukos, tiếp theo là sư độ hộ của Đế quốc La Mã và sự tha hương viễn xứ, và các mối quan hệ lịch sử giữa người Do Thái với quê hương của họ sau đó, trở thành đặc điểm chính của lịch sử, bản sắc và ký ức của người Do Thái.
Người Do Thái đã trải qua một lịch sử lâu dài bị đàn áp và thảm sát trên nhiều vùng đất khác nhau; dân số và phân bố dân cư của họ thay đổi qua nhiều thế kỷ. Số lượng người Do Thái trên khắp thế giới đã đạt đỉnh là 16,7 triệu người trước Thế Chiến thứ Hai, chiếm khoảng 0,7% tổng dân số thế giới vào thời điểm đó, nhưng khoảng 6 triệu người Do Thái đã bị tàn sát có hệ thống trong suốt nạn diệt chủng Do Thái. Sau đó, dân số tăng chậm trở lại, và vào năm 2014, theo North American Jewish Data Bank, ước tính có khoảng 14,2 triệu người Do Thái, chiếm gần 0,2% tổng dân số thế giới (khoảng một trong 514 người là người Do thái). Dựa theo báo cáo, khoảng 44% trong số tất cả người Do Thái sống ở Israel (6,3 triệu), và 40% người Do Thái ở Hoa Kỳ (5,7 triệu), phần lớn số người Do Thái còn lại sống ở châu Âu (1,4 triệu) và Canada (0,4 triệu). Những con số này bao gồm tất cả những người tự xác định là người Do Thái trong một nghiên cứu xã hội nhân khẩu học hoặc đã được xác định là như vậy bởi một người trả lời trong cùng một hộ gia đình. Tuy nhiên, số liệu chính xác của người Do Thái trên toàn thế giới rất khó đo lường. Ngoài các vấn đề về phương pháp thống kê, các tranh chấp giữa các yếu tố nhân dạng theo luật Do Thái Halakha, thế tục, chính trị, và tổ tiên liên quan đến người Do Thái và ai là một người Do Thái cũng có thể ảnh hưởng đáng kể đến con số thống kê tùy thuộc vào nguồn gốc. Israel là quốc gia duy nhất nơi mà người Do Thái chiếm đa số. Nhà nước Israel hiện đại được thành lập như một nhà nước Do Thái và tự định nghĩa bản sắc của nó trong bản Tuyên bố Độc lập và Luật Cơ bản. Luật về Sự trở lại của quốc gia Israel trao quyền công dân cho bất kỳ người Do Thái nào yêu cầu quốc tịch Israel.

## Từ nguyên
Từ Do Thái hay Du Đai bắt nguồn từ phiên âm tiếng Hán: 猶太 (bính âm: Yóutài, Chú âm: ㄧㄡˊ ㄊㄞˋ, rất có thể lấy từ phiên âm Ateji của tiếng Nhật: ゆたい (yutai), hay ゆだや (yudaya) mượn từ tiếng Hy Lạp cổ đại:   Ἰουδαῖος (Ioudaîos) chỉ vùng đất cổ của người Do Thái là Judaea.
Từ 犹大 (bính âm: Yóudà, Hán-Việt: Do Đại) cũng có thể dùng nhưng được sử dụng ở Trung Quốc, tiếng Hebrew: יְהוּדָה, ISO 259-2: yehudá và tiếng Akkad: 𒅀𒌑𒁕𒀀𒀀 (ia-u2-da-a-a, IPA: /Yaʼuda/) rất có thể có nguồn gốc từ יָדָה (yadá) nghĩa là cầu nguyện rằng người Do Thái rất sùng bái Thượng đế vào thời xa xưa.

## Nhân khẩu học

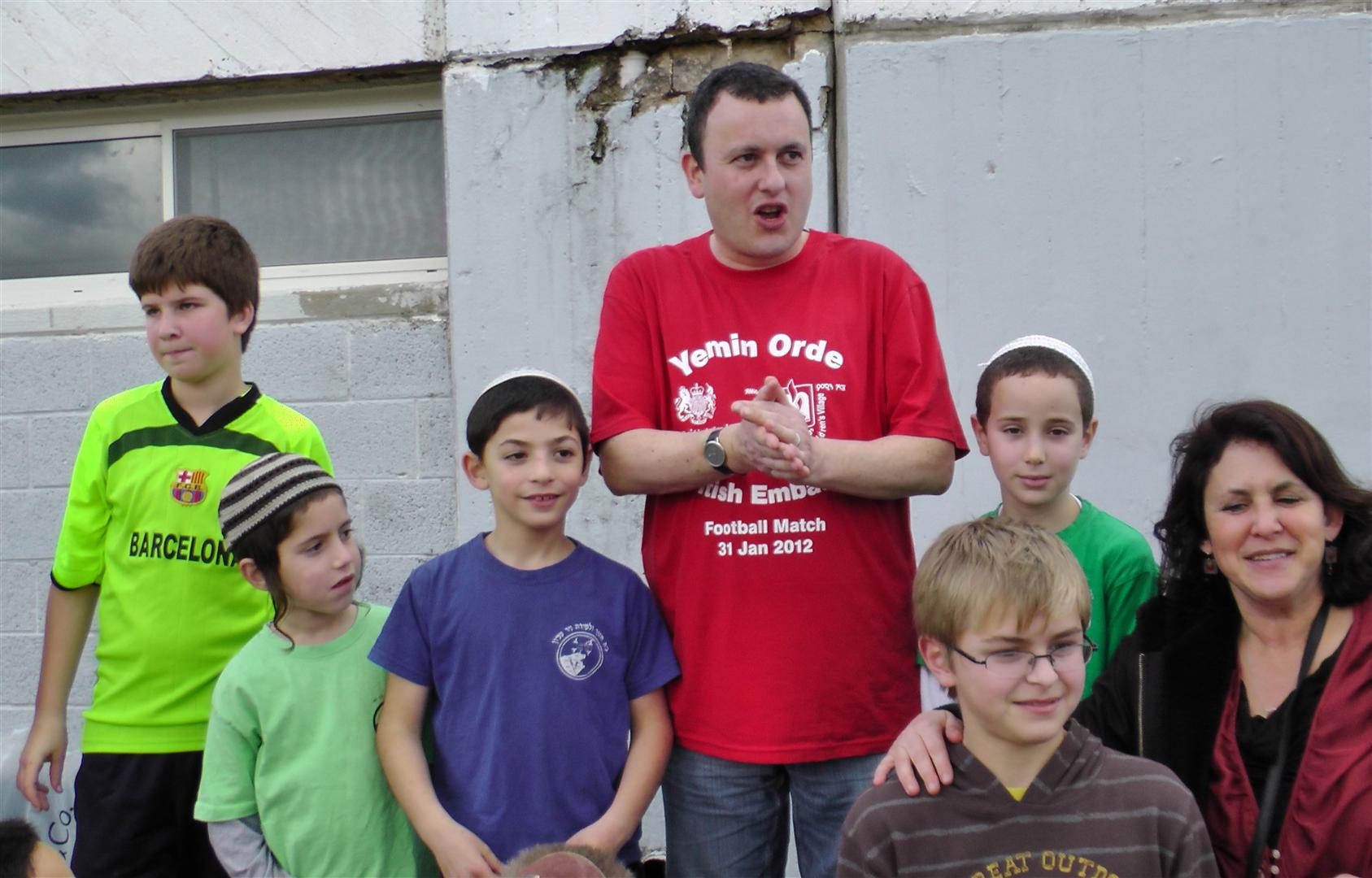
Người Do Thái hiện đại đang sinh sống ở Israel

Vào năm 2016, có khoảng 14,4 triệu người Do Thái trên toàn thế giới, người Do Thái đóng góp khoảng 0,2% tổng dân số thế giới, phần lớn là ở Israel và Hoa Kỳ. Các ước tính khác ước lượng khoảng 15 triệu người Do Thái trên toàn thế giới. Trong cộng đồng người Do Thái, người Do Thái ở Mỹ chiếm phần lớn nhất với 1,8%, tiếp theo là Canada 1,1% và Pháp là 0,7%. Ở Đức, tỷ lệ dân số người Do Thái là 0,1%.
Qua nhiều đợt di cư và làn sóng nhập cư, sự phân bố của người Do Thái trên thế giới đã thay đổi kể từ khi bước sang thế kỷ XX. Vào đầu những năm 1990, phần lớn người Do Thái vẫn còn sống ở Liên bang Xô Viết. Sau khi Liên bang Xô viết tan rã, nhiều người Do Thái di cư đến Israel, Hoa Kỳ và Đức.
Bảng dưới đây đề cập đến tình trạng dân khẩu người Do Thái từ ngày 1 tháng 1 năm 2016.
| Quốc gia   | Dân số người Do Thái | Số lượng người Do Thái | Phần trăm dân số người Do Thái | Các chú thích                                      |
| ---------- | -------------------- | ---------------------- | ------------------------------ | -------------------------------------------------- |
| Israel     | 6.336.400            | 44,0                   | 50,0                           | bao gồm Đông Jerusalem, Bờ Tây và Cao nguyên Golan |
| Hoa Kỳ     | 5.700.000            | 39,5                   | 1,8                            | Ước tính: 6,7-6,8 triệu người Do Thái              |
| Pháp       | 460.000              | 3,2                    | 0,7                            |                                                    |
| Canada     | 388.000              | 2,7                    | 1,1                            |                                                    |
| Anh Quốc   | 290.000              | 2,0                    | 0,4                            |                                                    |
| Argentina  | 180.700              | 1,3                    | 0,4                            |                                                    |
| Nga        | 179.500              | 1,2                    | 0,1                            |                                                    |
| Đức        | 117.000              | 0,8                    | 0,1                            | Ước tính: 200.000 người Do Thái                    |
| Úc         | 113.000              | 0,8                    | 0,5                            |                                                    |
| Brasil     | 94.200               | 0,7                    | 0,0                            |                                                    |
| Nam Phi    | 69.500               | 0,5                    | 0,1                            |                                                    |
| Ukraina    | 56.000               | 0,4                    | 0,2                            |                                                    |
| Hungary    | 47.600               | 0,3                    | 0,5                            |                                                    |
| México     | 40.000               | 0,3                    | 0,0                            |                                                    |
| Hà Lan     | 29.900               | 0,2                    | 0,2                            |                                                    |
| Bỉ         | 29.500               | 0,2                    | 0,3                            |                                                    |
| Ý          | 27.400               | 0,2                    | 0,0                            |                                                    |
| Thụy Sĩ    | 18.800               | 0,1                    | 0,2                            | chính thức: 16.500 người Do Thái                   |
| Chile      | 18.300               | 0,1                    | 0,1                            |                                                    |
| Uruguay    | 17.000               | 0,1                    | 0,5                            |                                                    |
| Thổ Nhĩ Kỳ | 15.500               | 0,1                    | 0,0                            |                                                    |
| Thụy Điển  | 15.000               | 0,1                    | 0,2                            |                                                    |
| Belarus    | 10.400               | 0,1                    | 0,1                            |                                                    |
| România    | 9.300                | 0,1                    | 0,0                            |                                                    |
| Áo         | 9.000                | 0,1                    | 0,1                            | Ước tính lên đến 15.000 người Do Thái              |
| Iran       | 9.000                | 0,1                    | 0,0                            |                                                    |
| Trung Quốc | 2.600                | 0,0                    | 0,0                            | bao gồm Hồng Kông và Ma Cao                        |
| Maroc      | 2.300                | 0,0                    | 0,0                            |                                                    |
| Bulgaria   | 2.000                | 0,0                    | 0,0                            |                                                    |
| Nhật Bản   | 1.000                | 0,0                    | 0,0                            |                                                    |
| Singapore  | 900                  | 0,0                    | 0,0                            |                                                    |
| Ethiopia   | 100                  | 0,0                    | 0,0                            |                                                    |
| Tổng cộng  | 14.410.700           | 100,00                 | 0,2                            |                                                    |

Dân số Do Thái lan rộng khắp các châu lục như sau (theo năm 2016)
| Châu lục  | Người Do Thái (ước tính) | Dân số chia theo ngàn |
| --------- | ------------------------ | --------------------- |
| Châu Mỹ   | 6.469.500                | 6,56                  |
| Châu Á    | 6.373.700                | 1,48                  |
| Châu Âu   | 1.372.400                | 1,67                  |
| Châu Úc   | 120.600                  | 3,02                  |
| Châu Phi  | 74.500                   | 0,06                  |
| Tổng cộng | 14.410.700               | 1,96                  |

1. 1 2  Cư dân ở các vùng của Nga và Thổ Nhĩ Kỳ, những người sống ở Châu Á, đã được đưa vào khu vực Châu Âu.
2. ↑  Bao gồm Úc và New Zealand.

Tùy thuộc vào phương pháp đếm, có sai lệch nhỏ so với bảng trên.

### Israel

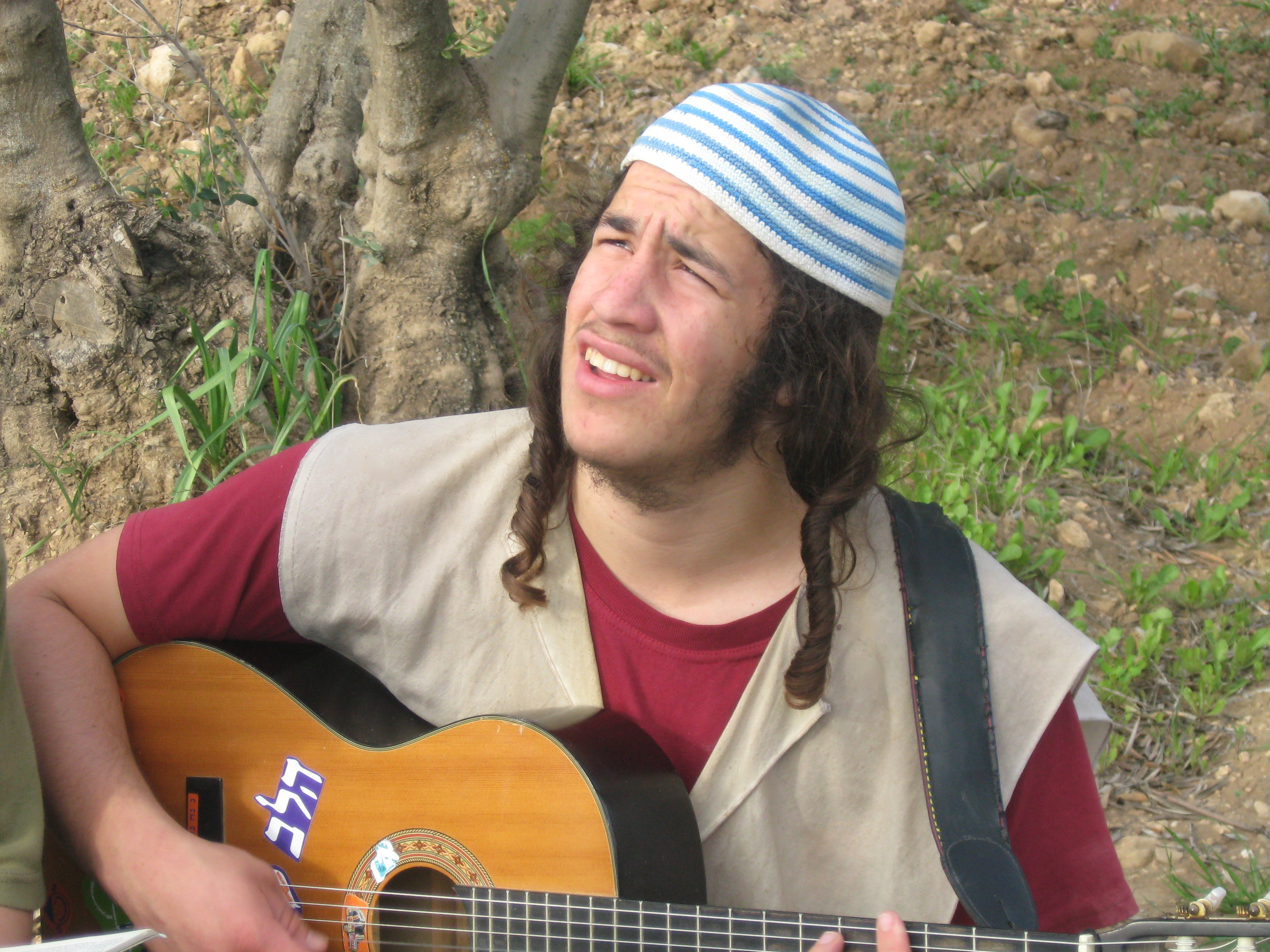
Thanh niên người Do Thái tân thời sống ở miền quê Israel với kiểu tóc truyền thống đậm đà bản sắc dân tộc của người Do Thái

Israel, quốc gia Do Thái, là quốc gia duy nhất mà công dân người Do Thái chiếm đa số. Israel được thành lập như là một quốc gia dân chủ độc lập và là một nhà nước Do Thái vào ngày 14 tháng 5 năm 1948. Trong số 120 thành viên trong Quốc hội, Knesset, vào năm 2016, 14 thành viên của Knesset là công dân Ả Rập của Israel (không bao gồm người Druze), đại diện cho các đảng phải chính trị Ả Rập. Một trong những thẩm phán của Tòa án Tối cao Israel cũng là một công dân Ả Rập Israel.
Giữa năm 1948 và năm 1958, dân số Do Thái tăng từ 800.000 người Do Thái lên đến hai triệu người Do Thái. Hiện tại, người Do Thái chiếm 75,4% dân số của Israel, hay 6 triệu người. Những năm đầu đời của Nhà nước Israel được đánh dấu bởi sự nhập cư hàng loạt của những người còn sống sót sau cuộc diệt chủng người Do Thái Holocaust và người Do Thái trốn khỏi các vùng đất của người Ả Rập. Israel cũng có một số lượng lớn người Do Thái Ethiopia, nhiều người trong số đó được đưa đến Israel vào cuối những năm 1980 và đầu những năm 1990. Từ năm 1974 đến năm 1979 gần 227.258 người nhập cư Do thái đến Israel, khoảng một nửa là từ Liên Xô. Giai đoạn này cũng cho thấy sự gia tăng số lượng dân nhập cư vào Israel từ Tây Âu, Châu Mỹ Latinh và Bắc Mỹ.
Một số người nhập cư từ các cộng đồng khác cũng đã di cư đến, kể cả những người Do Thái Ấn Độ và những nhóm sắc dân người Do Thái khác, cũng như một số con cháu của những người Do Thái Ashkenazi còn sống sót sau nạn diệt chủng người Do Thái Holocaust, những người này đã định cư tại các nước như Hoa Kỳ, Argentina, Úc, Chilê và Nam Phi. Một số người Do Thái đã di cư ra khỏi Israel rồi đi đến ở nơi khác vì những vấn đề kinh tế hoặc sự vỡ mộng với các điều kiện chính trị và cuộc xung đột giữa người Ả Rập và người Do Thái. Người Do Thái Israel di cư rời khỏi quốc gia Israel được gọi là yordim.

### Người Do Thái ở hải ngoại

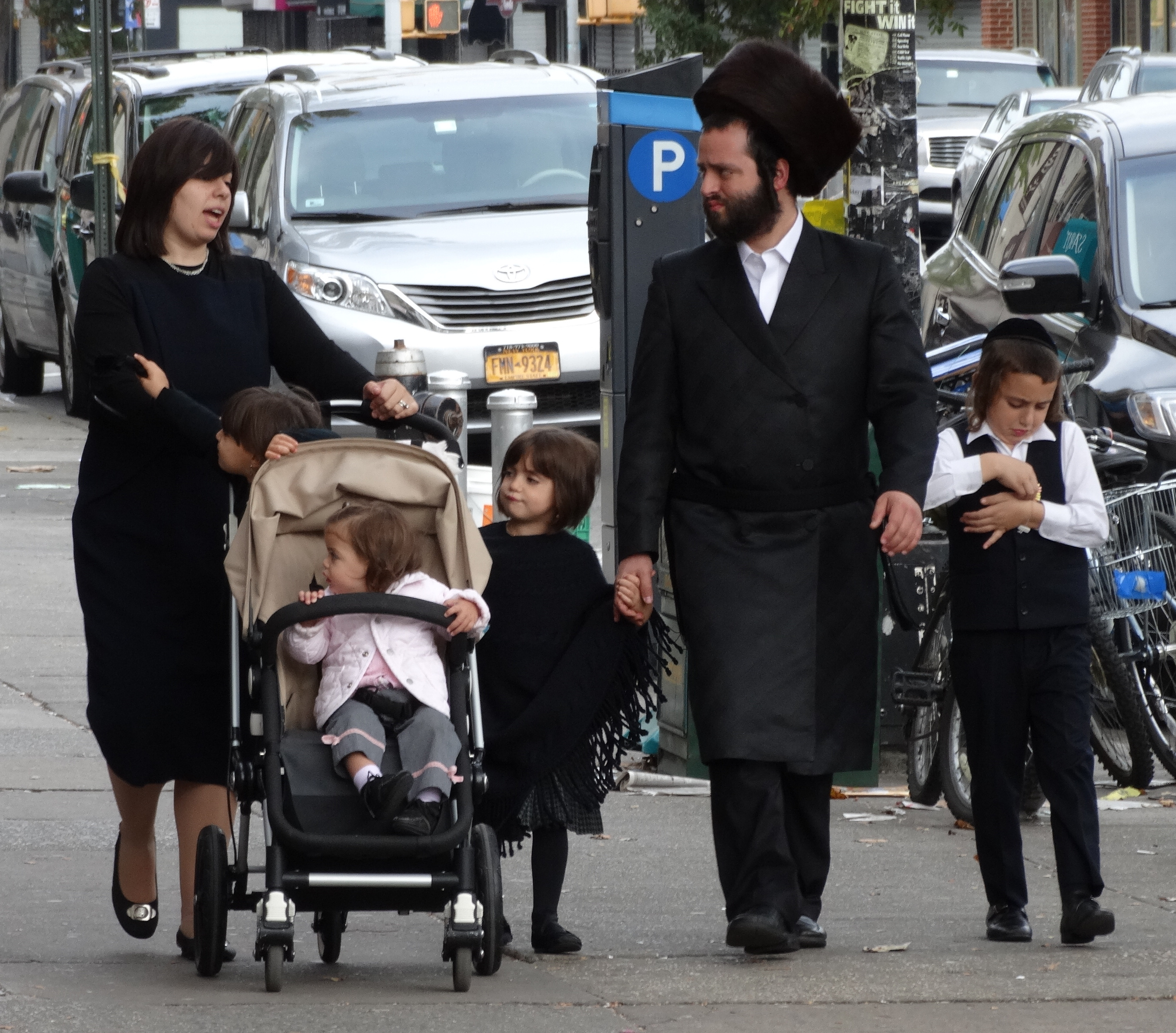
Một gia đình người Do Thái hải ngoại trên đường phố Borough Park quận Brooklyn thuộc thành phố New York, tiểu bang New York, Hoa Kỳ

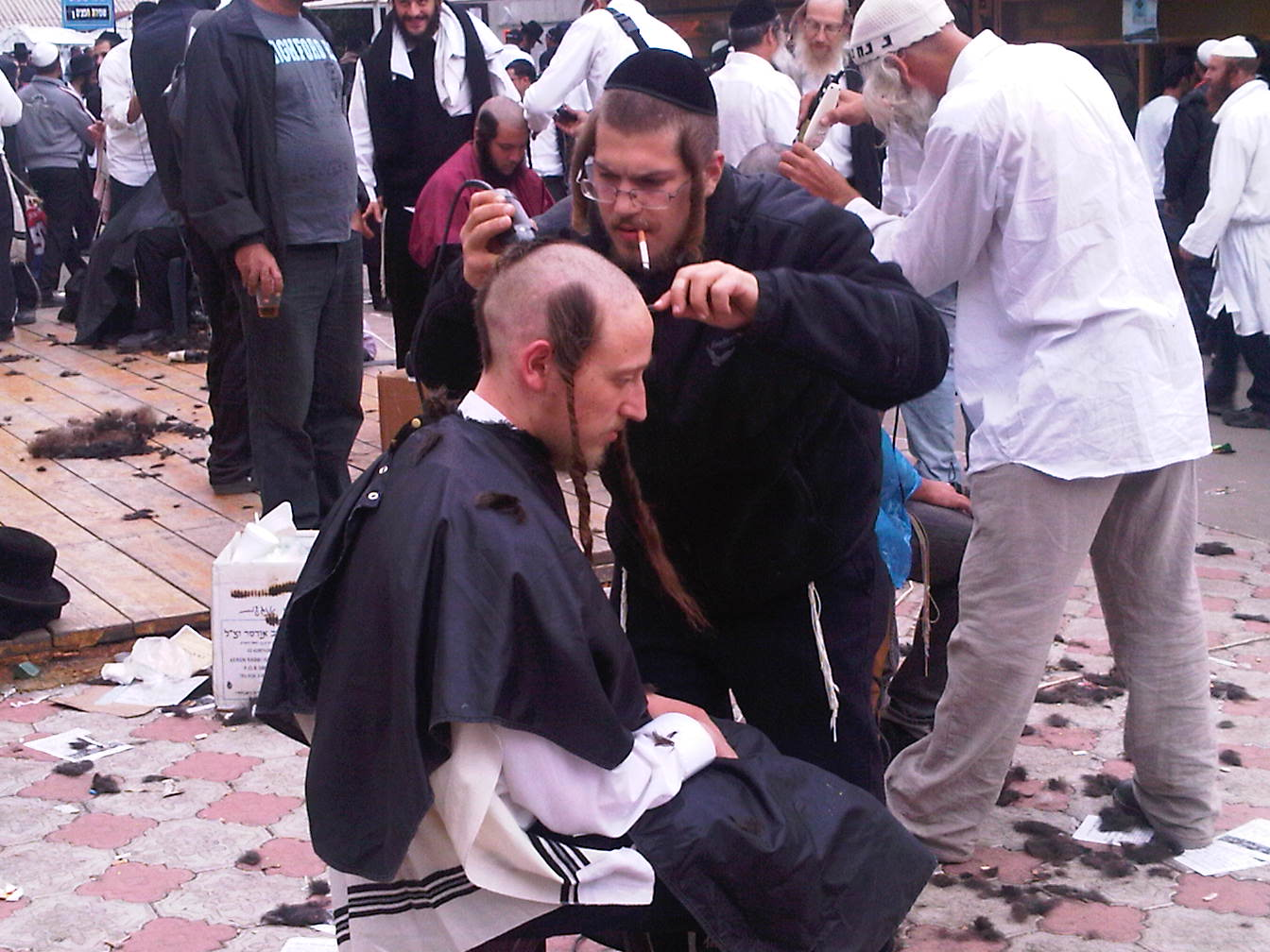
Đàn ông người Do Thái hải ngoại hớt tóc cho nhau ngoài công cộng ở thành phố Uman của Ukraina

Những làn sóng di cư của người Do Thái đến Hoa Kỳ và những quốc gia khác vào cuối thế kỷ XIX, và sự ra đời của Chủ nghĩa phục quốc Do Thái và các sự kiện tiếp theo sau đó, bao gồm các cuộc tàn sát người Do Thái ở Nga, những vụ thảm sát người Do Thái Châu Âu trong nạn diệt chủng người Do thái Holocaust, và sự hồi sinh của nhà nước Israel, cuộc di dân Do Thái sau đó từ các vùng đất của các quốc gia Ả Rập, tất cả đều dẫn đến những thay đổi đáng kể tác động đến các trung tâm dân cư tập trung nhiều người Do Thái trên toàn thế giới vào cuối thế kỷ XX.
Hơn một nửa số người Do Thái sống trong các cộng đồng hải ngoại của người Do Thái (xem Bảng Dân số). Hiện tại, cộng đồng người Do Thái lớn nhất bên ngoài Israel, và cũng là cộng đồng Do Thái lớn nhất hoặc lớn thứ hai trên thế giới, lấy địa bàn tại quốc gia Hoa Kỳ, với nhiều ước tính khác nhau, từ 5.2 cho đến 6.4 triệu người Do Thái. Ở những nơi khác ngoài nước Mỹ, cũng có số lượng lớn cộng đồng người Do Thái ở Canada (315.000 người Do Thái), Argentina (180.000-300.000 người Do Thái), và Braxin (196.000-600.000 người Do Thái), và số lượng người Do Thái ít ỏi hơn ở México, Uruguay, Venezuela, Chile, Colombia và một số quốc gia khác (xem Lịch sử người Do Thái ở Châu Mỹ Latinh). Các nhà nhân khẩu học không đồng ý với việc liệu đất nước Hoa Kỳ có dân số Do Thái lớn hơn quốc gia Israel hay không, với nhiều người cho rằng Israel đã vượt qua Hoa Kỳ về mặt dân số người Do Thái trong những năm 2000, trong khi những nước khác cho rằng Hoa Kỳ vẫn có đông đảo số lượng người Do Thái lớn nhất trên toàn thế giới. Hiện tại, cuộc điều tra dân số Do Thái được lên kế hoạch để xác định rằng liệu điều ấy có đúng hay không về việc Israel đã vượt qua Hoa Kỳ về mặt dân số người Do Thái.
Tây Âu có cộng đồng người Do Thái lớn nhất thứ ba trên thế giới có thể tìm thấy ở Pháp, nơi có từ 483.000 đến 500.000 người Do Thái, phần lớn là người nhập cư hoặc người tị nạn từ các nước Bắc Phi như Algérie, Ma-rốc và Tunisia (hoặc con cháu của họ). Vương quốc Anh có số lượng khá lớn cộng đồng Do Thái là 292.000 người Do Thái. Ở Đông Âu, những con số chính xác rất khó xác định được. Số lượng người Do Thái ở Nga rất khác nhau tùy theo nguồn sử dụng dữ liệu điều tra dân số (đòi hỏi một người chọn một quốc tịch giữa hai lựa chọn bao gồm "người Nga" và "người Do Thái") hoặc đủ tiêu chuẩn nhập cư vào Israel (đòi hỏi một người có một hoặc nhiều ông bà là người Do Thái). Theo các tiêu chí sau, những người đứng đầu cộng đồng người Do Thái Nga khẳng định rằng khoảng 1,5 triệu người Nga có đủ điều kiện cho aliyah để hồi hương cố quốc Israel. Tại quốc gia Đức, có khoảng 102.000 người Do Thái đăng ký với cộng đồng Do Thái, người Do Thái ở nước Đức hiện đang là một sắc dân có dân số đang giảm dần, mặc cho có làn sóng nhập cư của hàng chục ngàn người Do Thái từ Liên Xô cũ kể từ khi bức tường Berlin sụp đổ. Hàng ngàn người Israel đang sống ở Đức, dù cho là vĩnh viễn hoặc tạm thời, yếu tố chủ yếu là vì lý do kinh tế.
Trước năm 1948, khoảng 800.000 người Do Thái đã sống ở những vùng đất mà giờ đây tạo thành thế giới Ả Rập (không kể Israel). Trong số này, chỉ dưới hai phần ba số người sống ở vùng Maghreb do Pháp kiểm soát, 15-20% người Do Thái ở Vương quốc Iraq, khoảng 10% người Do Thái ở Vương quốc Ai Cập và khoảng 7% người Do Thái ở Vương quốc Yemen. Hơn 200.000 người Do Thái sống ở Pahlavi Iran và Cộng hòa Thổ Nhĩ Kỳ. Ngày nay, thì có khoảng 26.000 người Do Thái đang sinh sống ở các nước Ả Rập và khoảng 30.000 người Do Thái đang sinh sống ở Iran và Thổ Nhĩ Kỳ. Một cuộc di cư quy mô nhỏ đã bắt đầu ở nhiều quốc gia trong những thập niên đầu của thế kỷ XX, mặc dù aliyah đáng kể duy nhất đến từ Yemen và Syria.
Bên ngoài Châu Âu, Châu Mỹ, Trung Đông, và phần còn lại của châu Á, thì có nhiều người Do Thái ở Úc (112.500 người Do Thái) và Nam Phi (70.000 người Do Thái).

#### Các trung tâm của người Do Thái ở hải ngoại

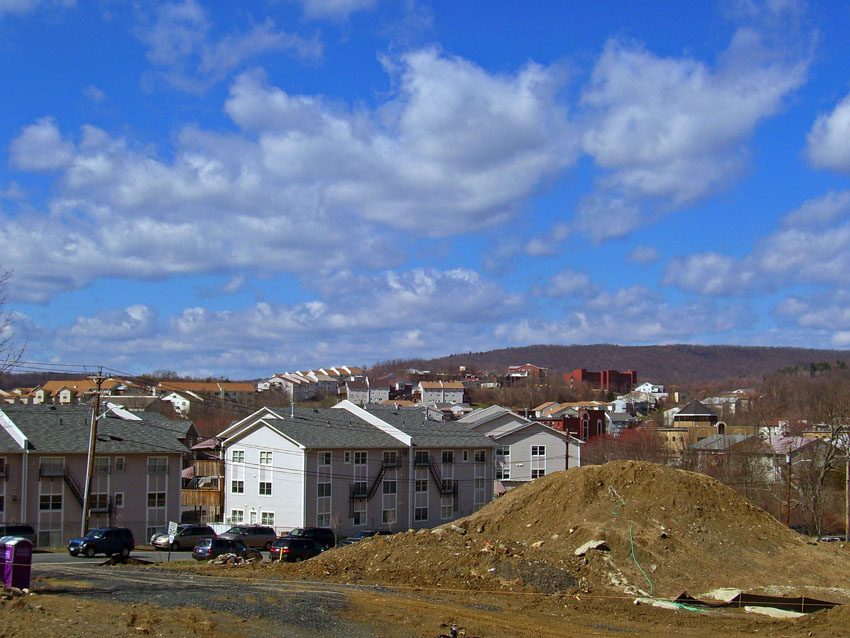
Kiryas Joel là khu vực có 99% cư dân sinh sống tại đây là dân Do Thái

Danh sách dưới đây là những khu vực mà người Do Thái có số lượng % đáng kể
| Xếp hạng | Thành phố           | Quốc gia  | Phần trăm % | Số lượng người Do Thái |
| -------- | ------------------- | --------- | ----------- | ---------------------- |
| 1        | Kiryas Joel         | Hoa Kỳ    | 99          | 22,000                 |
| 2        | Beachwood           | Hoa Kỳ    | 90,4        | 10,700                 |
| 3        | Hampstead           | Canada    | 74,2        | 5,170                  |
| 4        | Côte-Saint-Luc      | Canada    | 69,1        | 20,146                 |
| 5        | Lakewood            | Hoa Kỳ    | 59          | 35,607                 |
| 6        | Teaneck             | Hoa Kỳ    | 50          | 18,000                 |
| 7        | Livingston          | Hoa Kỳ    | 46          | 12,600                 |
| 8        | Caulfield North     | Úc        | 41,4        | 6,319                  |
| 9        | Caulfield South     | Úc        | 33,9        | 4,008                  |
| 10       | Bexley              | Hoa Kỳ    | 30          | 4,000                  |
| 11       | Rose Bay            | Úc        | 27,3        | 2,744                  |
| 12       | Sarcelles           | Pháp      | 25          | 15,000                 |
| 13       | Mercer Island       | Hoa Kỳ    | 25          | 5,000                  |
| 14       | St Kilda East       | Úc        | 24,8        | 3,246                  |
| 15       | Créteil             | Pháp      | 24,4        | 22,000                 |
| 16       | Vaucluse            | Úc        | 23,2        | 2,163                  |
| 17       | Westmount           | Canada    | 23,2        | 4,495                  |
| 18       | Bellevue Hill       | Úc        | 21,4        | 2,300                  |
| 19       | Dollard-des-Ormeaux | Canada    | 21,1        | 10,115                 |
| 20       | Vaughan             | Canada    | 18,2        | 33,090                 |
| 21       | Elsternwick         | Úc        | 17,8        | 1,846                  |
| 22       | Montreal West       | Canada    | 13,8        | 710                    |
| 23       | New York City       | Hoa Kỳ    | 13          | 1,086,000              |
| 24       | Bondi               | Úc        | 12,7        | 1,272                  |
| 25       | Mount Royal         | Canada    | 12,0        | 2,205                  |
| 26       | Miami               | Hoa Kỳ    | 9,86        | 535,000                |
| 27       | Marseille           | Pháp      | 9           | 70,000                 |
| 28       | Buenos Aires        | Argentina | 8,22        | 244,000                |
| 29       | Newton Mearns       | Anh Quốc  | 5,98        | 1,431                  |
| 30       | Philadelphia        | Hoa Kỳ    | 4,89        | 276,000                |
| 31       | Toronto             | Canada    | 4,21        | 103,500                |

### Sự đồng hóa người Do Thái

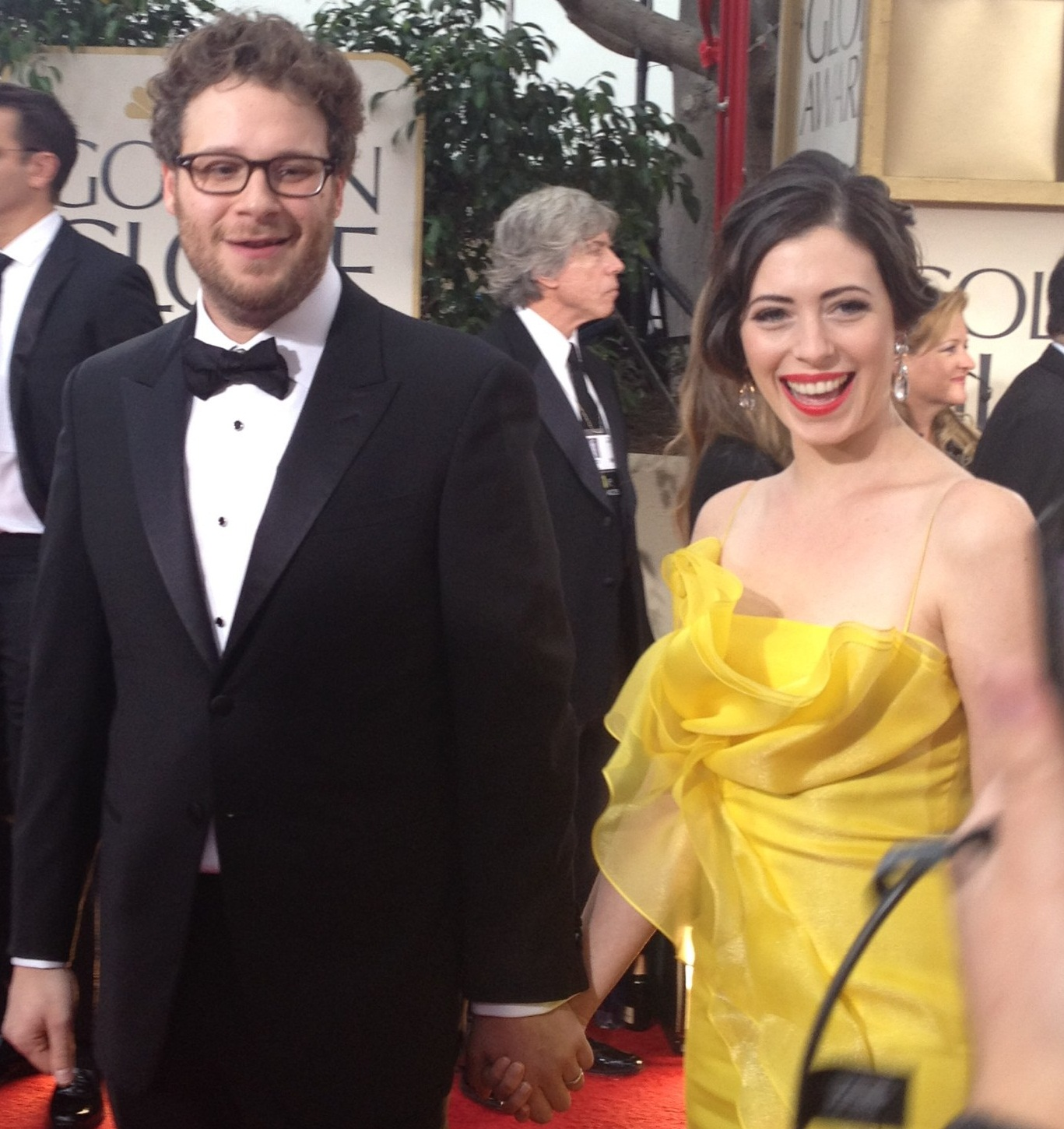
Seth Rogen và Lauren Miller là ví dụ điển hình của những người Do Thái đã được đồng hóa hoàn toàn trong Thế giới phương Tây, ăn mặc giống người Phương Tây và theo tư tưởng thế tục

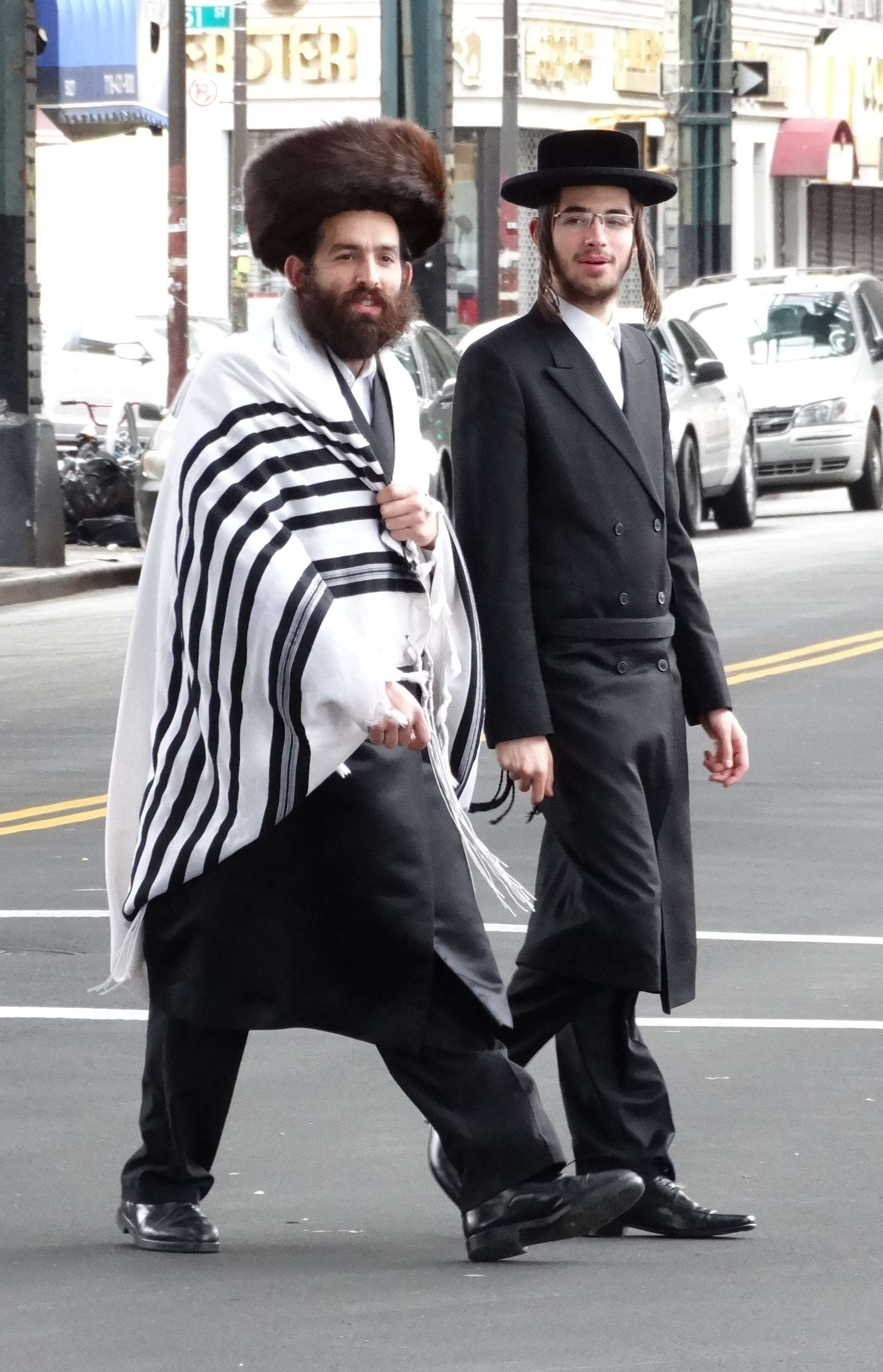
Hai chàng trai người Do Thái chưa được đồng hóa trên đường phố ở nước Mỹ Hoa Kỳ

Kể từ thời kỳ của người Hy Lạp cổ đại, một tỷ lệ lớn người Do Thái đã hòa nhập và đồng hóa vào xã hội dân ngoại rộng lớn xung quanh họ, bởi vì sự lựa chọn tự nguyện của chính bản thân của người Do Thái hoặc là do sự cưỡng bức và vũ lực bắt buộc người Do Thái phải làm vậy, những người Do Thái sau đó bị đồng hóa thì ngừng lại hoặc chấm dứt các hoạt động liên quan đến Do Thái giáo và họ vứt bỏ đi bản sắc dân tộc Do Thái cũng như vứt bỏ danh tính cũ của họ trước đây là người Do Thái. Sự đồng hóa xảy ra ở tất cả các khu vực và trong suốt tất cả các khoảng thời gian của chiều dài lịch sử. Một số cộng đồng Do Thái, ví dụ như người Do Thái khai phương ở Trung Quốc thì bị biến mất hoàn toàn.
Sự xuất hiện của người Do Thái được giác ngộ vào thế kỷ XVIII và việc giải phóng nô lệ Do Thái ở châu Âu và châu Mỹ vào thế kỷ XIX đã đẩy nhanh tình hình, khuyến khích người Do Thái ngày càng hòa nhập và trở thành một phần của xã hội thế tục. Kết quả là xu hướng đồng hóa người Do Thái càng ngày càng gia tăng mạnh mẽ, khi một người Do Thái mà kết hôn với dân ngoại thì người Do Thái đó ngừng tham gia và chấm dứt các hoạt động và sinh hoạt cộng đồng mà có dính líu với cộng đồng Do Thái.

### Sự di cư của người Do Thái
Trong suốt quá trình lịch sử của người Do Thái, người Do Thái đã liên tục bị trục xuất theo cách trực tiếp hoặc gián tiếp ngay tại chính cả quê hương nguyên thủy ban đầu của họ là vùng đất Israel, và nhiều khu vực mà người Do Thái đã định cư. Kinh nghiệm dầy dặn của những người tị nạn này đã hình thành nên bản sắc Do Thái và do đó người Do Thái thực hành tôn giáo theo nhiều cách khác nhau, và vì thế đó cũng là một yếu tố chính trong lịch sử Do Thái. Sau đây là danh sách chưa đầy đủ của các di dân đáng kể và đáng chú ý khác của người Do thái bao gồm nhiều trường hợp như bị trục xuất hoặc chạy trốn vì áp lực ép buộc:
1. Vị tộc trưởng huyền thoại Abraham được miêu tả là một người đàn ông di dân đến từ vùng đất Canaan ở Ur của Chaldees  sau khi Vua Nimrod tìm cách giết Abraham.
2. Những con cháu dòng dõi dân Do Thái, do Moses dẫn dắt, chạy trốn quân đội Pharaoh, trong câu chuyện Kinh thánh có tính lịch sử không chắc chắn, đã tiến hành cuộc Xuất Hành (có nghĩa là "khởi hành" hoặc "xuất cảnh" trong tiếng Hy Lạp) từ Ai Cập cổ đại, đã được ghi lại trong Sách Xuất Hành.
3. Chính sách của người Assyria là trục xuất và thay thế sắc dân trên các dân tộc đã bị chinh phục, và ước tính khoảng 4.500.000 người trong số những người bị giam cầm phải chịu sự thay thế sắc dân trong ba thế kỷ theo luật lệ Assyria. Đối với Israel, Tiglath-Pileser III tuyên bố ông đã trục xuất 80% dân số của tiểu vùng hạ lưu Galilee, khoảng 13.520 người. Khoảng 27.000 người Do Thái, 20-25% dân số của Vương quốc Israel, được mô tả là bị trục xuất bởi Sargon II, và được thay thế bởi các nhóm sắc dân bị trục xuất khác và người Do Thái bị lưu đày vĩnh viễn bởi Assyria đến các tỉnh Thượng lưu Mesopotamian của Đế chế Assyrian,
4. Giữa 10.000 đến 80.000 người Do Thái ở Vương quốc Judah bị Babylonia lưu đày, sau đó người Do Thái trở lại xứ xở Judea với sự hỗ trợ của Cyrus Đại Đế của Đế quốc Achaemenid Ba Tư, và sau đó nhiều người Do Thái lại bị Đế quốc La Mã trục xuất.
5. Sự lưu vong 2.000 năm của người Do Thái bắt đầu từ Đế quốc La Mã, khi người Do Thái sống rải rác khắp mọi nơi trong đế quốc La Mã, và từ vùng đất này đến miền đất khác, người Do Thái định cư ở bất cứ nơi nào mà họ có thể được sống tự do đủ để thực hành Do Thái giáo của họ. Trong quá trình di cư, trung tâm cuộc sống Do Thái di chuyển từ Babylonia đến bán đảo Iberia rồi đến Ba Lan rồi lại đến Hoa Kỳ và tiếp theo là Chủ nghĩa phục quốc Do Thái để quay trở về vùng đất Israel.
6. Nhiều vụ trục xuất trong thời Trung Cổ và thời đại khai sáng ở Châu Âu, bao gồm: năm 1290, 16.000 người Do Thái bị trục xuất khỏi nước Anh; vào năm 1396, 100.000 người Do Thái bị trục xuất khỏi nước Pháp; Năm 1421 hàng nghìn người Do Thái đã bị trục xuất khỏi nước Áo. Nhiều người trong số là những người Do Thái định cư ở Đông Âu, đặc biệt là Ba Lan.
7. Sau vụ bách hại đạo ở Tây Ban Nha, khoảng 200,000 người Do Thái Sephardi bị trục xuất khỏi Tây Ban Nha, tiếp theo là vào năm 1493 ở Sicily (37.000 người Do Thái bị trục xuất) và Bồ Đào Nha vào năm 1496. Đa số những người Do Thái bị trục xuất đã chạy trốn đến Đế quốc Ottoman, Hà Lan, và Bắc Phi, những người người Do Thái khác cũng di cư đến Nam Âu và Trung Đông.
8. Trong thế kỷ XIX, các chính sách của nước Pháp về quyền lợi công bằng cho tất cả công dân bất kể tôn giáo nào đã dẫn tới sự nhập cư ồ ạt của người Do Thái (đặc biệt là người Do Thái đến từ Đông Âu và Trung Âu).
9. Sự xuất hiện của hàng triệu người Do Thái trong Thế giới Mới, bao gồm làn sóng nhập cư của hơn hai triệu người Do Thái Đông Âu đến Hoa Kỳ từ năm 1880 cho tới năm 1925.
10. Các cuộc tàn sát người Do Thái ở Đông Âu, sự nổi dậy của cuộc cách mạng bài Do Thái, nạn diệt chủng người Do Thái Holocaust, và sự phát triển của chủ nghĩa dân tộc Ả Rập tất cả đều là lý do hậu thuẫn cho phong trào di cư ào ạt của những bộ phận lớn của người Do Thái từ quốc gia này sang đất nước khác và từ lục địa này đến châu lục khác, cho đến khi người Do Thái hàng loạt cùng nhau trở về quê hương lịch sử Israel với số lượng lớn.
11. Cuộc cách mạng Hồi giáo Ba Tư của Iran đã làm cho nhiều người Do Thái Ba Tự chạy trốn thoát khỏi Iran. Hầu hết người Do Thái Ba Tư tìm được nơi quê hương mới ở Mỹ (đặc biệt là Los Angeles, California và Long Island, New York) và Israel. Các cộng đồng nhỏ khác của người Do Thái Ba Tư tồn tại ở Canada và Tây Âu.
12. Khi Liên bang Xô viết sụp đổ, nhiều người Do Thái trong lãnh thổ bị ảnh hưởng (những người đã bị từ chối nhập cư) đột nhiên được phép nhập cư. Điều này đã tạo ra một làn sóng di cư đến Israel của người Do Thái vào đầu những năm 1990.

#### Những thành phố có đông người Do Thái sinh sống

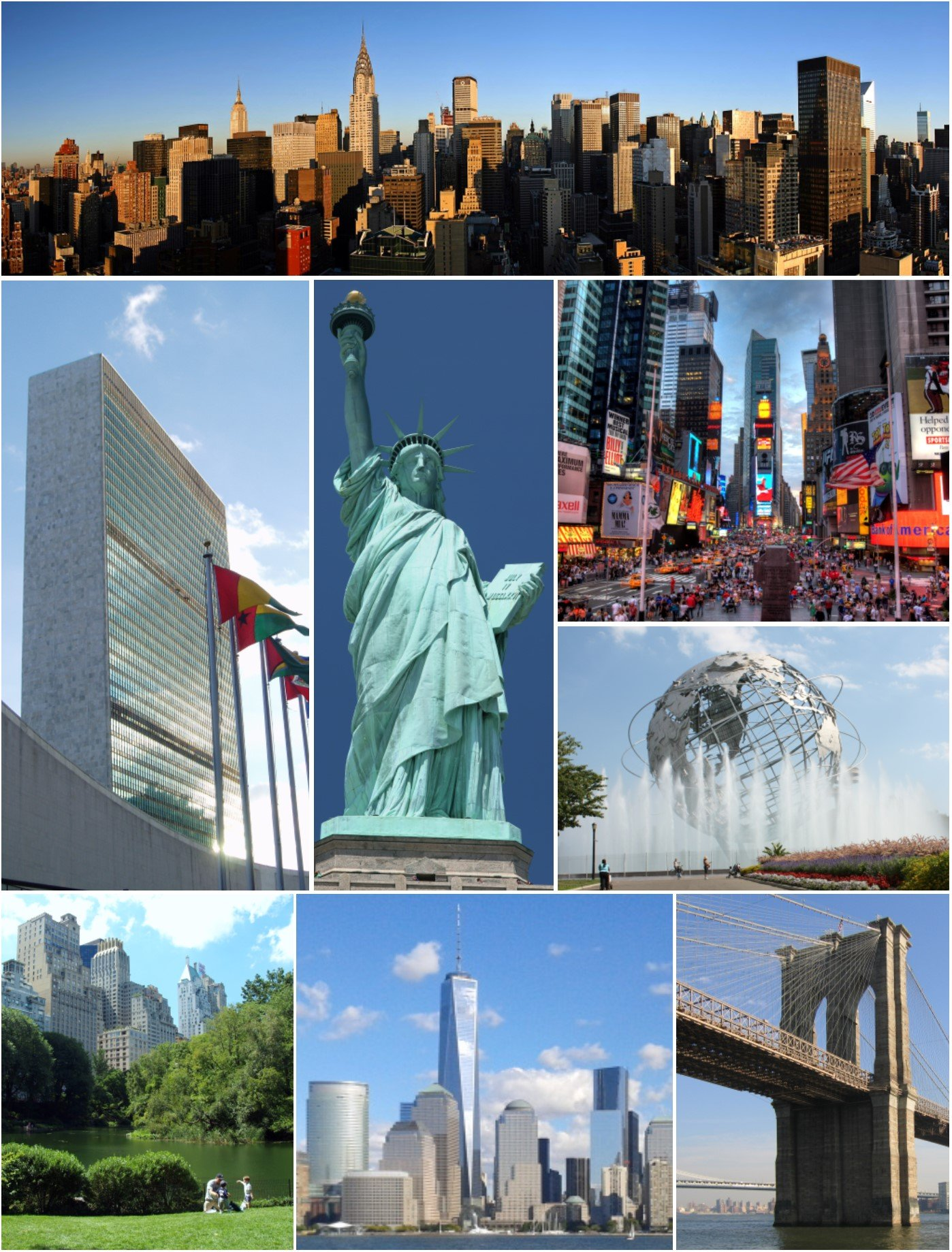
Thành phố New York của Mỹ có số lượng dân Do Thái đông nhất thế giới ở hải ngoại bên ngoài quốc gia Israel

Danh sách dưới đây là những thành phố có số lượng người Do Thái sinh sống đông đúc tại các quốc gia khác nhau trên thế giới
| Xếp hạng | Thành phố                                     | Quốc gia       | Số lượng người Do Thái |
| -------- | --------------------------------------------- | -------------- | ---------------------- |
| 1        | Tel Aviv                                      | Israel         | 3,214,800              |
| 2        | Thành phố New York                            | Hoa Kỳ         | 2,028,200              |
| 3        | Haifa                                         | Israel         | 708,000                |
| 4        | Jerusalem                                     | Israel         | 687,000                |
| 5        | Los Angeles                                   | Hoa Kỳ         | 662,450                |
| 6        | South Florida (Miami-Fort Lauderdale-Pompano) | Hoa Kỳ         | 535,000                |
| 7        | San Francisco                                 | Hoa Kỳ         | 391,500                |
| 8        | Beersheba                                     | Israel         | 381,900                |
| 9        | Chicago                                       | Hoa Kỳ         | 291,800                |
| 10       | Philadelphia                                  | Hoa Kỳ         | 285,950                |
| 11       | Paris                                         | Pháp           | 283,000                |
| 12       | Baltimore/Washington, D.C.                    | Hoa Kỳ         | 276,445                |
| 13       | Boston                                        | Hoa Kỳ         | 261,100                |
| 14       | Buenos Aires                                  | Argentina      | 244,000                |
| 15       | Greater Toronto Area                          | Canada         | 220,000                |
| 16       | Atlanta                                       | Hoa Kỳ         | 218,000                |
| 17       | Luân Đôn                                      | United Kingdom | 172,000                |
| 18       | Moskva                                        | Nga            | 100,000                |
| 19       | San Diego                                     | Hoa Kỳ         | 89,000                 |
| 20       | Montreal                                      | Canada         | 88,765                 |
| 21       | Cleveland-Akron-Canton                        | Hoa Kỳ         | 86,600                 |
| 22       | Denver-Boulder                                | Hoa Kỳ         | 83,900                 |
| 23       | Phoenix                                       | Hoa Kỳ         | 82,900                 |
| 24       | Las Vegas Valley                              | Hoa Kỳ         | 80,000                 |
| 25       | Budapest                                      | Hungary        | 80,000                 |
| 26       | Detroit                                       | Hoa Kỳ         | 78,000                 |
| 27       | São Paulo                                     | Brasil         | 75,000                 |
| 28       | Marseille                                     | Pháp           | 70,000                 |
| 29       | Seattle                                       | Hoa Kỳ         | 63,400                 |
| 30       | Dallas-Fort Worth                             | Hoa Kỳ         | 57,800                 |
| 31       | St. Louis                                     | Hoa Kỳ         | 54,500                 |
| 32       | Tampa Bay Area (Tampa-Saint Petersburg)       | Hoa Kỳ         | 51,100                 |
| 33       | Johannesburg                                  | Nam Phi        | 50,000                 |
| 34       | Houston                                       | Hoa Kỳ         | 48,400                 |
| 35       | Portland                                      | Hoa Kỳ         | 47,500                 |
| 36       | Pittsburgh                                    | Hoa Kỳ         | 42,200                 |
| 37       | Melbourne                                     | Úc             | 41,643                 |
| 38       | Minneapolis-Saint Paul                        | Hoa Kỳ         | 40,240                 |
| 39       | Saint Petersburg                              | Nga            | 40,000                 |
| 40       | Rio de Janeiro                                | Brasil         | 40,000                 |
| 41       | Thành phố México                              | México         | 39,777                 |
| 42       | Sydney                                        | Úc             | 35,196                 |
| 43       | Hartford                                      | Hoa Kỳ         | 34,500                 |
| 44       | New Haven                                     | Hoa Kỳ         | 29,700                 |
| 45       | Cincinnati                                    | Hoa Kỳ         | 27,000                 |
| 46       | Vancouver                                     | Canada         | 26,255                 |
| 47       | Manchester                                    | United Kingdom | 25,000                 |
| 48       | Berlin                                        | Đức            | 25,000                 |
| 49       | Tehran                                        | Iran           | 25,000                 |
| 50       | Milwaukee                                     | Hoa Kỳ         | 24,200                 |
| 51       | Tucson                                        | Hoa Kỳ         | 22,900                 |
| 52       | Rochester                                     | Hoa Kỳ         | 22,500                 |
| 53       | Columbus                                      | Hoa Kỳ         | 22,000                 |
| 54       | Montevideo                                    | Uruguay        | 20,000                 |
| 55       | Amsterdam                                     | Hà Lan         | 20,000                 |
| 56       | Kansas City                                   | Hoa Kỳ         | 19,000                 |
| 57       | Orlando                                       | Hoa Kỳ         | 19,000                 |
| 58       | Kiev                                          | Ukraine        | 17,900                 |
| 59       | Istanbul                                      | Turkey         | 17,000                 |
| 60       | Austin                                        | Hoa Kỳ         | 16,300                 |
| 61       | Strasbourg                                    | Pháp           | 16,000                 |
| 62       | Cape Town                                     | Nam Phi        | 16,000                 |
| 63       | Porto Alegre                                  | Brasil         | 15,000                 |
| 64       | Jacksonville                                  | Hoa Kỳ         | 15,000                 |
| 65       | Antwerp                                       | Bỉ             | 15,000                 |
| 66       | Providence                                    | Hoa Kỳ         | 14,200                 |
| 67       | Rome                                          | Ý              | 13,000                 |
| 68       | Buffalo                                       | Hoa Kỳ         | 13,000                 |
| 69       | Winnipeg                                      | Canada         | 12,760                 |
| 70       | San Antonio                                   | Hoa Kỳ         | 12,740                 |
| 71       | Richmond                                      | Hoa Kỳ         | 12,500                 |
| 72       | Albany                                        | Hoa Kỳ         | 12,500                 |
| 73       | New Orleans                                   | Hoa Kỳ         | 12,000                 |
| 74       | Ottawa-Gatineau                               | Canada         | 11,325                 |
| 75       | Munich                                        | Đức            | 11,000                 |
| 76       | Frankfurt                                     | Đức            | 10,500                 |
| 77       | Indianapolis                                  | Hoa Kỳ         | 10,000                 |
| 78       | Córdoba                                       | Argentina      | 9,000                  |
| 79       | Louisville                                    | Hoa Kỳ         | 8,700                  |
| 80       | Calgary                                       | Canada         | 8,100                  |
| 81       | Milan                                         | Ý              | 8,000                  |
| 82       | Rosario                                       | Argentina      | 8,000                  |
| 83       | Leeds                                         | Anh Quốc       | 8,000                  |
| 84       | Nashville                                     | Hoa Kỳ         | 8,000                  |
| 85       | Viên                                          | Áo             | 7,000                  |
| 86       | Edmonton                                      | Canada         | 6,000                  |
| 87       | Zurich                                        | Thụy Sĩ        | 6,000                  |
| 88       | Birmingham                                    | Hoa Kỳ         | 5,300                  |
| 89       | Perth                                         | Úc             | 5,187                  |
| 90       | Hong Kong                                     | Hồng Kông      | 5,000                  |
| 91       | Madison                                       | Hoa Kỳ         | 5,000                  |
| 92       | Santa Fe                                      | Argentina      | 5,000                  |
| 93       | Dayton                                        | Hoa Kỳ         | 4,000                  |
| 94       | Toledo                                        | Hoa Kỳ         | 3,900                  |
| 95       | Glasgow                                       | Anh Quốc       | 3,500                  |
| 96       | Youngstown                                    | Hoa Kỳ         | 3,200                  |
| 97       | Prague                                        | Séc            | 3,000                  |
| 98       | Greensboro                                    | Hoa Kỳ         | 3,000                  |
| 99       | Durban                                        | Nam Phi        | 2,700                  |
| 100      | Athens                                        | Hy Lạp         | 2,500                  |
| 101      | Brisbane                                      | Úc             | 2,195                  |
| 102      | Curitiba                                      | Brasil         | 1,774                  |
| 103      | Belo Horizonte                                | Brasil         | 1,714                  |
| 104      | İzmir                                         | Thổ Nhĩ Kỳ     | 1,500                  |
| 105      | Pretoria                                      | Nam Phi        | 1,500                  |
| 106      | Recife                                        | Brasil         | 1,300                  |
| 107      | Helsinki                                      | Phần Lan       | 1,200                  |
| 108      | Montgomery                                    | Hoa Kỳ         | 1,200                  |
| 109      | Brasília                                      | Brasil         | 1,103                  |
| 110      | Florence                                      | Ý              | 1,000                  |
| 111      | Asunción                                      | Paraguay       | 1,000                  |
| 112      | Bratislava                                    | Slovakia       | 1,000                  |

### Sự phát triển dân số người Do Thái

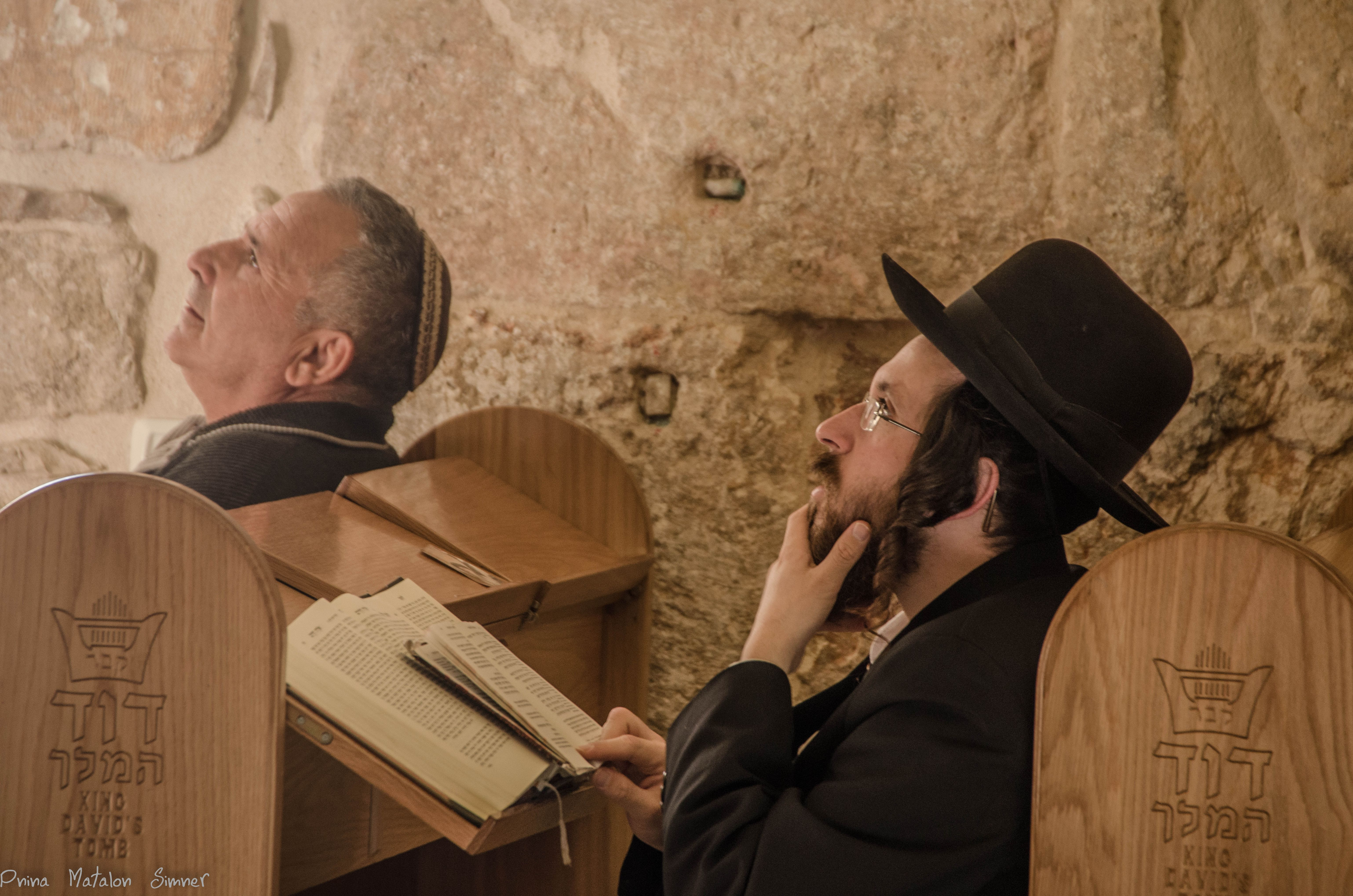
Đàn ông người Do Thái đang ngồi trên băng ghế và đọc kinh cầu nguyện ở Jerusalem mộ Vua David

Israel là quốc gia duy nhất có dân số người Do Thái phát triển liên tục qua sự tăng trưởng dân số tự nhiên, mặc dù dân số người Do Thái ở các nước khác, đặc biệt là cộng đồng người Do Thái ở châu Âu và ở Bắc Mỹ gần đây đã tăng lên thông qua làn sống di dân nhập cư. Trong cộng đồng người Do Thái hải ngoại, ở hầu hết mọi quốc gia thì dân số của người Do Thái nói chung đang suy giảm hoặc đang ở trong mức ổn định, nhưng cộng đồng người Do Thái Chính thống và cộng đồng người Do Thái Haredi, trong hai cộng đồng người Do Thái này thì các thành viên thường bỏ qua việc kiểm soát sinh đẻ và từ chối kế hoạch hóa gia đình vì lý do đức tin tôn giáo, hai cộng đồng người Do Thái trên có sự gia tăng dân số nhanh nhất.
Đạo Do Thái Giáo Chính Thống và nhánh Do Thái Giáo Bảo Thủ không khuyến khích truyền đạo Do Thái và cải đạo cho dân ngoại. Nhưng nhiều nhóm người Do Thái đã cố gắng tiếp cận với các cộng đồng người Do Thái được đồng hóa ở hải ngoại để họ có thể kết nối lại với nguồn gốc Do Thái của mình.
Cũng có một xu hướng của các cuộc cách mạng được khởi xướng từ phái Do Thái giáo Chính thống để hỗ trợ và giúp đỡ những người Do Thái thế tục hướng về một bản sắc Do Thái truyền thống đậm đà bản sắc dân tộc Do Thái để giảm thiểu tỷ lệ kết hôn khác chủng tộc và việc kết hôn khác tôn giáo. Nhờ những nỗ lực của các cuộc cách mạng ấy cùng với các nhóm Do Thái khác, trong 25 năm qua đã có một xu hướng (được gọi là cuộc cách mạng Baal Teshuva) đã làm cho những người Do Thái thế tục trở thành những người Do Thái sùng đạo, mặc dù các tác động về nhân khẩu học của cuộc cách mạng này chưa được điều tra rõ ràng. Thêm vào đó, cũng có một tỷ lệ lớn những người dân ngoại cải đạo chuyển đổi sang đạo Do Thái Giáo được gọi là Người Do Thái của Sự Lựa Chọn của các dân ngoại là những người quyết định gia nhập đại gia đình dân tộc Do Thái.

## Ngôn ngữ của người Do Thái

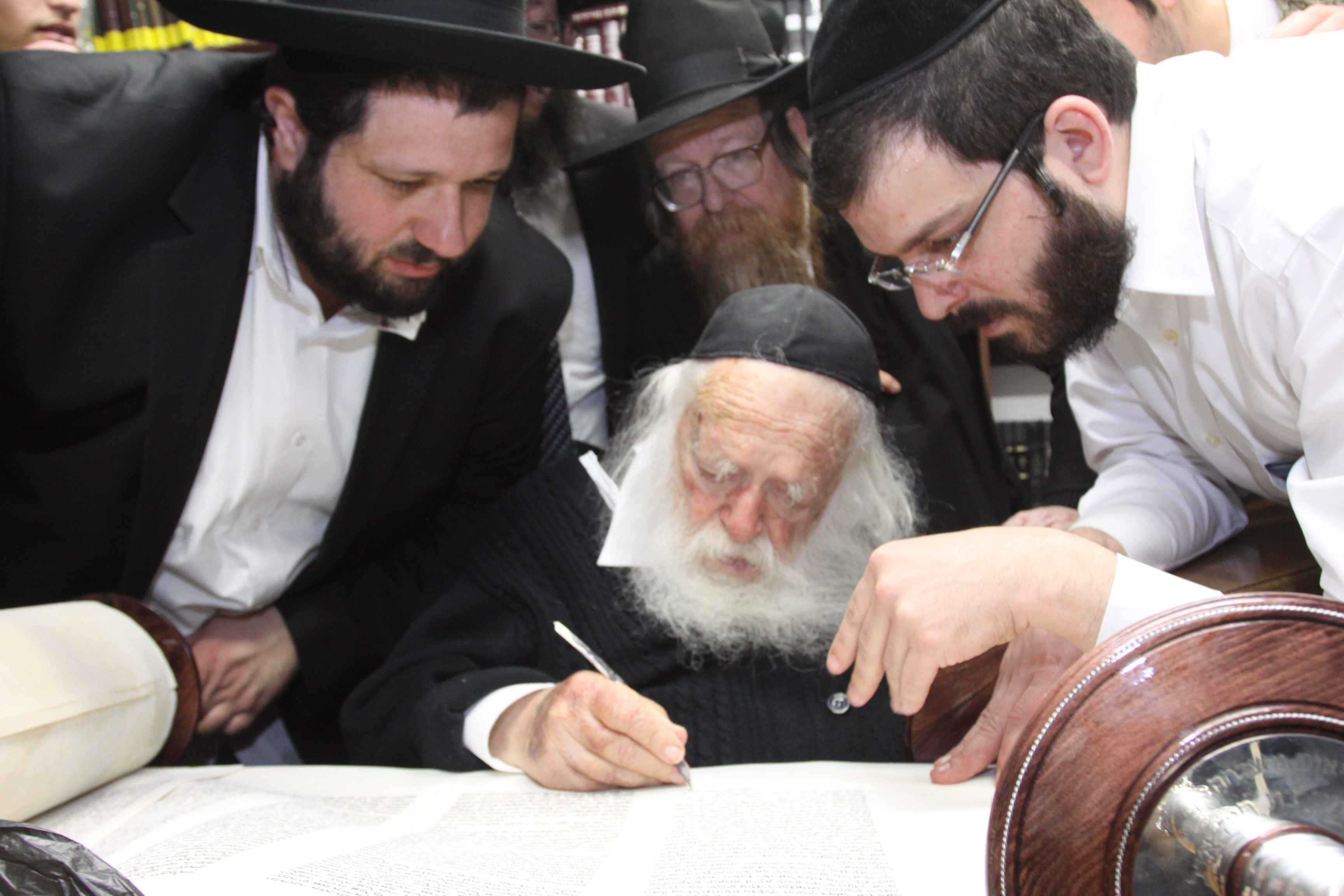
Một ông lão người Do Thái ghi chép kinh thánh Torah. Ngôn ngữ được sử dụng trong thánh kinh Torah là tiếng Hebrew

Tiếng Hebrew là ngôn ngữ thiêng liêng của người Do Thái (được gọi là lashon ha-kodesh, "ngôn ngữ thần thánh") Tiếng Hebrew là ngôn ngữ chính được sử dụng trong các kinh sách của người Do Thái (Tanakh) được sáng tác, và người Do Thái nói ngôn ngữ này hằng ngày trong nhiều thế kỷ. Vào thế kỷ thứ V trước Công nguyên, tiếng Aramaic có họ hàng với tiếng Hebrew, ngôn ngữ Aramaic đã sáp nhập với ngôn ngữ Hebrew và là ngôn ngữ được nói và được sử dụng ở xứ Judea. Vào thế kỷ thứ III trước Công nguyên, một số người Do Thái ở hải ngoại nói tiếng Hy Lạp.
Trải qua nhiều thế kỷ, người Do Thái trên toàn thế giới đã nói ngôn ngữ địa phương hoặc sử dụng ngôn ngữ phổ biến tại các vùng mà người Do Thái di cư đến, người Do Thái thường phát triển các phương ngữ địa phương và sau này trở thành những ngôn ngữ độc lập. Yiddish là ngôn ngữ Đức Do Thái được phát triển bởi những người Do Thái Ashkenazi di cư sang Trung Âu. Ladino là ngôn ngữ Do Thái-Tây Ban Nha được phát triển bởi những người Do Thái Sephardic di cư sang bán đảo Iberia. Do nhiều yếu tố, bao gồm sự ảnh hưởng của nạn diệt chủng người Do Thái Holocaust đối với người Do Thái Châu Âu, cuộc di cư của người Do Thái từ các quốc gia Ả rập và các quốc gia Hồi giáo, và sự di cư tràn lan từ các cộng đồng Do Thái khác trên khắp thế giới, thì những ngôn ngữ Do Thái cổ và khác biệt của một số cộng đồng Do Thái, bao gồm Do Thái Georgian, Do Thái Ả Rập, Do Thái Berber, Krymchak, Do Thái Malayalam và nhiều ngôn ngữ khác của người Do Thái, đa số những ngôn ngữ Do Thái đó không còn được sử dụng nữa.

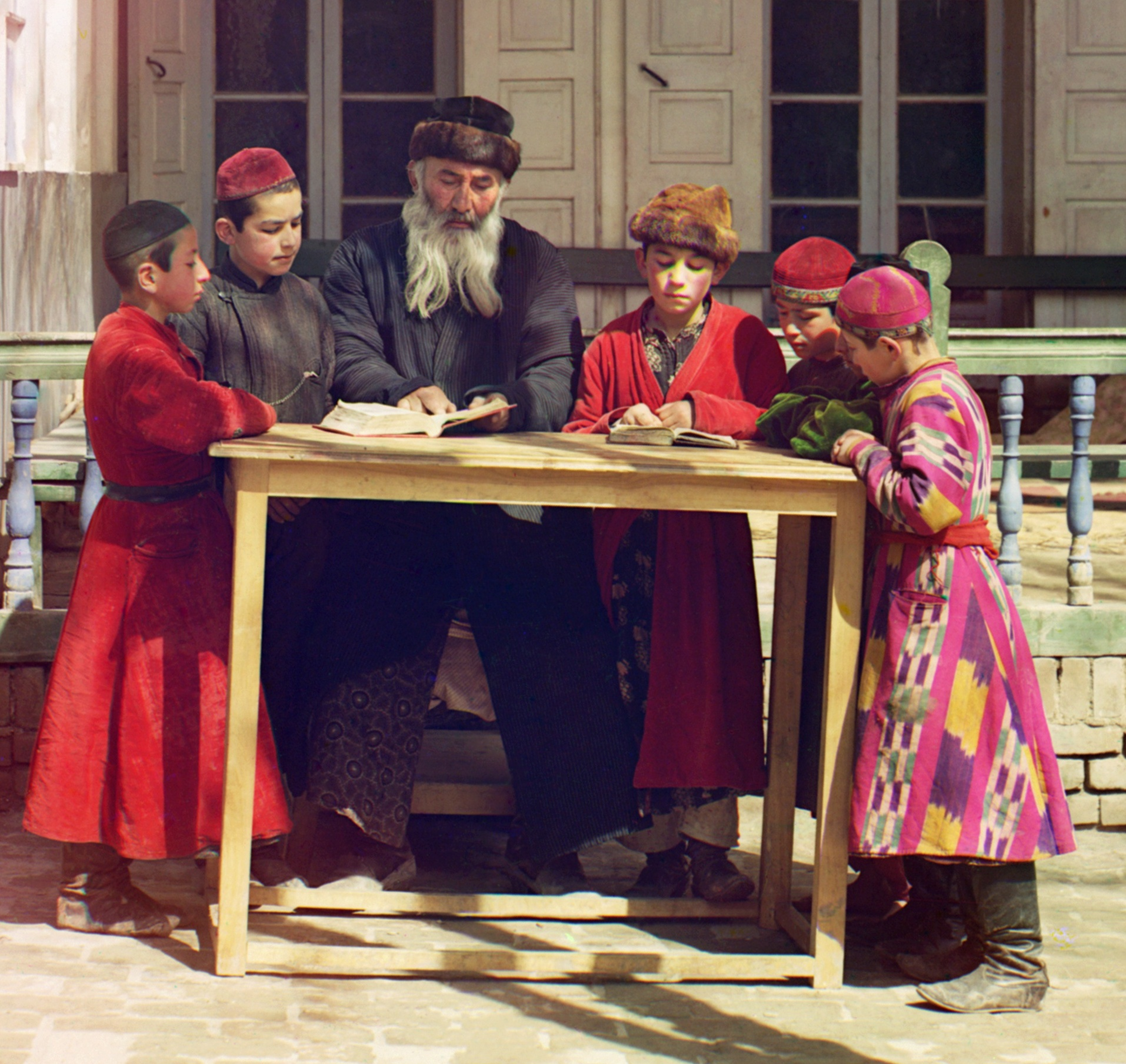
Trẻ em người Do Thái học Kinh Thánh Torah với thầy đạo người Do Thái

Trải qua hơn mười sáu thế kỷ, tiếng Hebrew được sử dụng hầu hết trong vai trò là một ngôn ngữ phụng vụ đọc kinh cầu nguyện, và được sử dụng trong vai trò là một ngôn ngữ tôn giáo được sử dụng trong hầu hết các sách có nội dung liên quan đến Do Thái giáo, vài người chỉ nói tiếng Hebrew duy nhất vào ngày Sa bát. Tiếng Hebrew đã được Eliezer ben Yehuda hồi sinh để tiếng Hebrew sống lại thành một ngôn ngữ nói, ông đã đến Palestine năm 1881. Tiếng Hebrew đã không được sử dụng trong vai trò là một tiếng mẹ đẻ kể từ thời kỳ Tannaic. Ngôn ngữ Hebrew hiện đại thì hiện nay là một trong hai ngôn ngữ chính thức của Nhà nước Israel cùng với ngôn ngữ Ả Rập hiện đại.
Mặc dù có những nỗ lực để khôi phục tiếng Hebrew thành một ngôn ngữ dân tộc chính thức của người Do Thái, nhưng đa số người Do Thái trên khắp thế giới không biết tiếng Hebrew và đa số người Do Thái có rất ít kiến thức và hiểu biết hạn hẹp về tiếng Hebrew, thay vào đó tiếng Anh là ngôn ngữ toàn cầu của người Do Thái trên toàn thế giới.
Mặc dù nhiều người Do Thái đã có đủ kiến thức và trình độ ngôn ngữ về tiếng Hebrew để nghiên cứu các văn học Do Thái cổ điển, và các ngôn ngữ Do Thái khác như tiếng Yiddish và tiếng Ladino thường được sử dụng gần đây vào đầu thế kỷ XX, là những ngôn ngữ Do Thái mà hầu hết người Do Thái ngày nay thiếu kiến thức; và tiếng Anh đã thay thế hầu hết các ngôn ngữ khác của người Do Thái. Ba ngôn ngữ phổ biến nhất được sử dụng rộng rải bởi những người Do Thái hiện nay là tiếng Hebrew, tiếng Anh và tiếng Nga. Một số ngôn ngữ Romance, đặc biệt là tiếng Pháp và tiếng Tây Ban Nha, cũng được sử dụng phổ biến. Trải qua chiều dài lịch sử Do Thái, tiếng Yiddish đã được nhiều người Do Thái sử dụng nhất trong lịch sử hơn bất kỳ ngôn ngữ Do Thái nào khác, nhưng ngày nay sau cuộc thảm họa diệt chủng người Do Thái Holocaust và việc áp dụng tiếng Hebrew hiện đại theo cuộc cách mạng của Chủ nghĩa phục quốc Do Thái và Nhà nước Israel thì tiếng Yiddish ít được sử dụng hơn.
Ở một số nơi khác, ngôn ngữ mẹ đẻ của cộng đồng Do Thái này khác biệt với ngôn ngữ mẹ đẻ của cộng đồng Do Thái khác hoặc các nhóm dân cư chiếm đa số. Chẳng hạn như là ở Quebec, đa số người Do Thái Ashkenazi nói tiếng Anh, còn người Do Thái Sephardi sử dụng tiếng Pháp làm ngôn ngữ chính. Tương tự như vậy, những người Do Thái Nam Phi sử dụng tiếng Anh thay vì tiếng Afrikaans. Do chính sách của cả chế độ Sa hoàng và chế độ Xô viết, Tiếng Nga đã thay thế tiếng Yiddish là ngôn ngữ của người Do Thái Nga, nhưng những chính sách này cũng ảnh hưởng đến các cộng đồng người Do Thái lân cận. Ngày nay, tiếng Nga là ngôn ngữ mẹ đẻ của nhiều cộng đồng người Do Thái ở một số quốc gia hậu Xô viết, chẳng hạn như Ukraine và Uzbekistan, cũng tương tự như người Do Thái Ashkenazi ở Azerbaijan, Georgia, và Tajikistan. Mặc dù các cộng đồng người Do Thái ngày nay ở Bắc Phi nhỏ và ít ỏi, người Do Thái ở đó đã chuyển từ một nhóm đa ngôn ngữ sang một ngôn ngữ đơn nhất (hoặc gần như vậy), người Do Thái nói tiếng Pháp ở Algérie, Maroc, và thành phố Tunis.

## Người Do Thái và đạo Do Thái

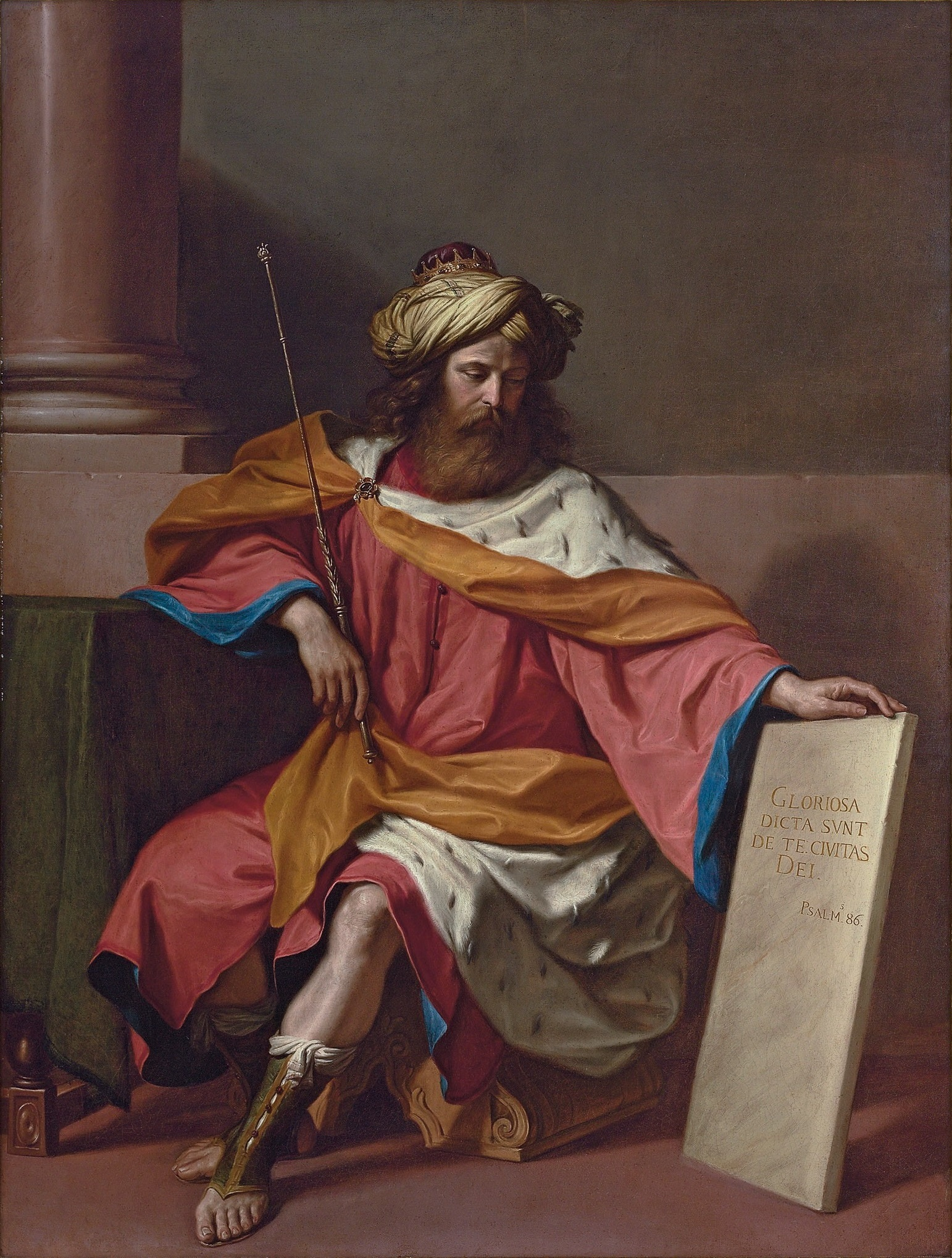
Vua David là ông vua vĩ đại nhất trong lịch sử của người Do Thái, tranh vẽ của Giovanni Francesco Barbieri (il Guercino) c. 1768

Nguồn gốc của người Do Thái theo truyền thống là vào khoảng 1800 TCN với những câu chuyện ghi lại trong Kinh Thánh về sự ra đời của đạo Do Thái. Tấm bia Merneptah, có niên đại vào khoảng 1200 TCN, là một trong những tài liệu khảo cổ xưa nhất của người Do Thái sinh sống trong vùng đất Israel, nơi Do Thái giáo, tôn giáo độc thần đầu tiên được phát triển. Theo những câu chuyện chép lại trong Kinh Thánh, người Do Thái hưởng thụ những giai đoạn tự chủ đầu tiên dưới những quan tòa từ Othniel cho tới Samson, sau đó vào khoảng năm 1000 TCN, vua David thiết lập Jerusalem như là kinh đô của Vương quốc Israel và Judah Thống nhất và từ đó cai quản Mười hai chi tộc Israel.
Vào năm 970 TCN, con của vua David là vua Solomon trở thành vua của Israel. Trong vòng mười năm, Solomon bắt đầu xây dựng Đền thờ thiêng liêng được biết đến như là Đền thờ Đầu tiên. Khi Solomon chết (khoảng 930 TCN), mười chi tộc phía bắc tách ra để thành lập Vương quốc Israel. Vào năm 722 TCN người xứ Assyria chinh phục vương quốc Israel và làm người Israel phải sống lưu vong, bắt đầu một cộng đồng hải ngoại. Vào thời đại di chuyển và du hành khá hạn chế, người Do Thái trở thành những người dân tỵ nạn đầu tiên và dễ bị chú ý nhất. Ngày xưa cũng như bây giờ, dân di cư được đối xử với sự nghi ngờ.
Giai đoạn Đền Thờ thứ nhất kết thúc vào khoảng 586 trước Công Nguyên, khi vua nước Babylon là Nebuchadnezzar II thân chinh đốc suất đại binh phạt Vương quốc Judah và phá hủy Đền thờ Do Thái. Ông ta cướp bóc sạch sành sanh các kho báu trong đền thờ, và còn đày ải nhiều người Do Thái. Những người Do Thái khác từ đó cũng phải đi tha hương để định cư ở nơi khác. Vào năm 538 trước Công Nguyên, vua Belshazzar khi đang dự yến tiệc ở kinh thành Babylon thì bỗng thấy có bàn tay người hiện ra viết một dòng chữ lên tường thành, vội triệu tiên tri Daniel vào hỏi thì ông giải nghĩa dòng chữ, rằng Thiên Chúa đã phán quyết Đế quốc Babylon đã đến hồi diệt vong. Quả nhiên, vua nước Ba Tư thân chinh điều động binh mã tinh nhuệ phạt nước Babylon và lật đổ Belshazzar, tiêu diệt luôn cả Đế quốc của ông ta. Sau thắng lợi vang dội này, Cyrus Đại đế liền ban bố thánh chỉ:
| “              | Cyrus, vua Ba Tư, nói như vầy: Giê-hô-va Đức Chúa Trời đã ban cho ta các nước thế gian, và biểu ta xây cất cho Ngài một ngôi đền tại Jerusalem trong xứ Judah. Trong các ngươi, phàm ai thuộc về dân sự Ngài, hãy trở lên Jerusalem; nguyện Giê-hô-va Đức Chúa Trời của người ấy ở cùng người! | ” |
| — Cyrus Đại Đế | |   |

Thế rồi, không những dân Do Thái mà tất cả các dân tộc tù đày trong Đế quốc Babylon đều được vua Cyrus Đại Đế ban bố tự do cho trở về cố hương. Khác xa các vua Ai Cập và Babylon trước đây, ông là vị vua anh minh, nhân đạo và có ngự bút viết: "Trẫm đã quy tụ tất cả các dân tộc đó và Trẫm cho phép họ được về quê hương của chính họ". Theo huấn lệnh của nhà vua, quan Tổng đốc tỉnh Judah là Sheshbazzar - người có dòng dõi vua David - dẫn nhóm người Do Thái đầu tiên trở về thành Jerusalem. Hai năm sau, tức năm 536 trước Công Nguyên, người cháu của David là Zerubabbel dẫn thêm một nhóm người Do Thái thứ hai trở về cố hương, chấm dứt kiếp tù đày của họ. Trở về, trước cảnh hoang tàn của thành Jerusalem họ hết mực đau buồn. Kể từ triều đại Cyrus Đại Đế, dân Do Thái cũng xuất hiện ở Iran. Ông cũng ban của cải và vật liệu xây dựng đền thờ cho vị quan Tổng đốc này. Từ năm 538 TCN cho đến năm 535 TCN, quan Tổng đốc Zerubabbel đã dẫn dắt nhóm người Do Thái đầu tiên về quê hương. Với chính sách tự do tôn giáo, triều đình Cyrus Đại Đế còn bỏ ra tiền của ngân khố quốc gia Ba Tư giúp nhân dân Do Thái xây dựng lại đền thờ. Việc xây dựng Đền thờ thứ hai, được hoàn thành vào năm 516 TCN dưới triều vua Darius Đại Đế 70 năm sau khi Đền thờ Thứ nhất bị phá hủy. Khi Alexander Đại Đế chinh phục Đế quốc Ba Tư, vùng đất Israel rơi vào quyền cai trị của người Hy Lạp cổ (Hellenistic Greek), cuối cùng lại mất vào tay Vương quốc Ptolemaios rồi lại mất vào tay Vương quốc Seleukos.
Triều đình Seleukos cố gắng cải tạo lại Jerusalem khi một thành phố theo văn minh Hy Lạp trở thành người đứng đầu sau khởi nghĩa Maqabim thành công năm 168 TCN lãnh đạo bởi tu sỹ Mattathias cùng với 5 người con trai của ông chống lại Antiochus Epiphanes, và họ thành lập Vương quốc Hasmoneus năm 152 TCN với Jerusalem một lần nữa là kinh đô của vương quốc. Vương quốc Hasmoneus kéo dài trên một trăm năm, nhưng sau đó khi Đế quốc La Mã trở nên hùng mạnh hơn họ đưa Herod lên làm vua chư hầu người Do Thái. Vương quốc của vua Herod cũng kéo dài trên một trăm năm. Bị người Do Thái đánh bại trong cuộc khởi nghĩa Do Thái thứ nhất năm 70, cuộc chiến tranh Do Thái - La Mã đầu tiên và cuộc khởi nghĩa Bar Kokhba năm 135 đã đóng góp đáng kể vào số lượng và địa lý của cộng đồng Do Thái ở nước ngoài, do một phần lớn dân số Do Thái của vùng đất Israel bị trục xuất rồi bị bán làm nô lệ trong toàn Đế quốc La Mã. Kể từ đó, những người Do Thái đã sống trên mọi đất nước của thế giới, chủ yếu là ở châu Âu và vùng Trung Đông mở rộng, trải qua nhiều sự ngược đãi, đàn áp, nghèo đói, và ngay cả diệt chủng (xem: chủ nghĩa bài Do Thái, Holocaust), với thỉnh thoảng một vài giai đoạn phát triển hưng thịnh về văn hóa, kinh tế, và tài sản cá nhân ở nhiều nơi khác nhau (chẳng hạn như Tây Ban Nha, Bồ Đào Nha, Đức, Ba Lan và Hoa Kỳ).
Cho đến cuối thế kỷ XVIII, từ Do Thái và theo đạo Do Thái được xem là đồng nghĩa trong thực tế, và đạo Do Thái là yếu tố chính thống nhất người Do Thái mặc dù mức độ theo đạo đó có khác nhau. Trong thời kỳ của chủ nghĩa Khai sáng chuyên chế, một vị vua nổi tiếng của Vương quốc Phổ là Friedrich II Đại Đế đã tiến hành khoan dung tôn giáo và gia tăng quyền lợi của cộng đồng Do Thái. Vào năm 1750, ông ra Thánh chỉ phán rằng người Do Thái được quyền làm chủ các trường học, giáo đường và nhà nguyện của họ. Theo sau Thời đại Khai sáng và thời đại Haskalah tương ứng theo truyền thống Do Thái, một sự thay đổi dần dần đã diễn ra mà qua đó nhiều người Do Thái cho mình là thành viên của nước Do Thái là khái niệm khác biệt với theo đạo Do Thái.
Từ "Yehudi" (số nhiều Yehudim) trong tiếng Hebrew nguyên thủy được dùng để chỉ chi tộc Judah. Sau này, khi phần phía bắc của Vương quốc Israel Thống nhất tách khỏi phần phía nam, thì phần phía nam của Vương quốc bắt đầu đổi tên theo của chi tộc lớn nhất của họ, tức là thành Vương quốc Judah. Từ này ban đầu đề cập đến cư dân của vương quốc phương nam, mặc dù từ B'nei Yisrael (Israelite, người Israel) vẫn được sử dụng cho cả hai nhóm. Sau khi người Assyria chinh phục vương quốc phía bắc để lại mỗi vương quốc phía nam còn tồn tại, từ Yehudim dần dần được dùng để chỉ toàn thể những người theo Do Thái giáo, hơn là chỉ những người trong chi tộc hay là trong Vương quốc Judah. Từ Jew trong tiếng Anh được bắt nguồn từ Yehudi (xem #Thuật ngữ). Sử dụng đầu tiên trong Kinh thánh Tanakh để chỉ đến toàn bộ dân tộc Do Thái được tìm thấy trong Sách Esther.

## Nguồn gốc của người Do Thái

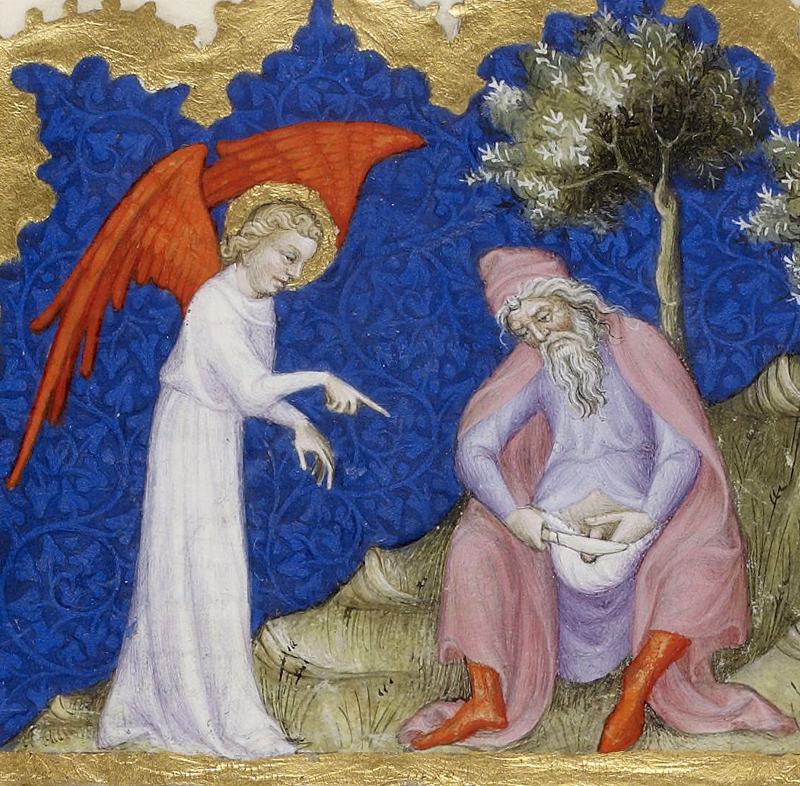
Abraham tổ phụ đầu tiên của người Do Thái tự cắt bao quy đầu của ông để lập giao ước với Thiên Chúa

## Chiến tranh và những vụ khủng bố

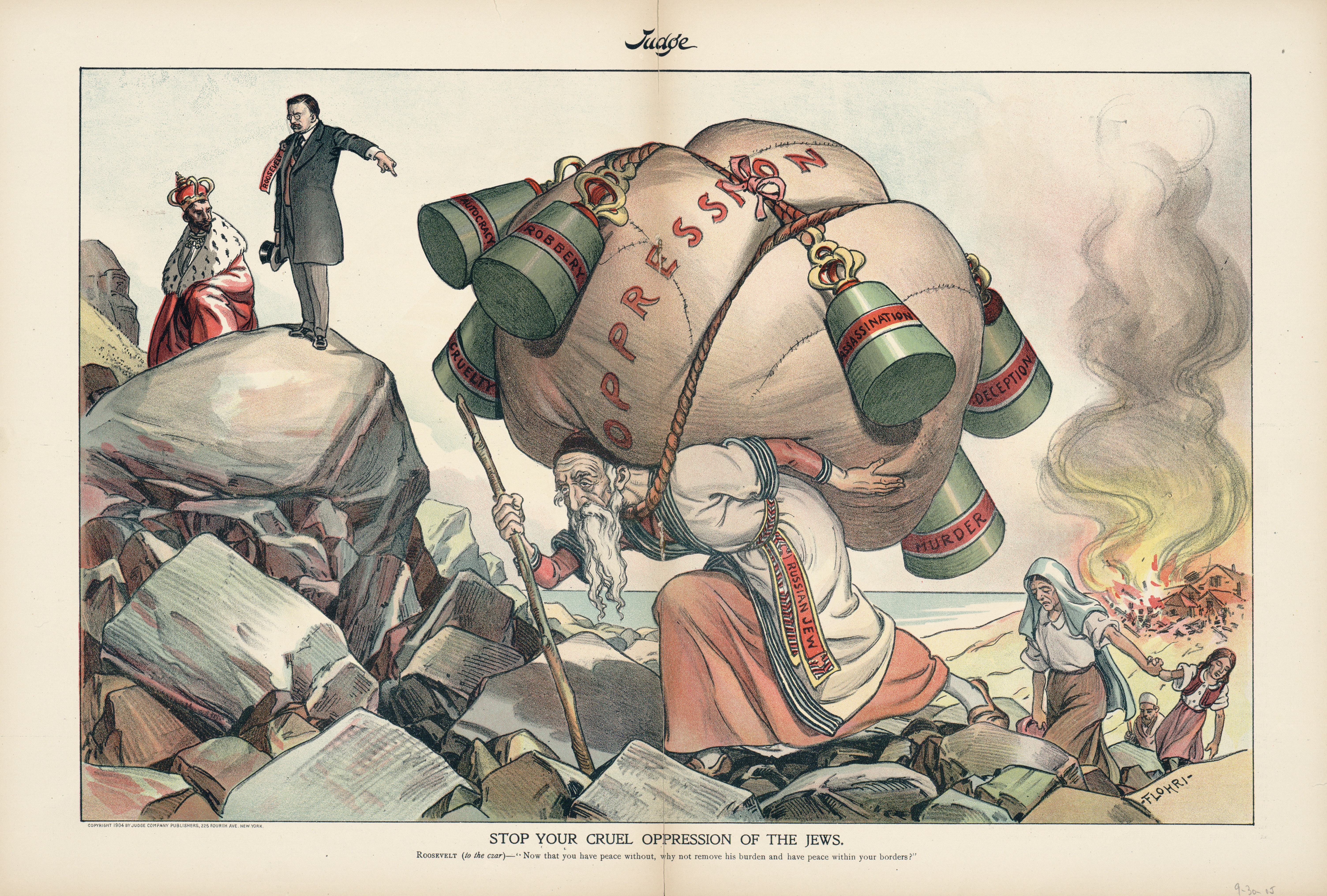
Sa Hoàng Nga-Dừng lại sự bức hại tàn nhẫn của ông lên người Do Thái 1904

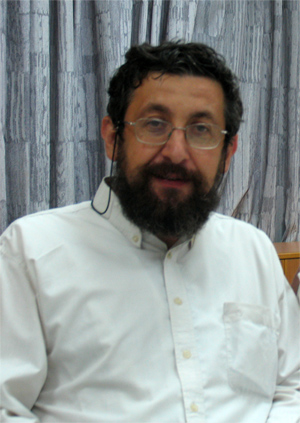
Pinchas Polonsky một người Do Thái gốc Nga

### Người Sephardi Do Thái

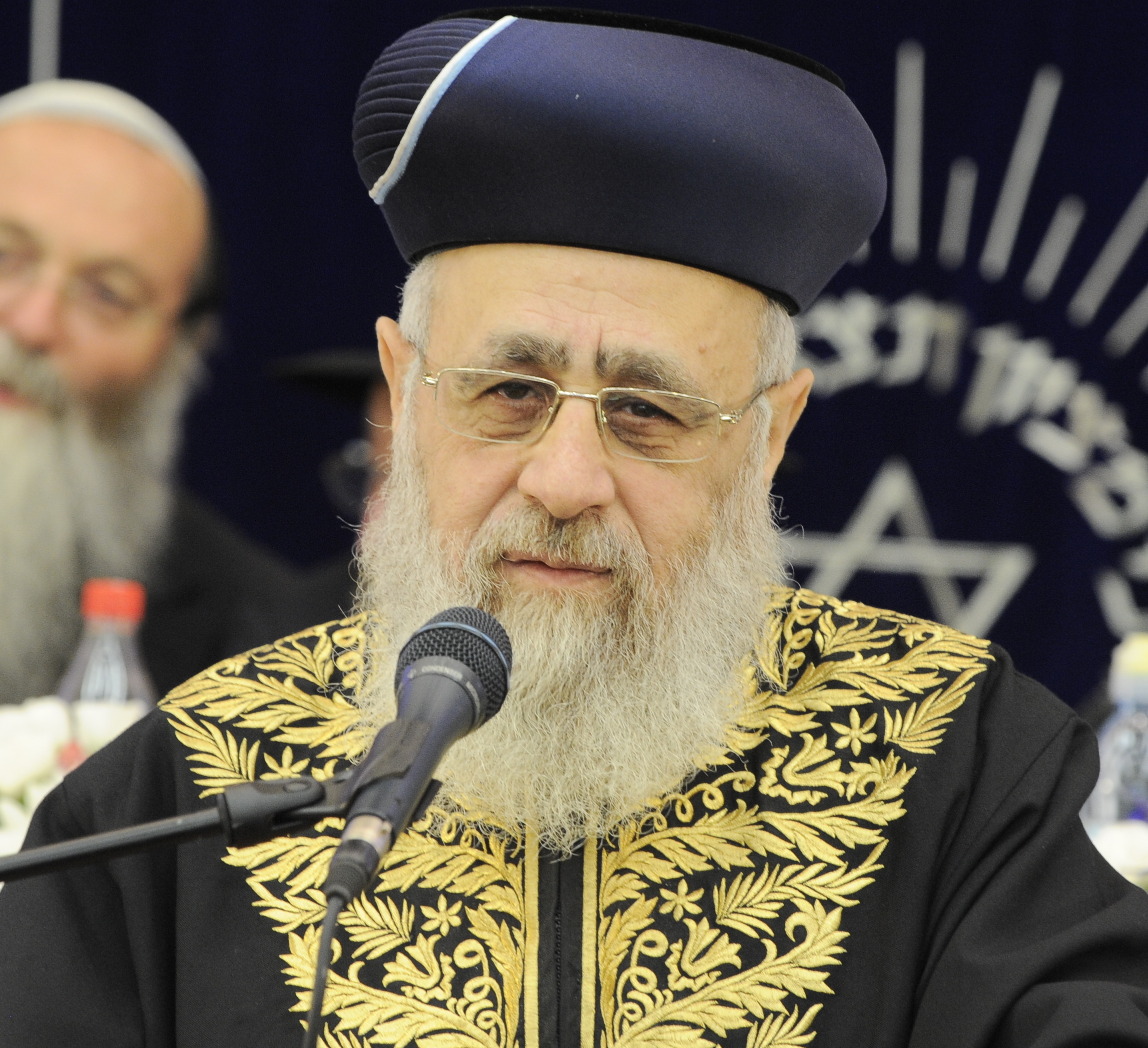
Người Do Thái Sephardi với các đặc điểm của người Trung Đông

##### Nghệ thuật, Văn hoá và Văn học

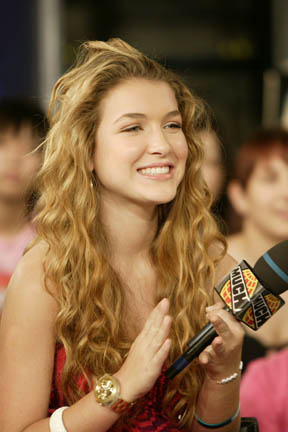
Nathalia Ramos
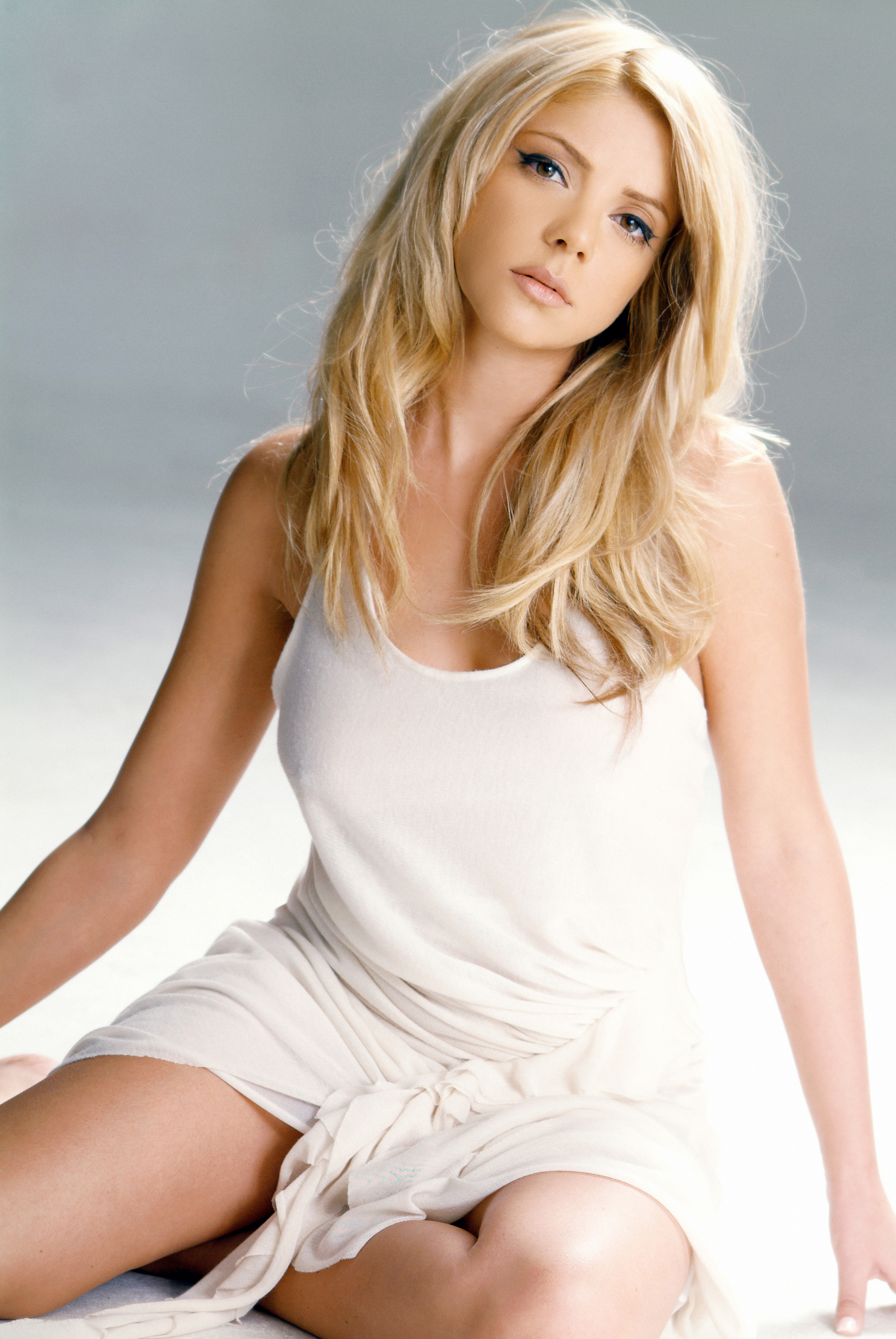
Shiri Maimon
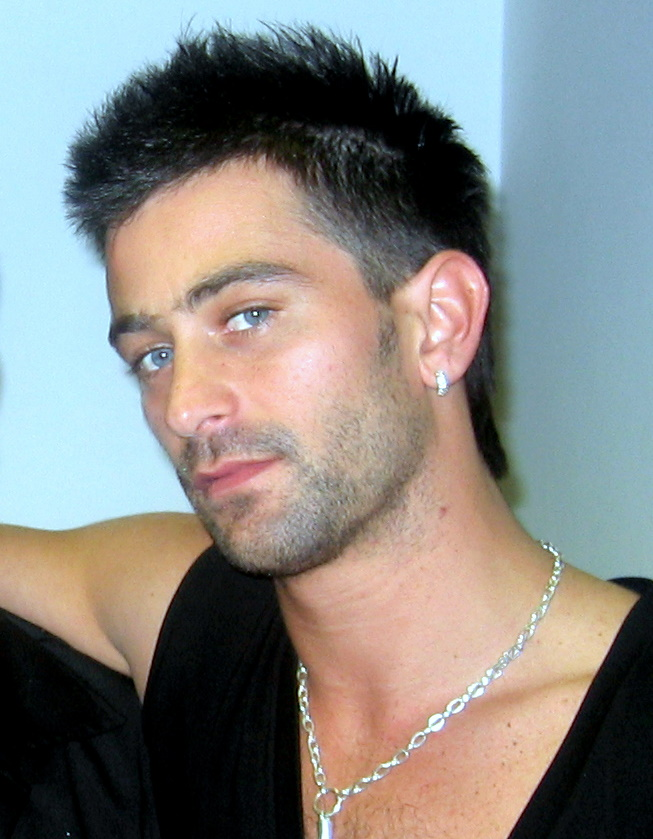
Yehuda Levi
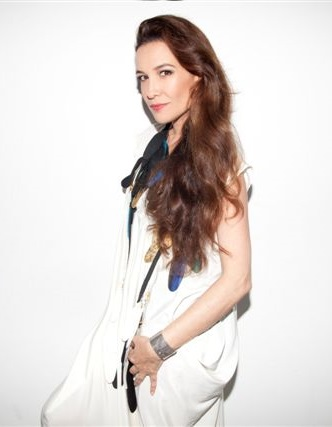
Yael Abecassis
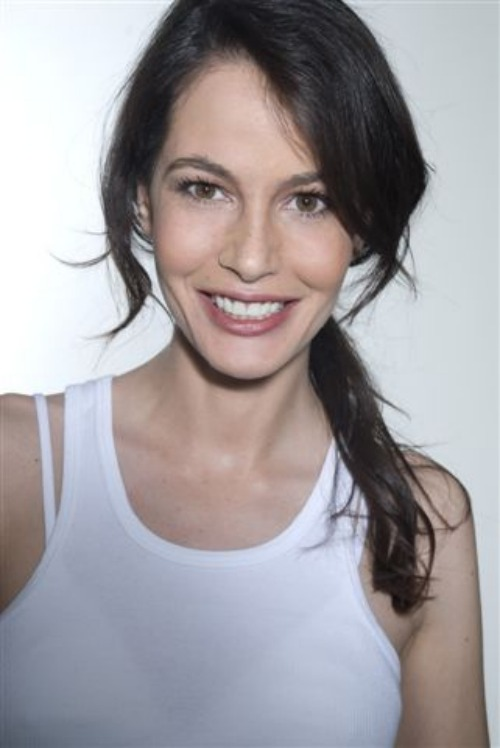
Becky Griffin

##### Giới chính trị gia và những người hoạt động trong chính phủ

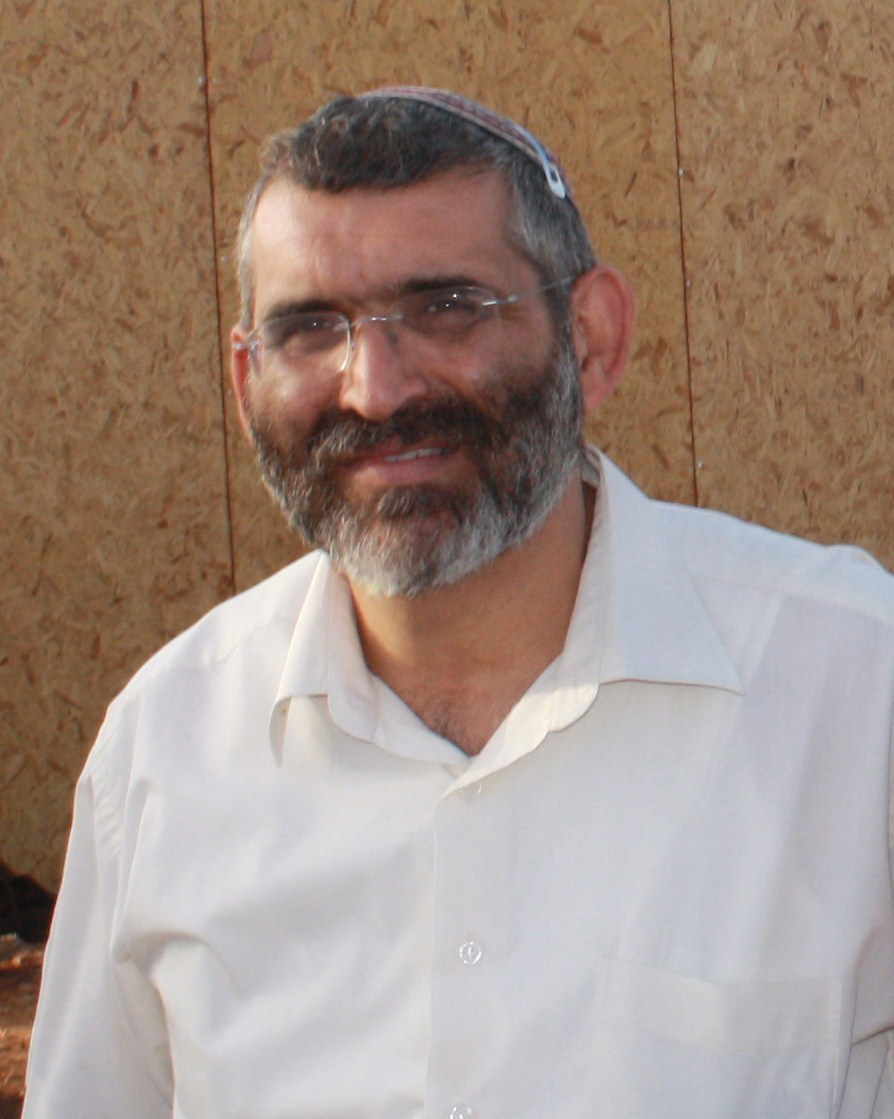
Michael Ben-Ari
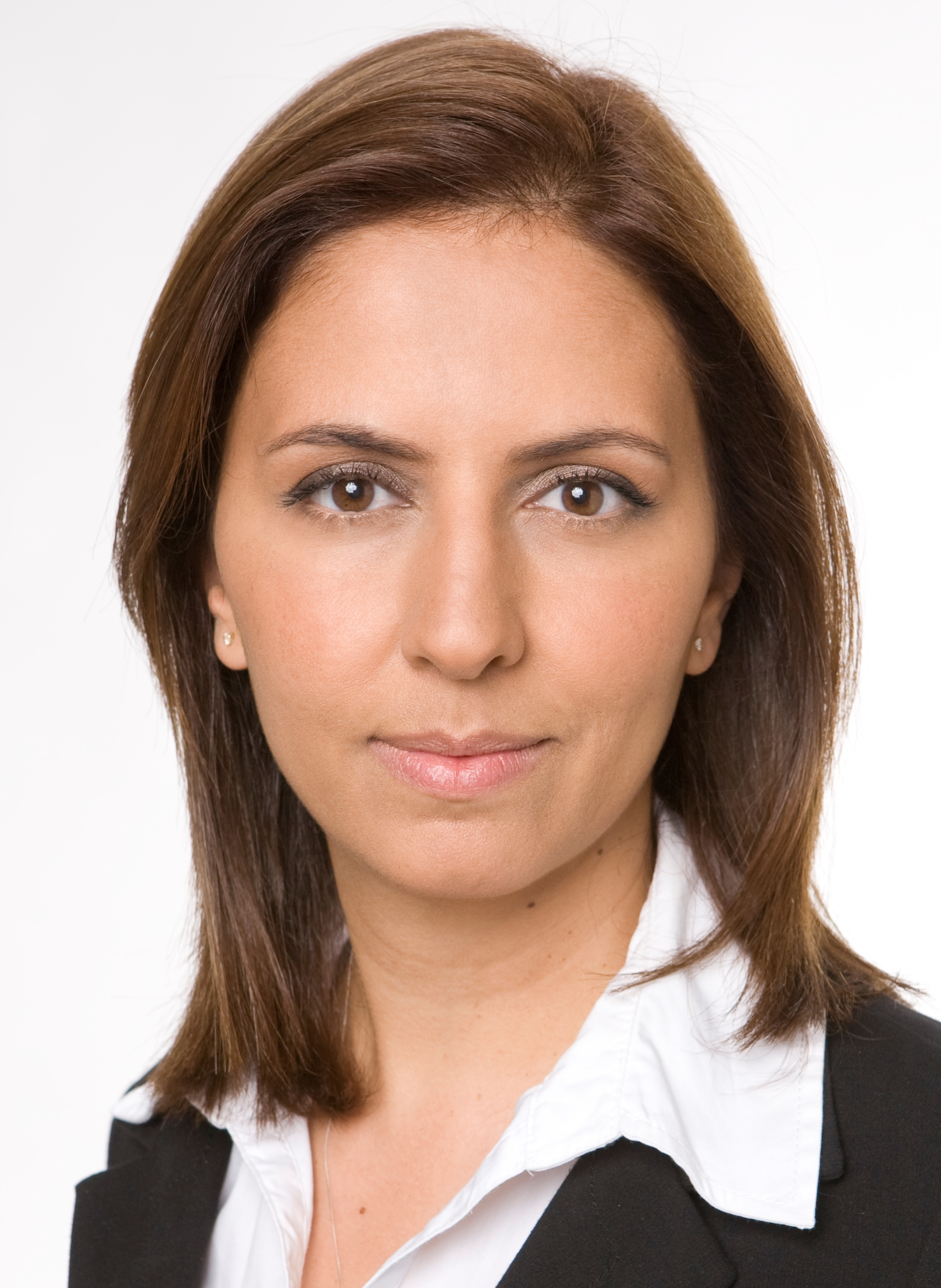
Gila Gamliel
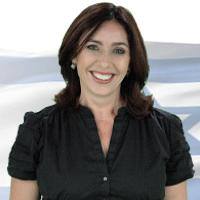
Miri Regev
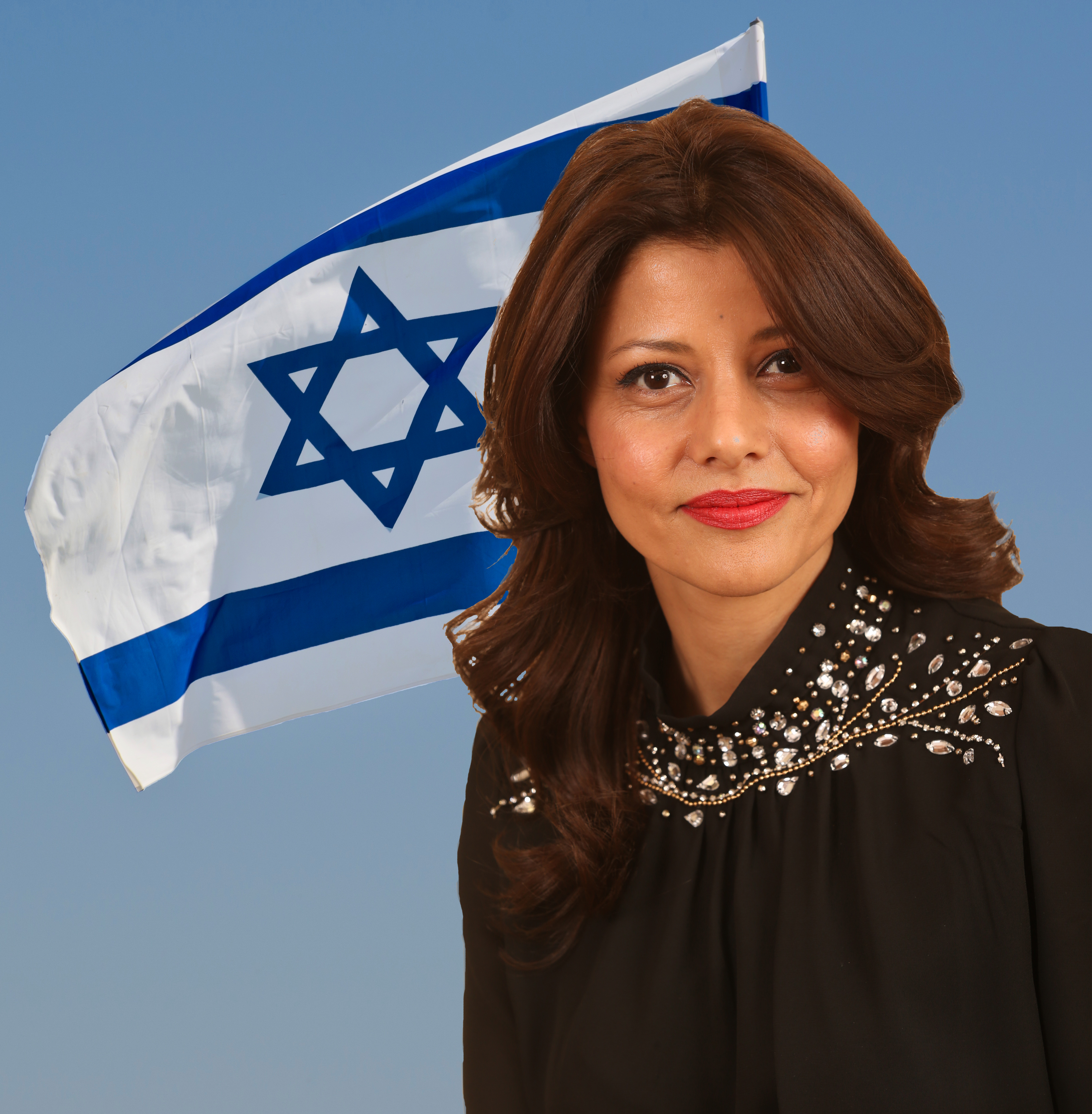
Orly Levy
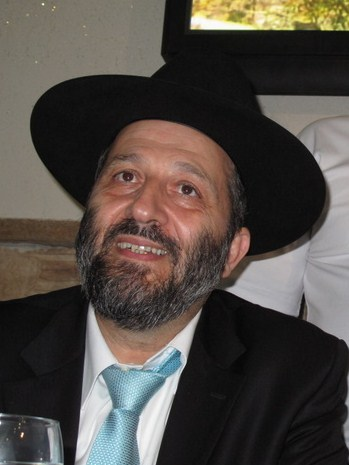
Arie Deri

##### Thể thao thể dục

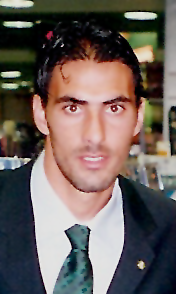
Dudu Aouate
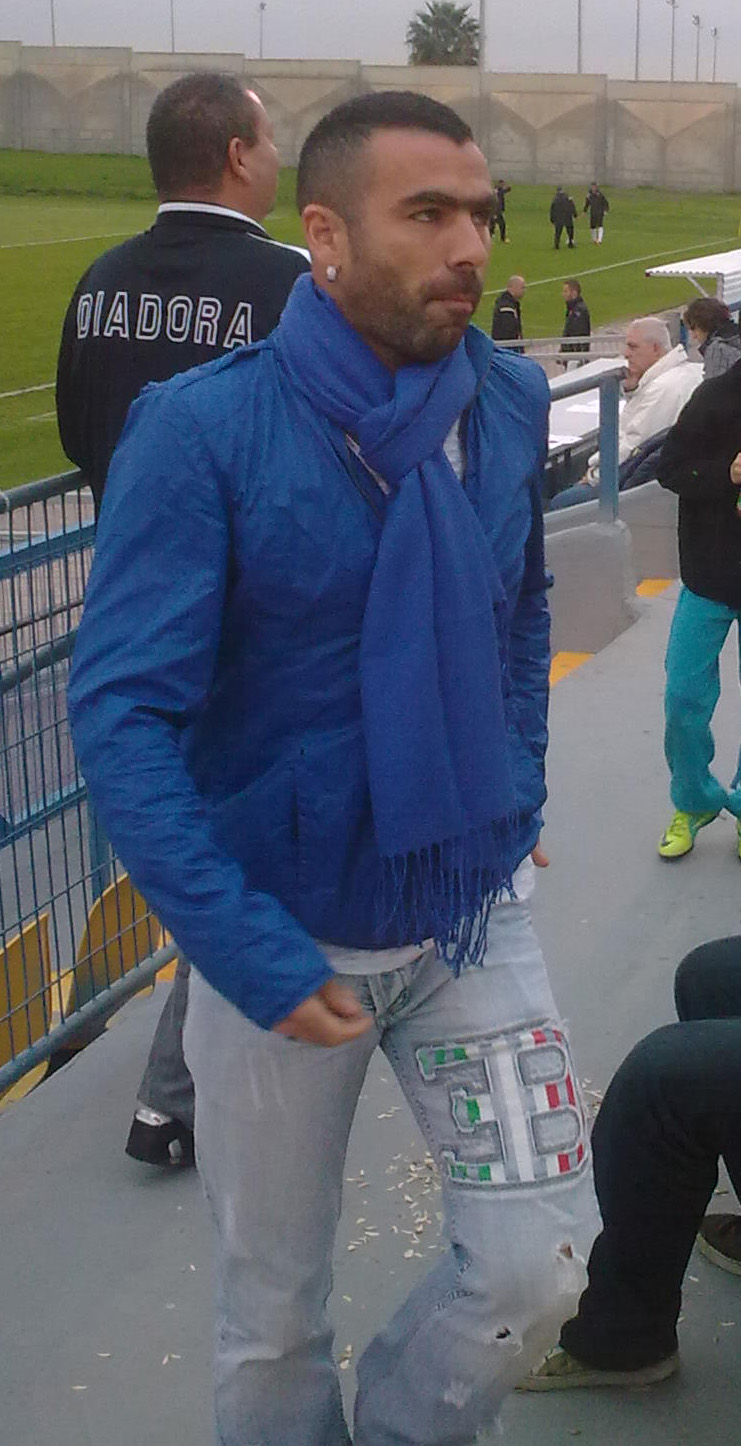
Pini Balili
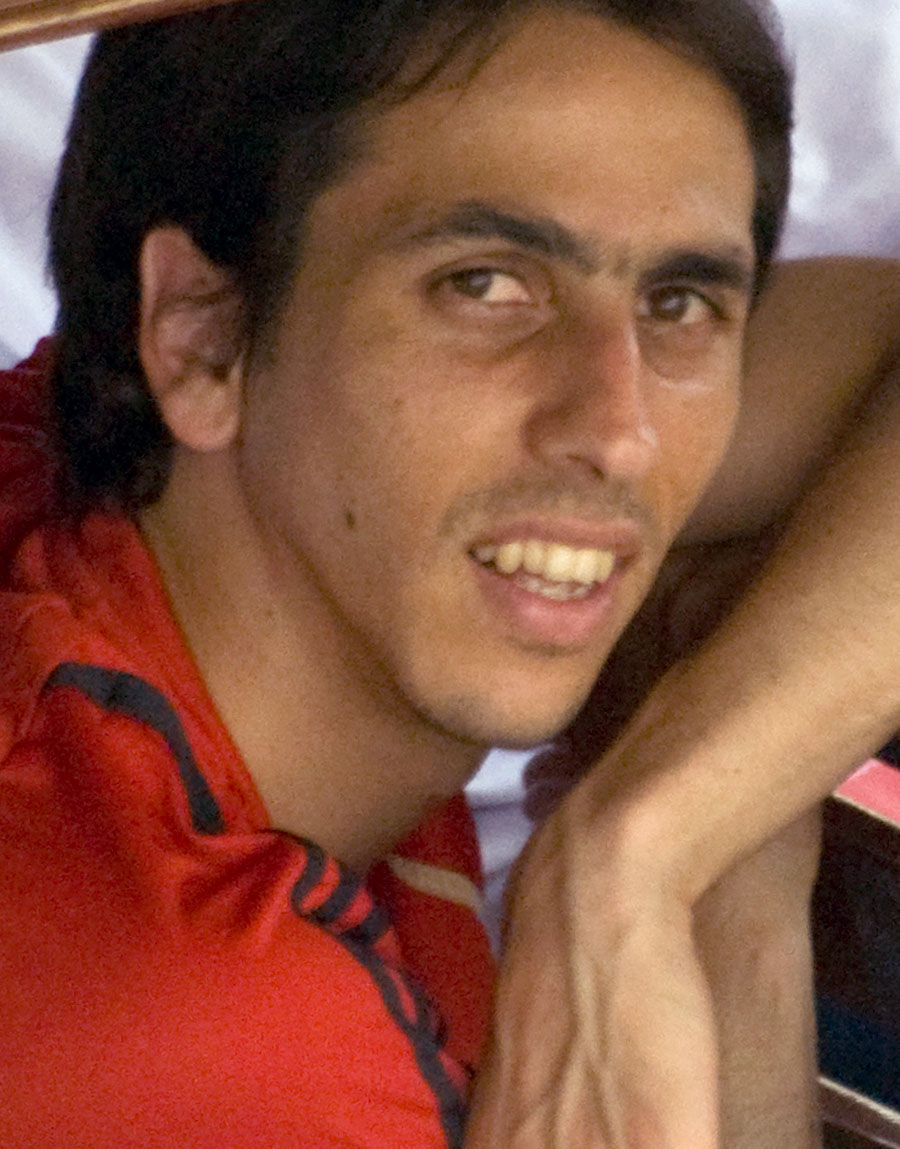
Yossi Benayoun
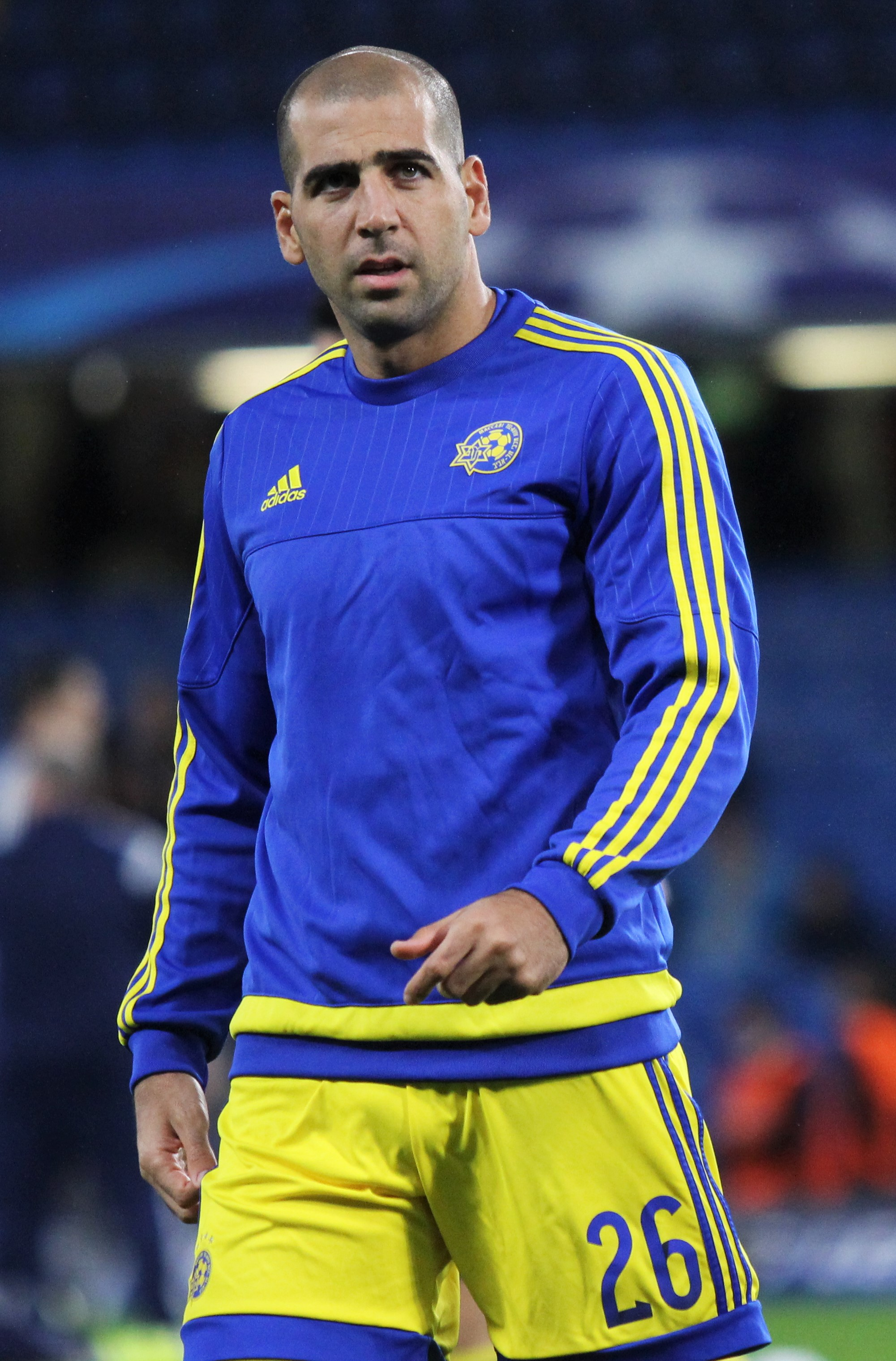
Tal Ben Haim
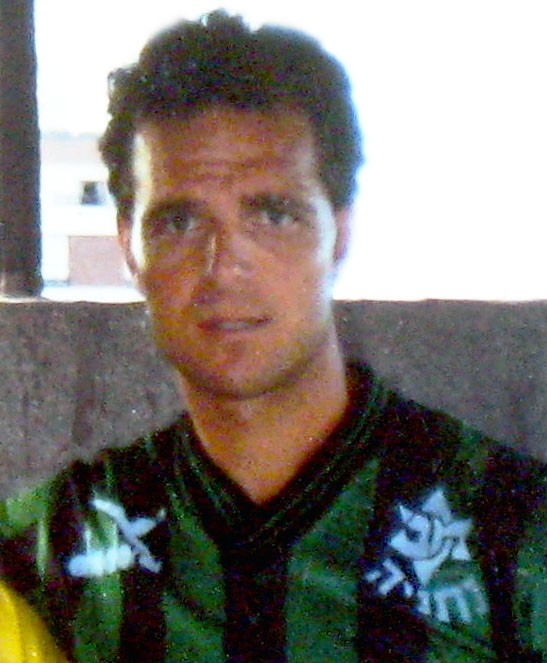
Avi Cohen

##### Kinh doanh và Tài chính

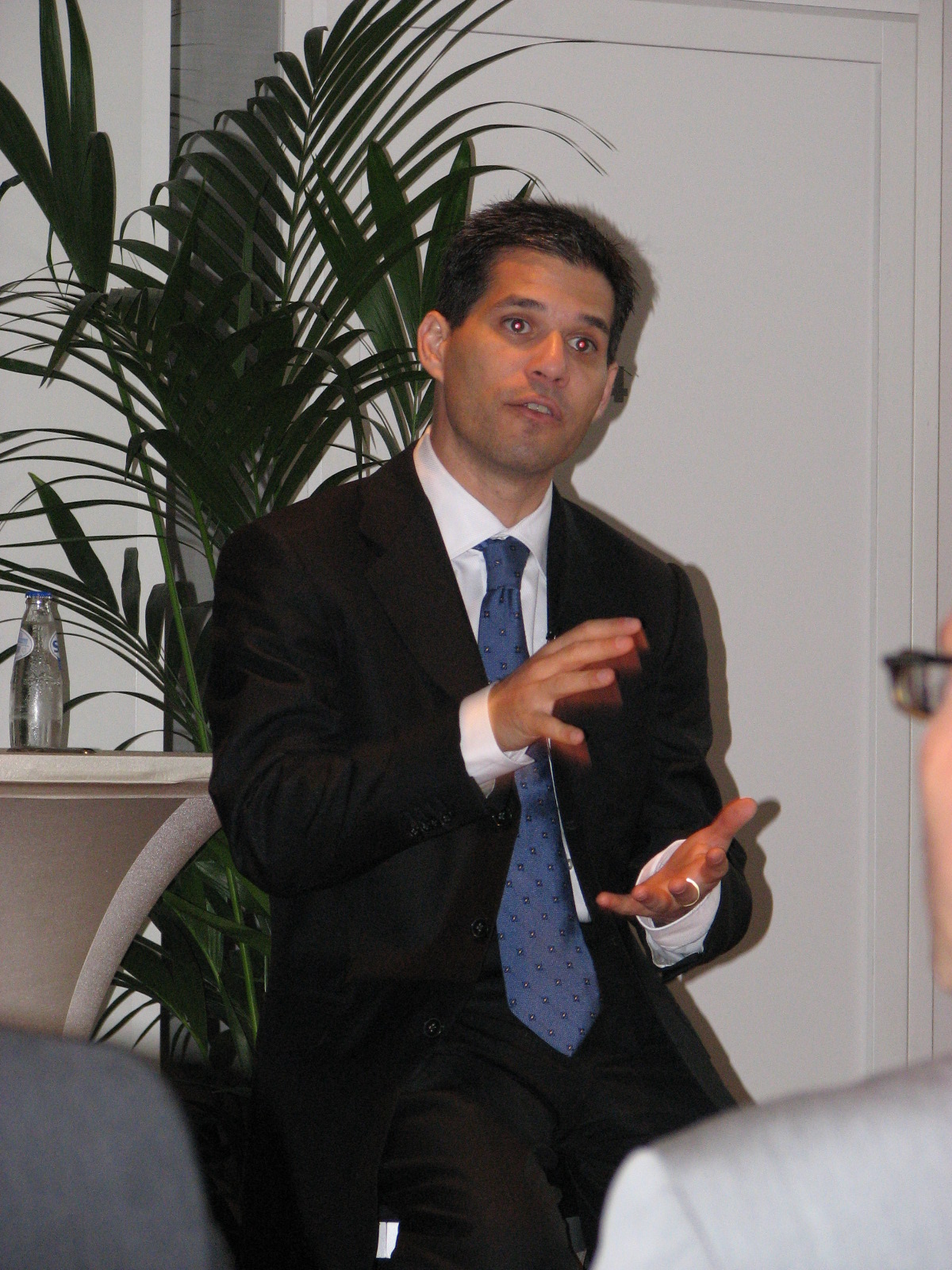
Shai Agassi
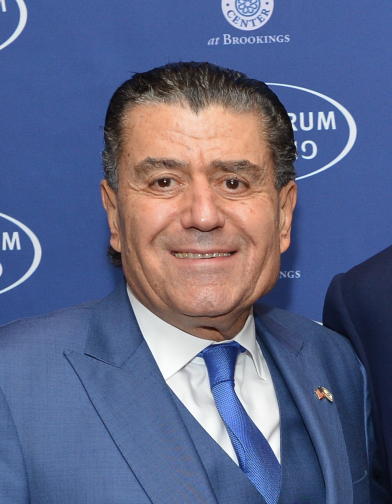
Haim Saban
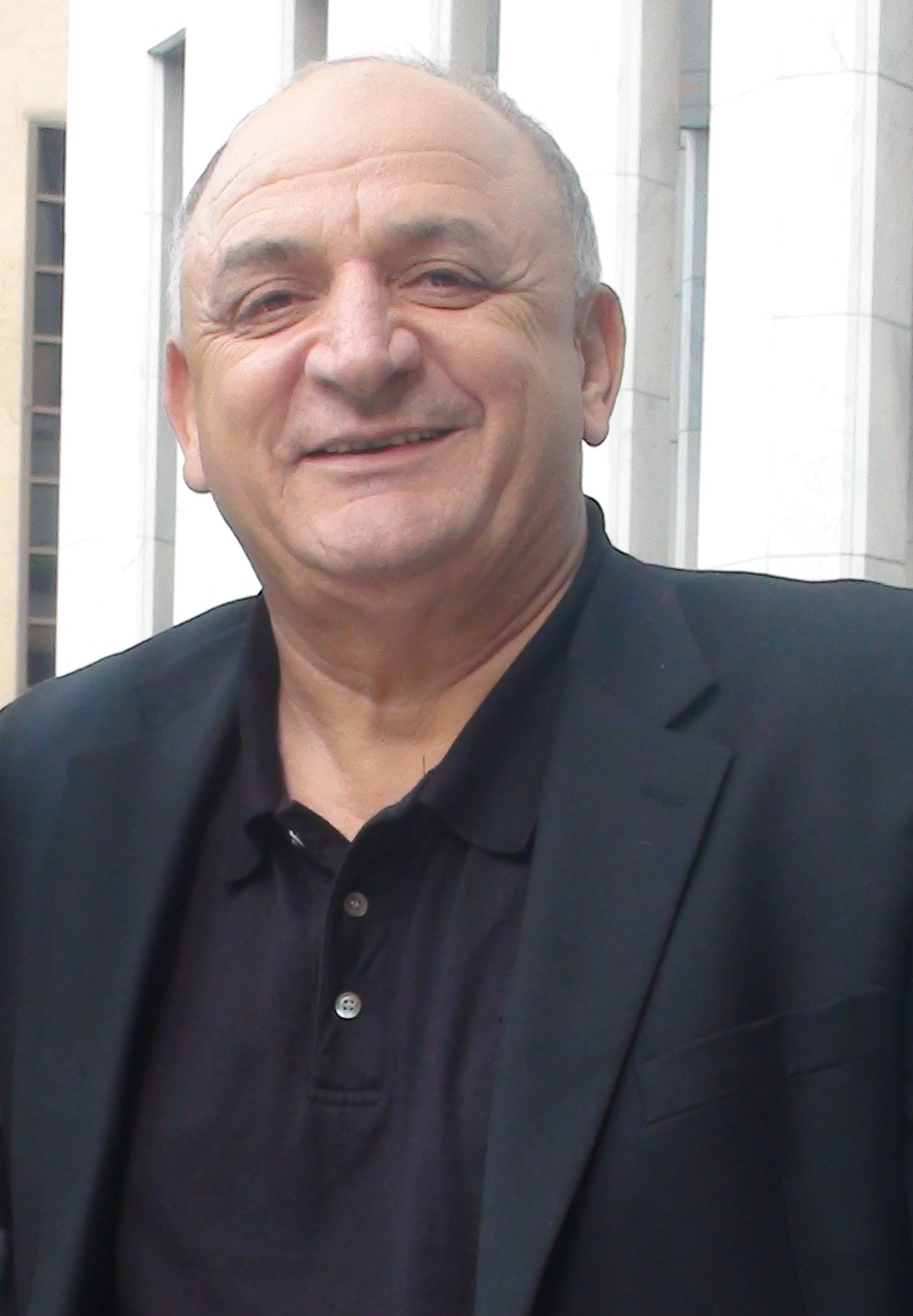
Yitzhak Tshuva

##### Khoa học

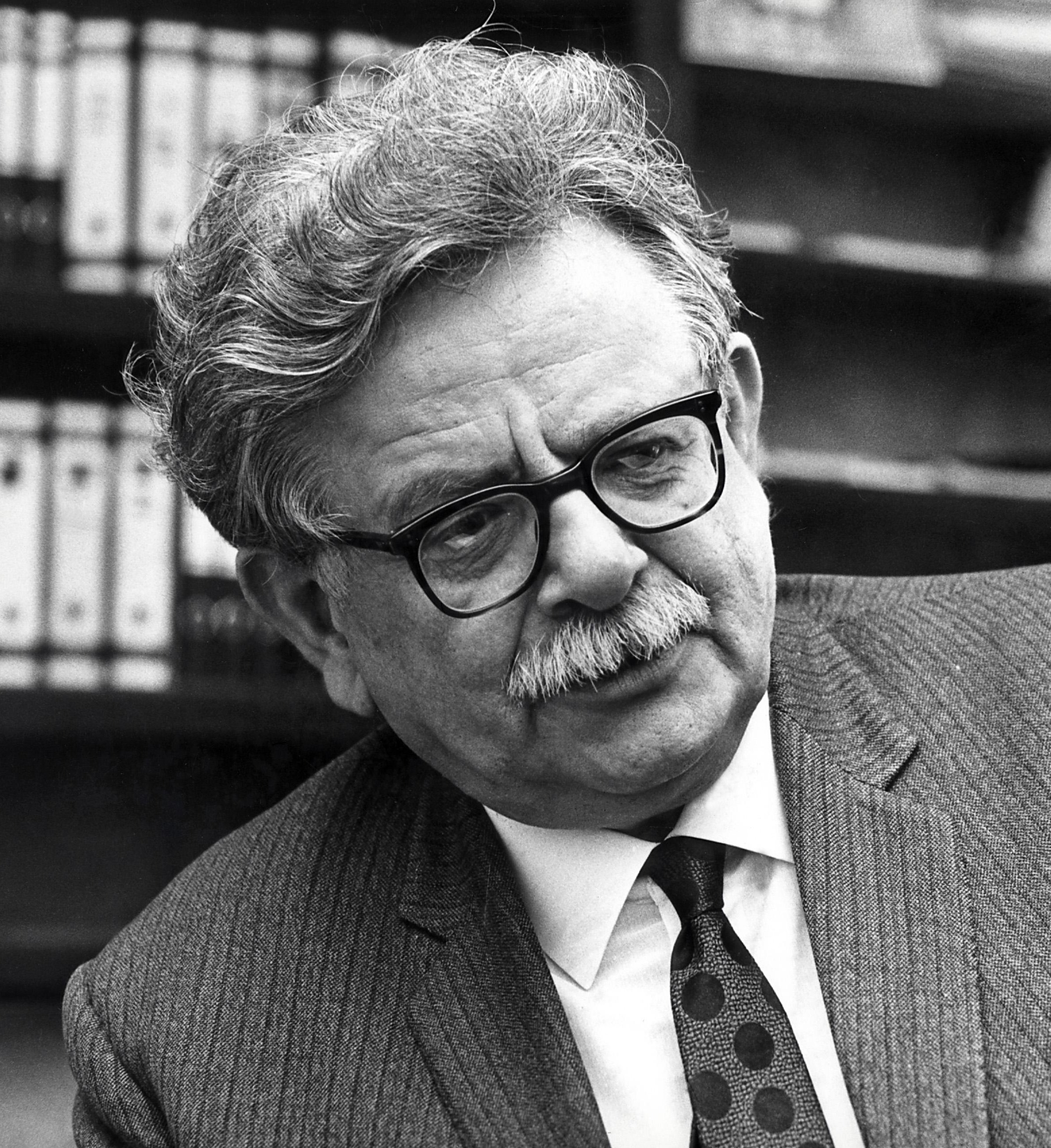
Elias Canetti
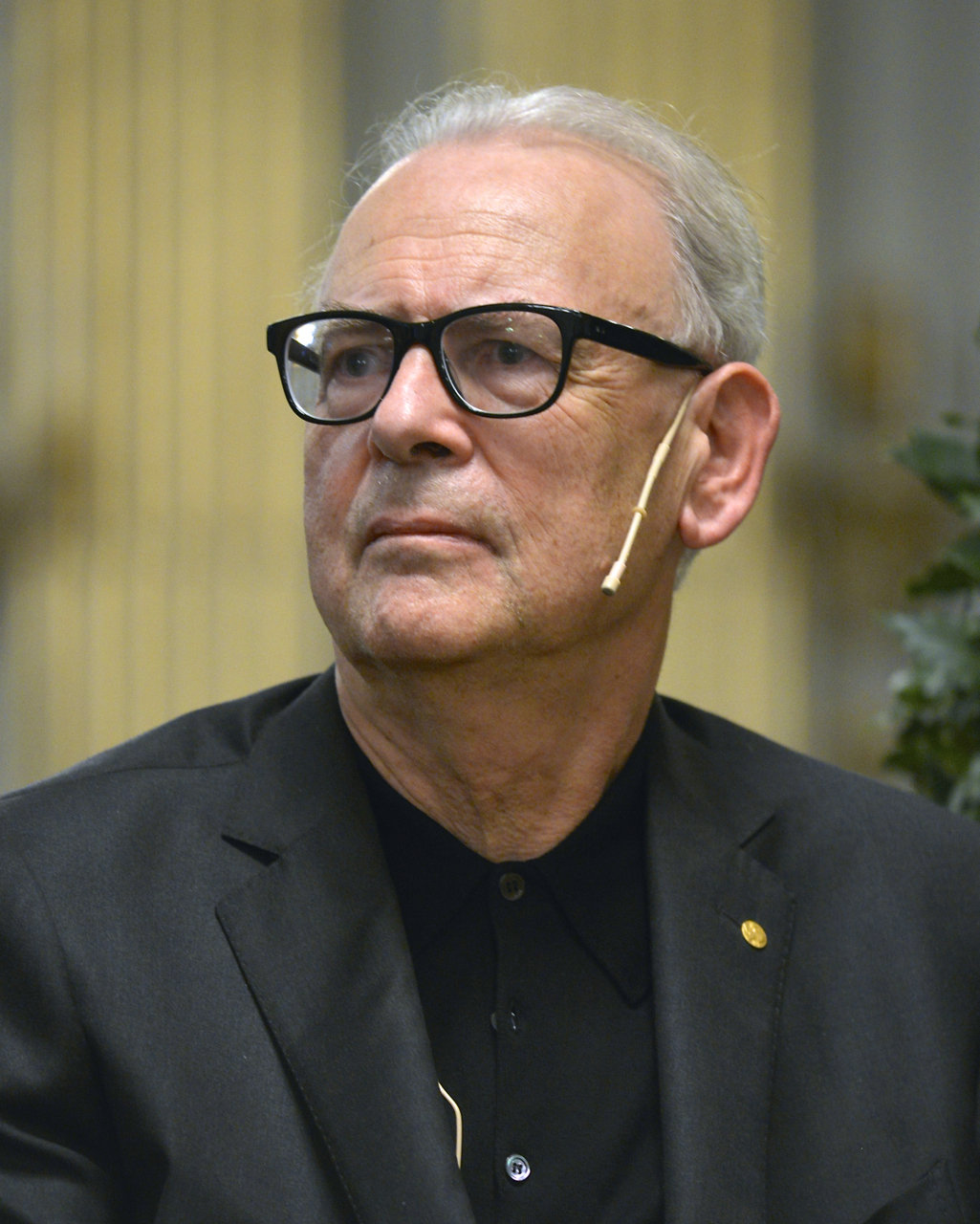
Patrick Modiano
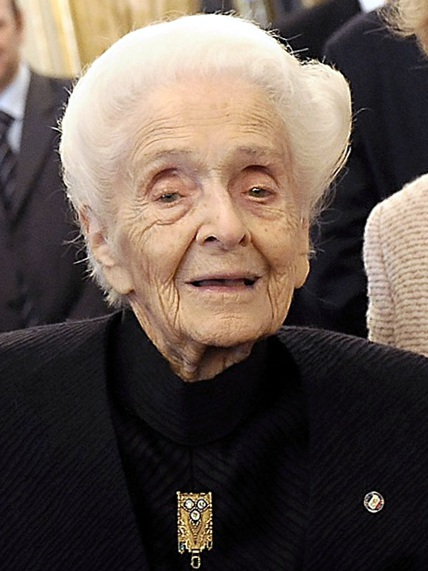
Rita Levi-Montalcini
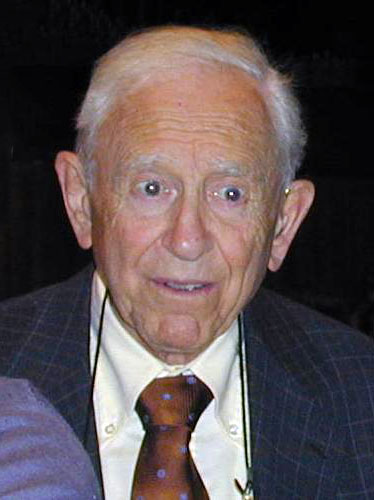
Franco Modigliani
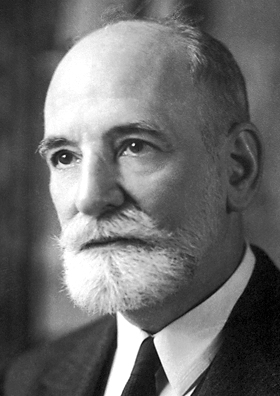
René Cassin

### Người Mizrahi Do Thái

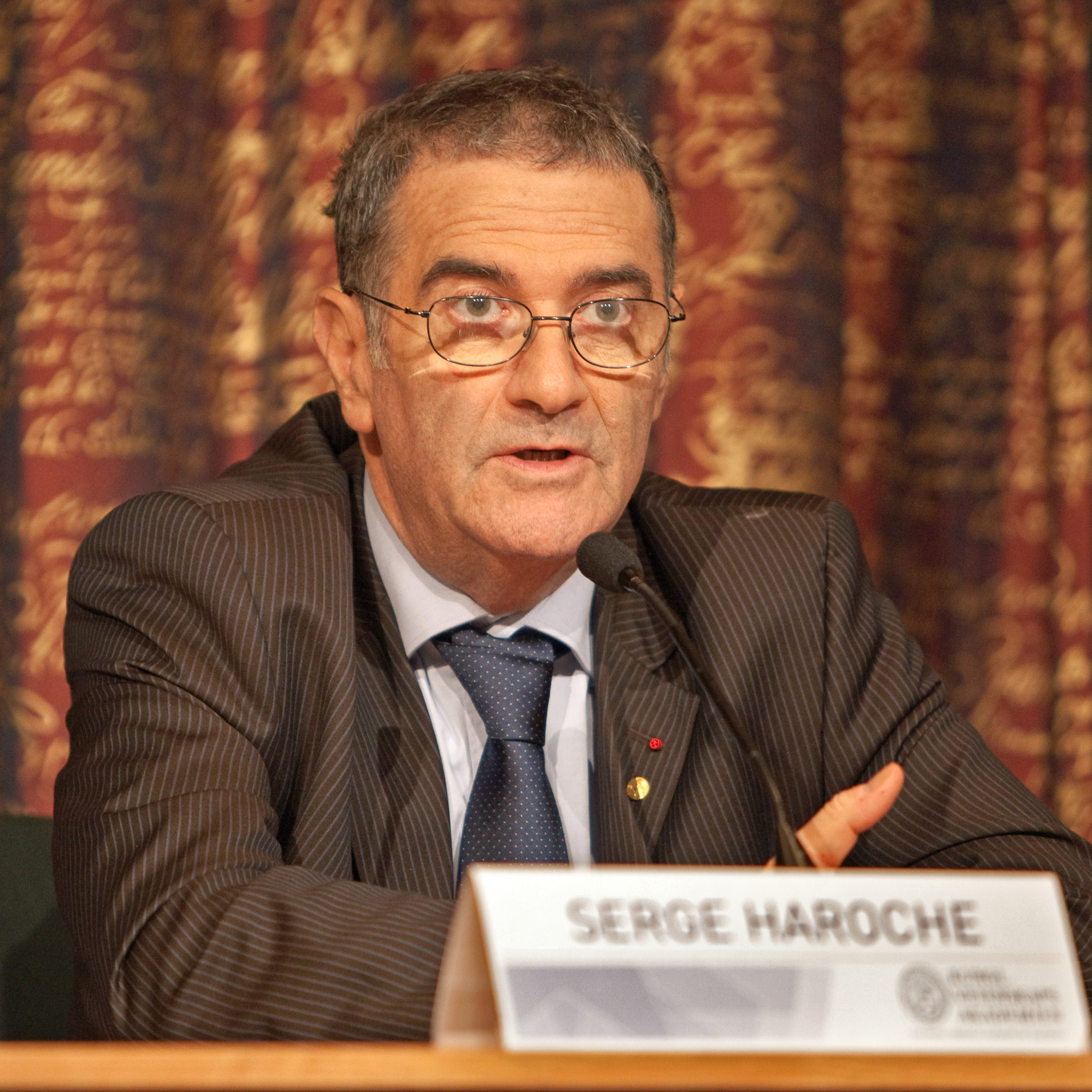
Nhà bác học người Do thái Mizrahi Serge Haroche đạt giải Nobel Vật Lý năm 2012

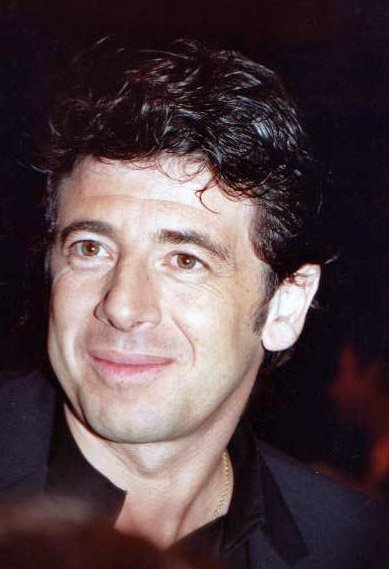
Patrick Bruel
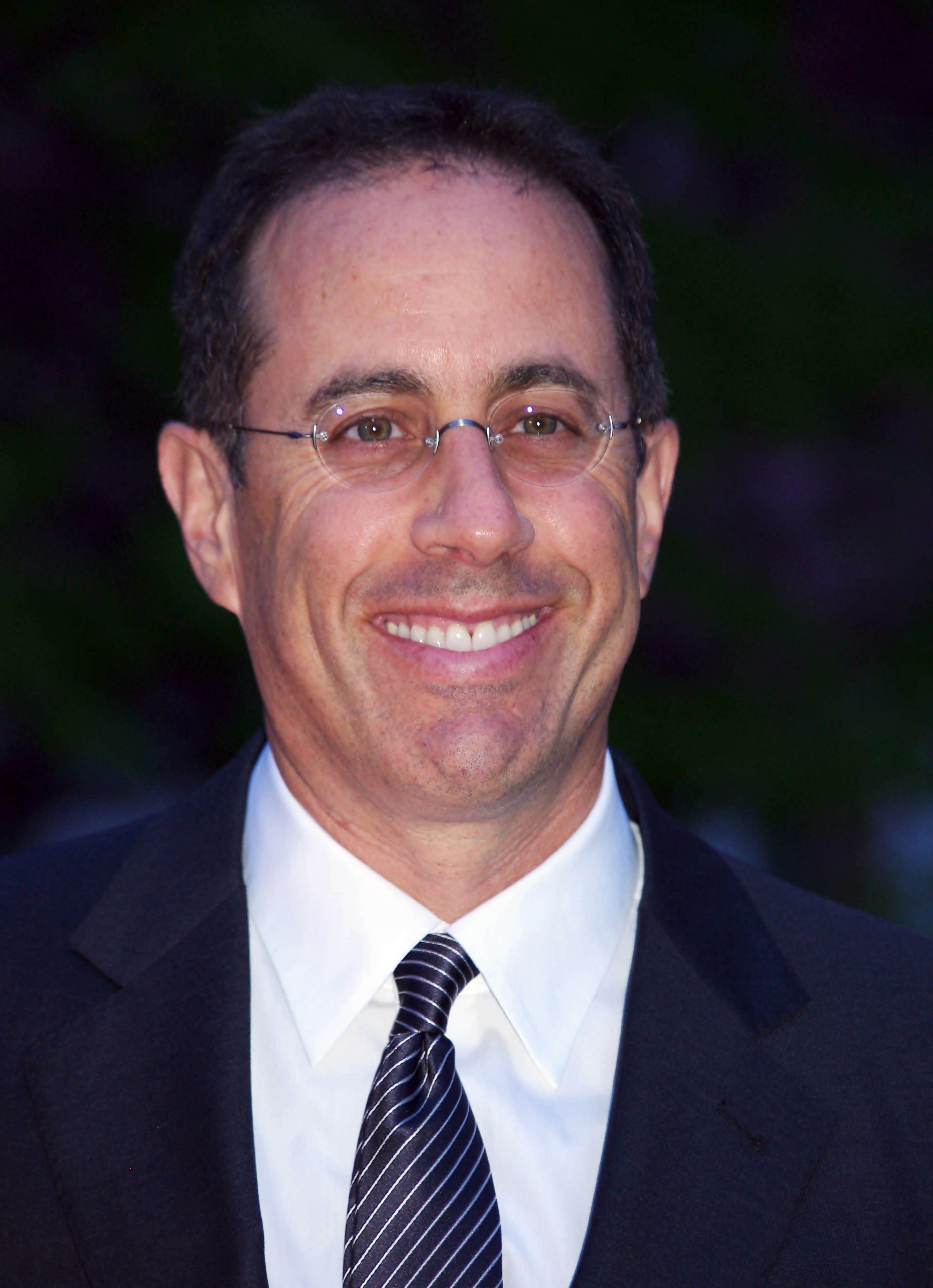
Jerry Seinfeld
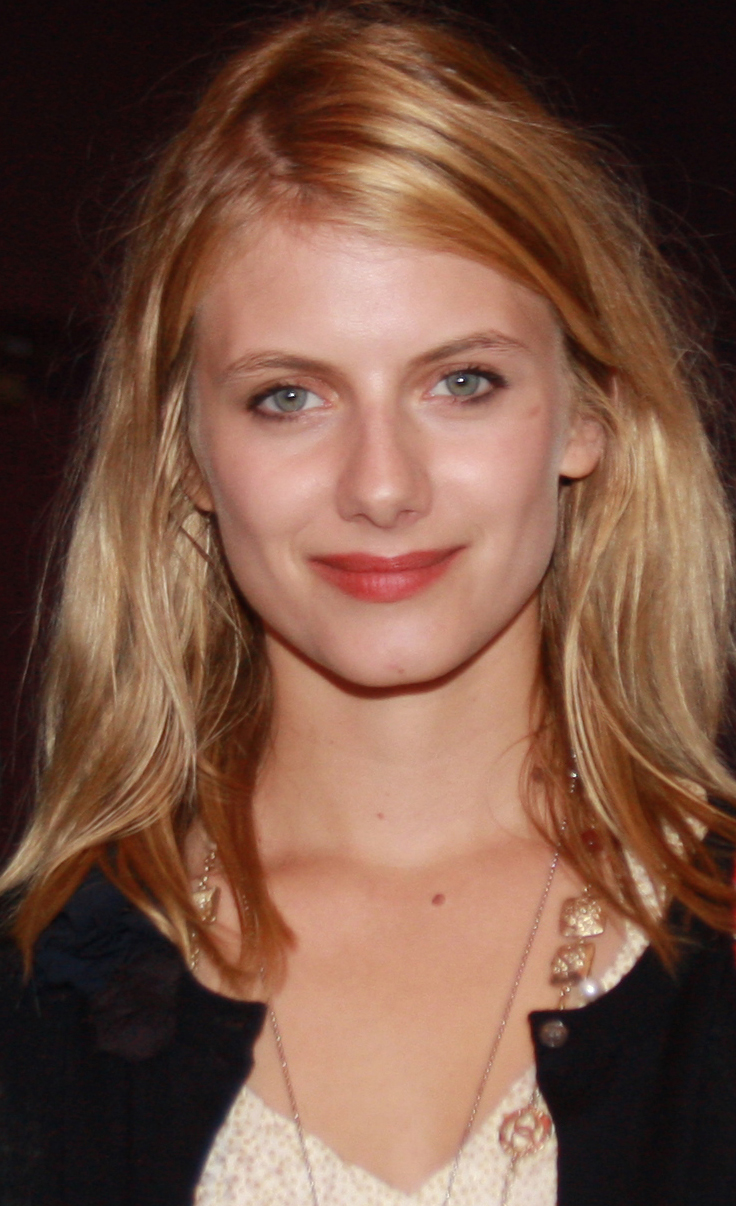
Mélanie Laurent
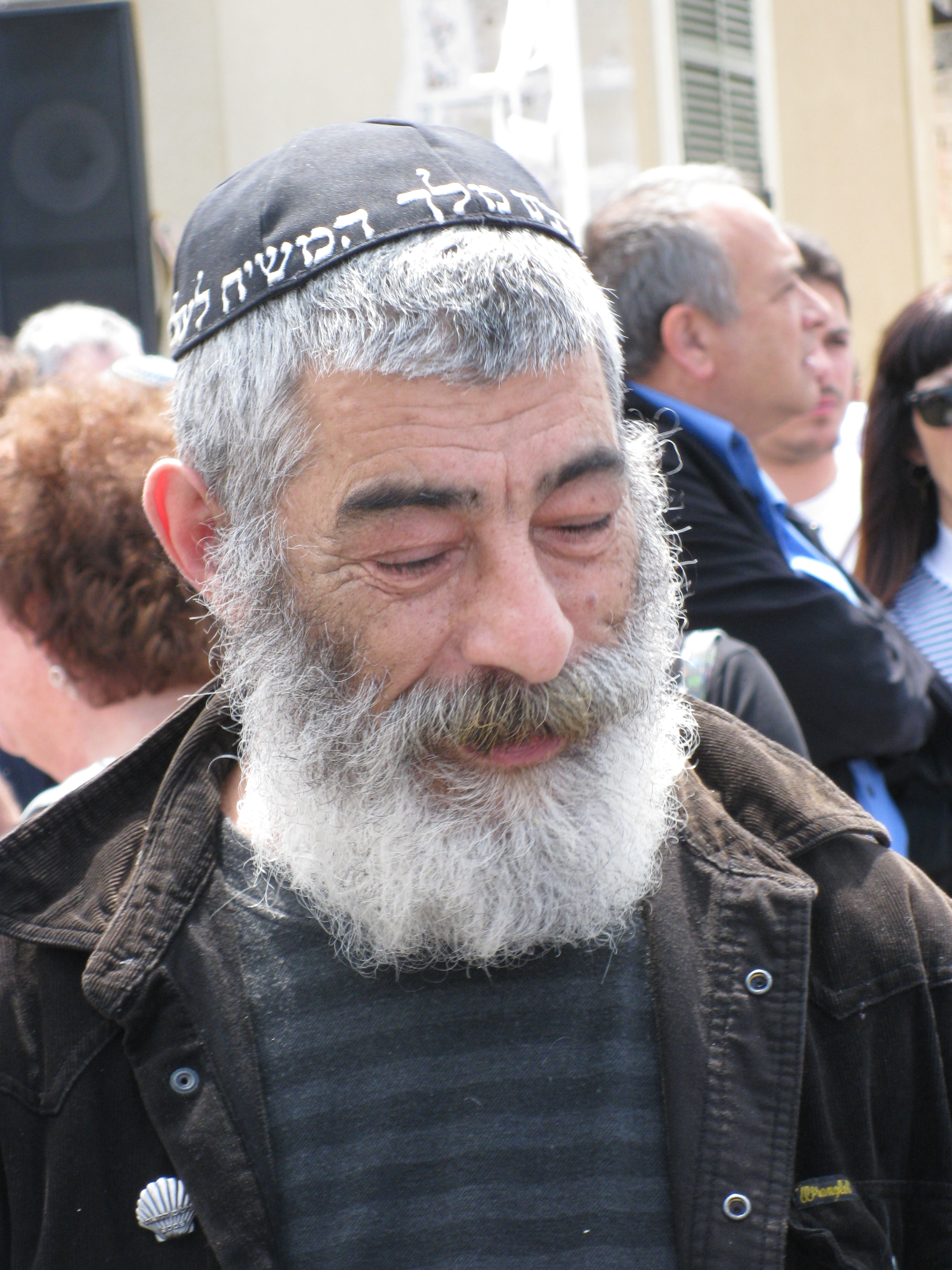
Ariel Zilber
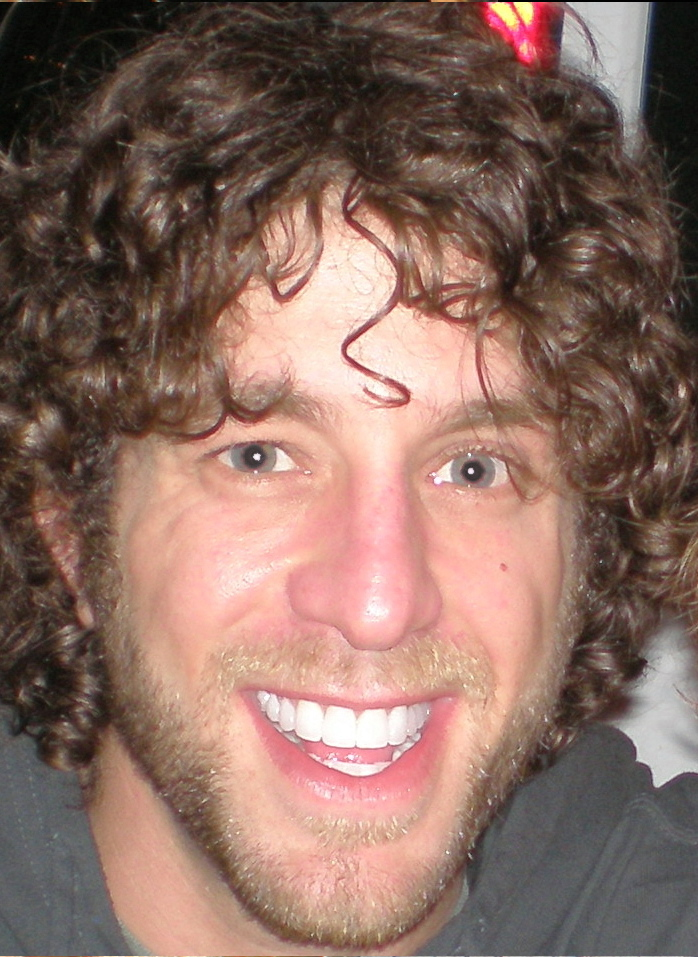
Elliott Yamin

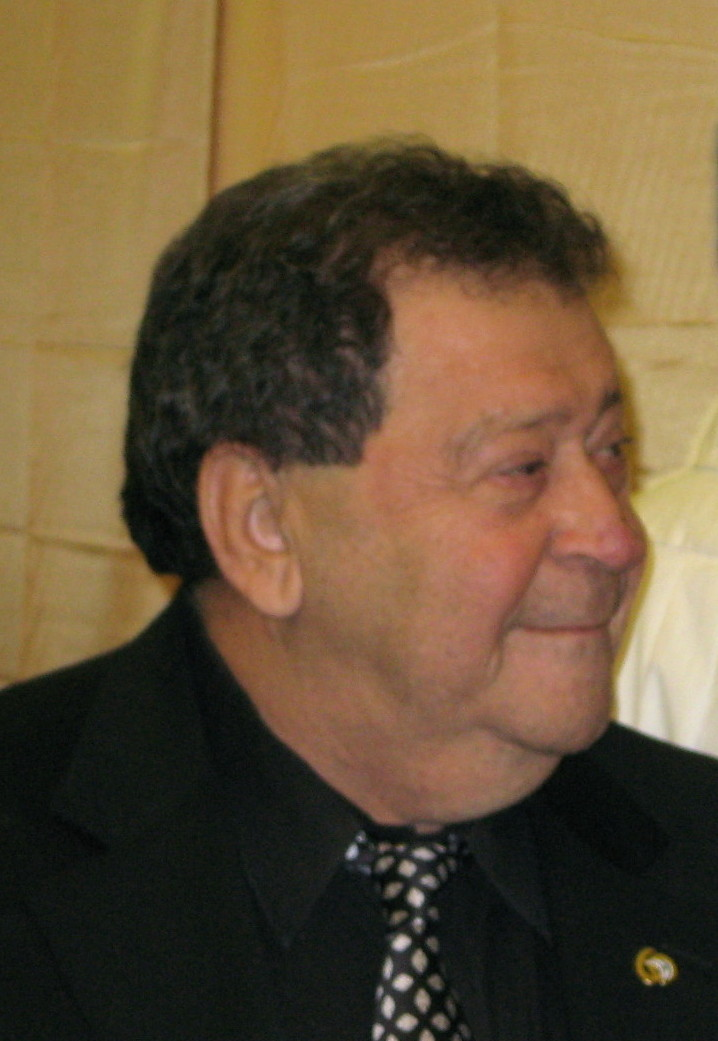
Binyamin Ben-Eliezer
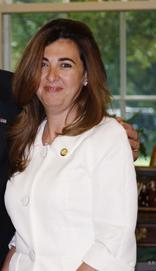
Houda Nonoo
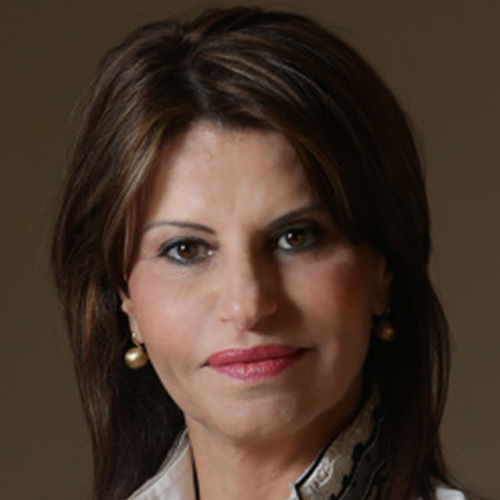
Dalia Itzik
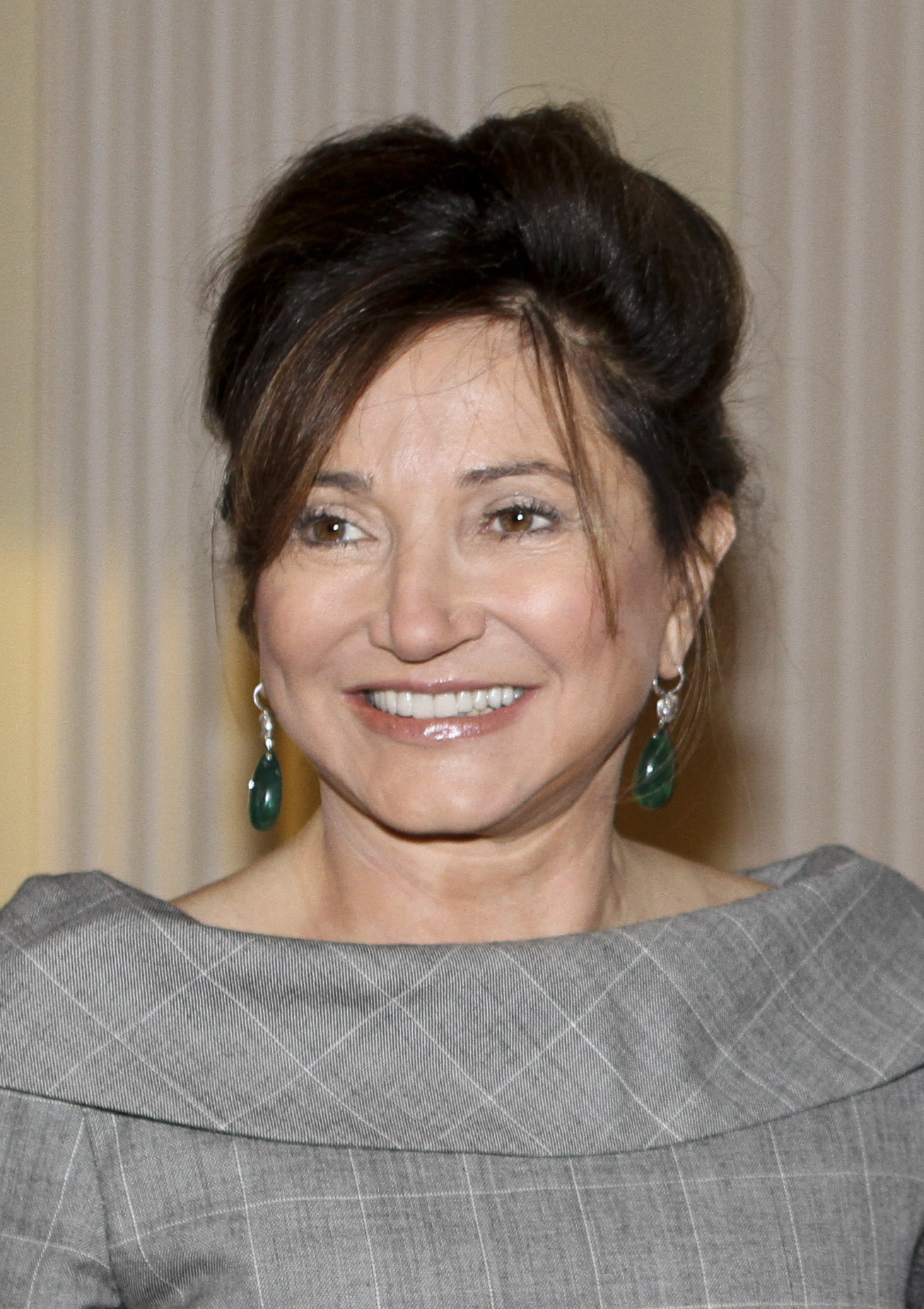
Dorrit Moussaieff
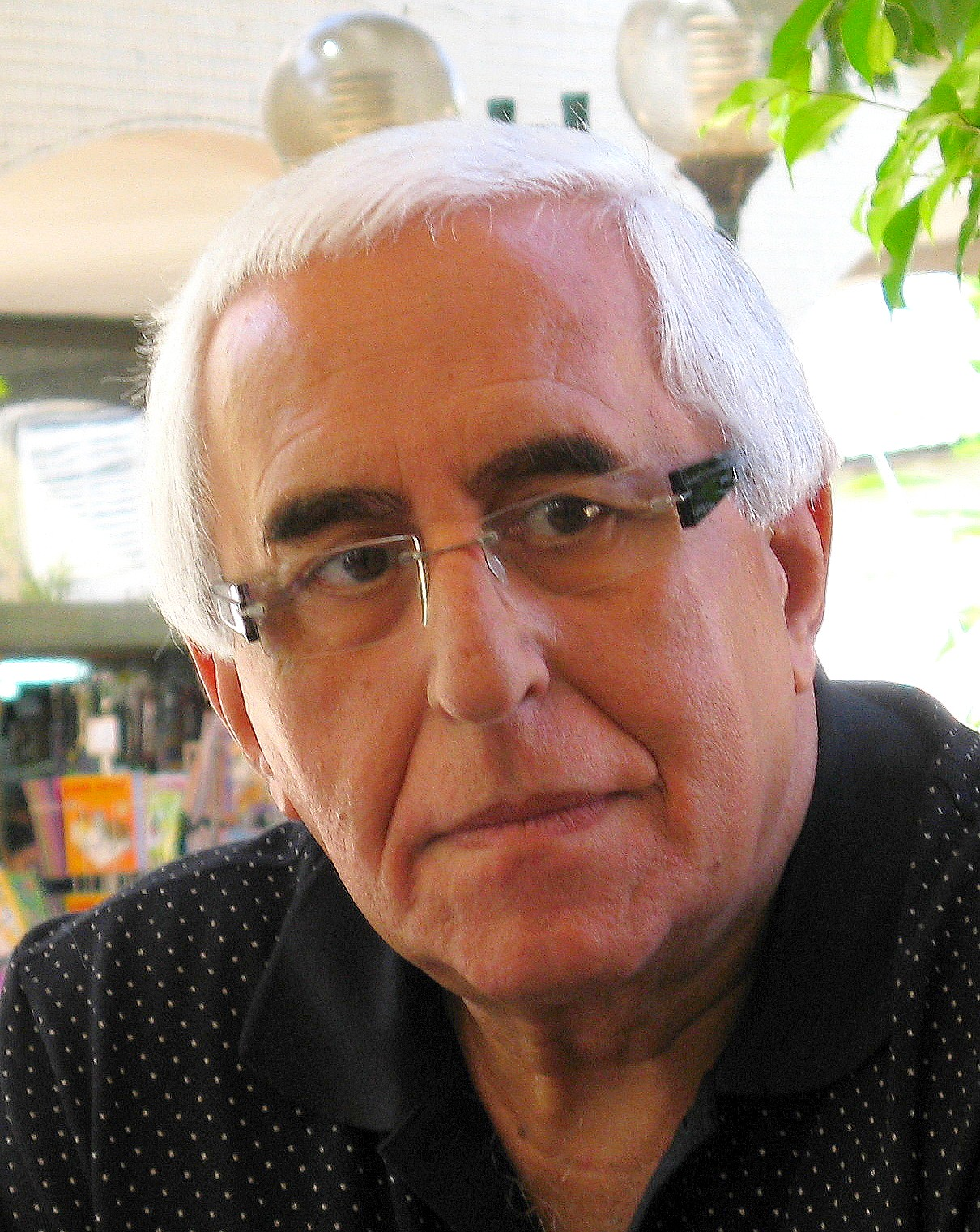
Moshe Shahal

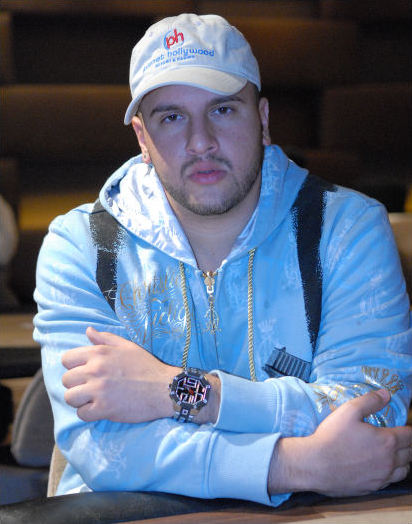
Michael Mizrachi
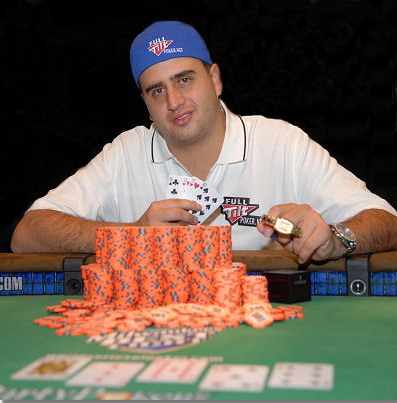
Robert Mizrachi
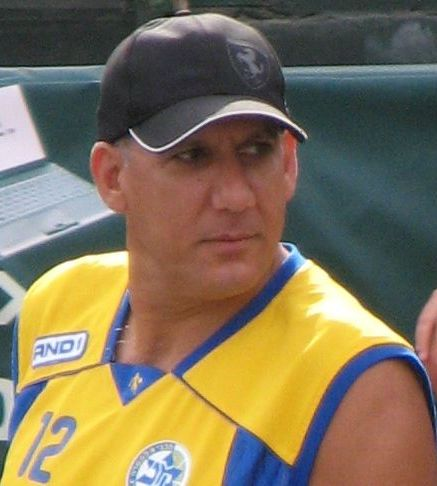
Doron Jamchi
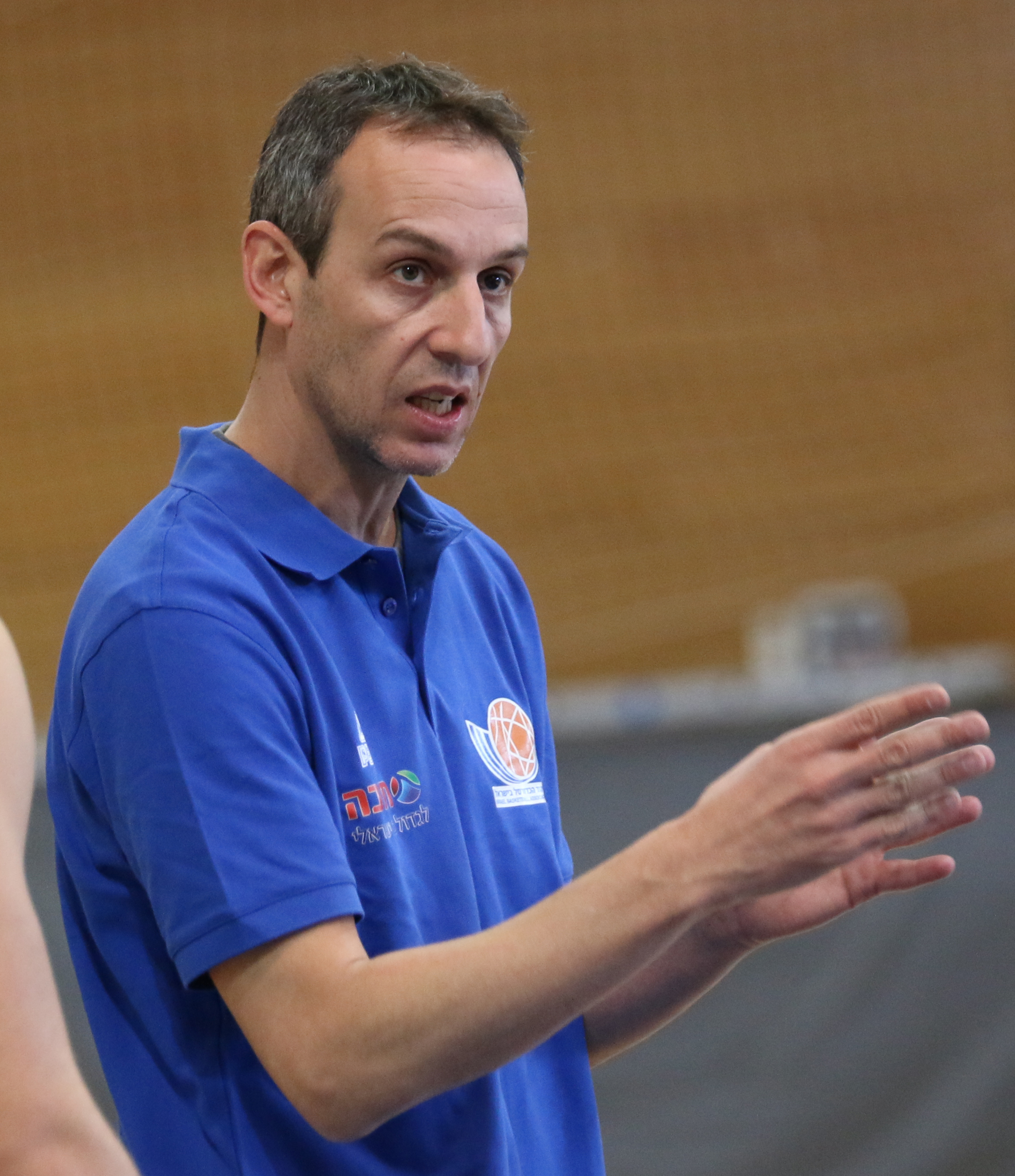
Oded Kattash
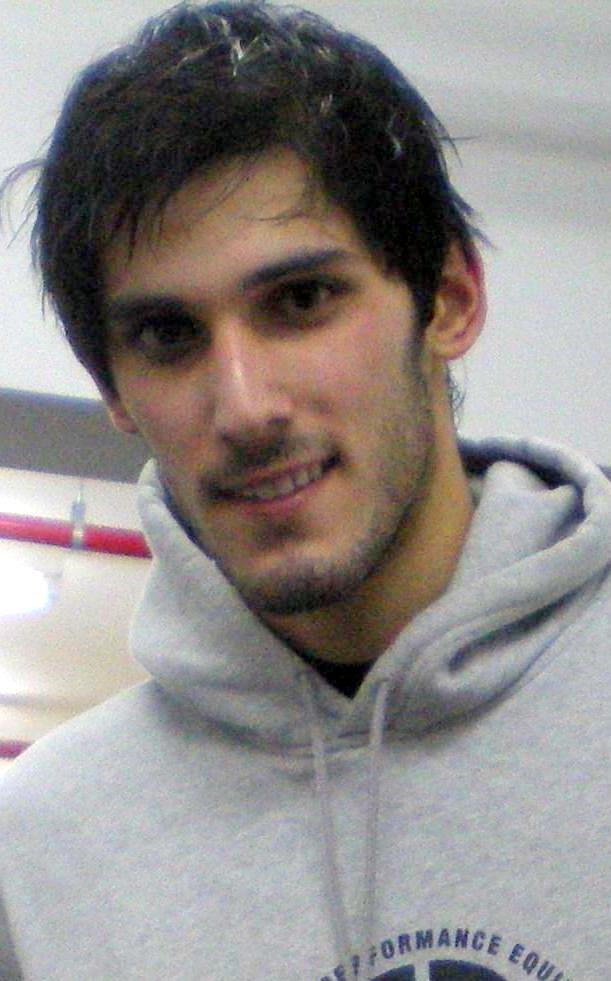
Omri Casspi

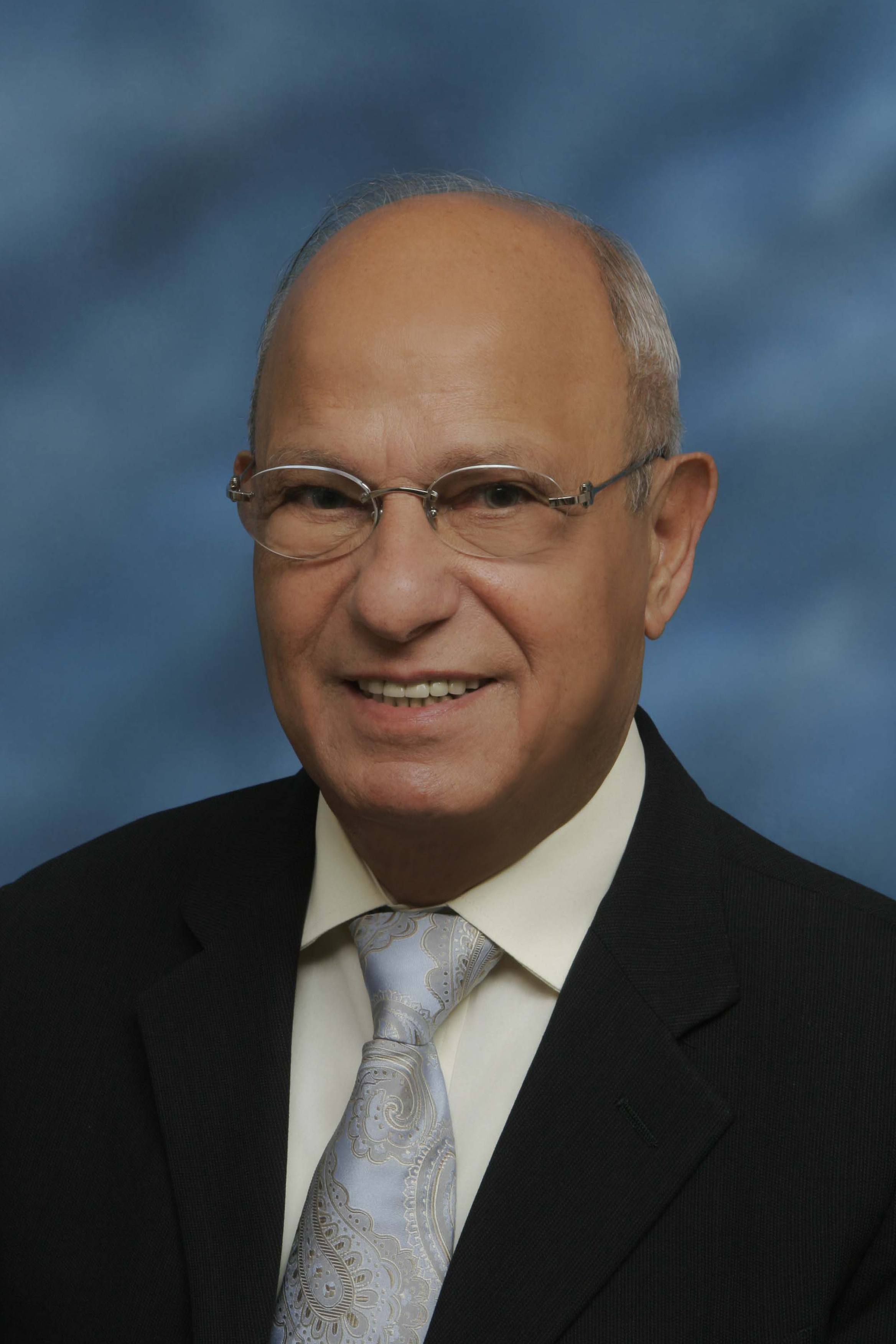
Shlomo Eliahu
Sam Mizrahi

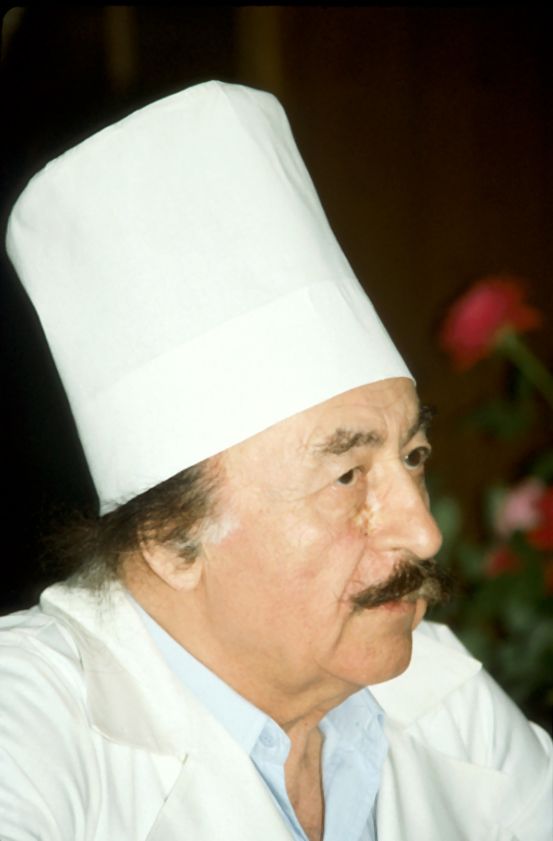
Gavriil Ilizarov
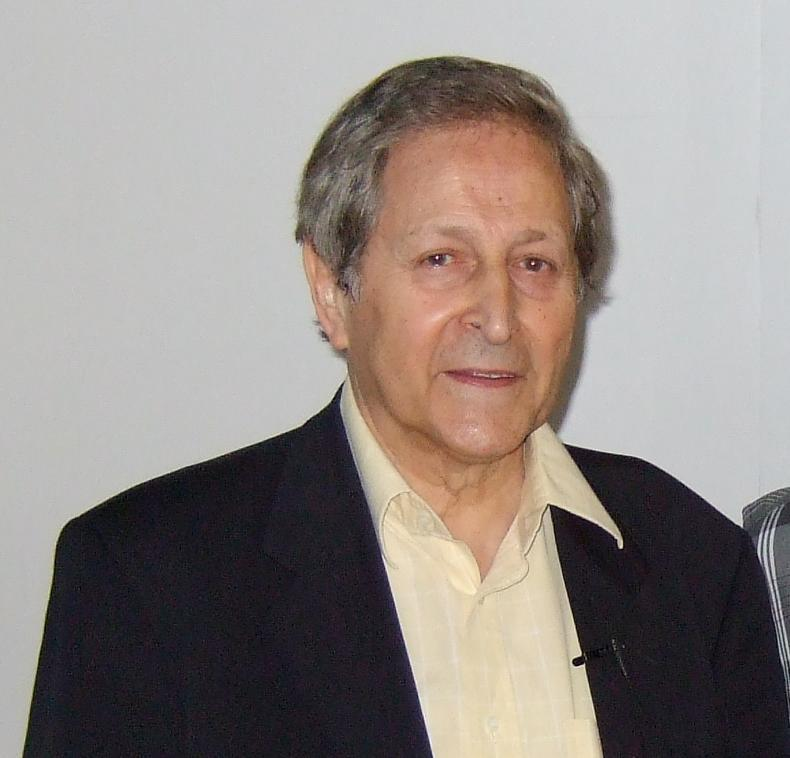
Claude Cohen-Tannoudji
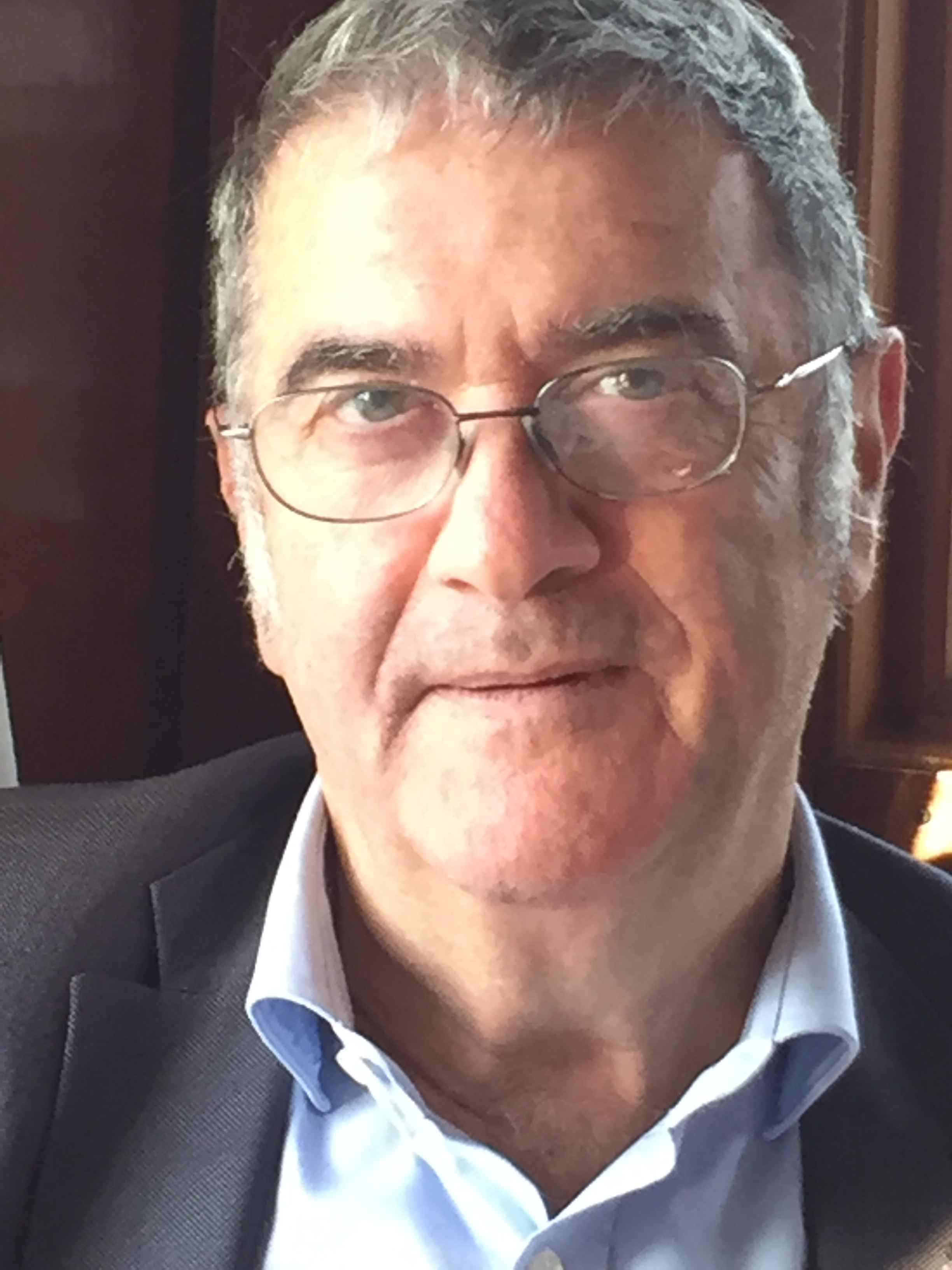
Serge Haroche
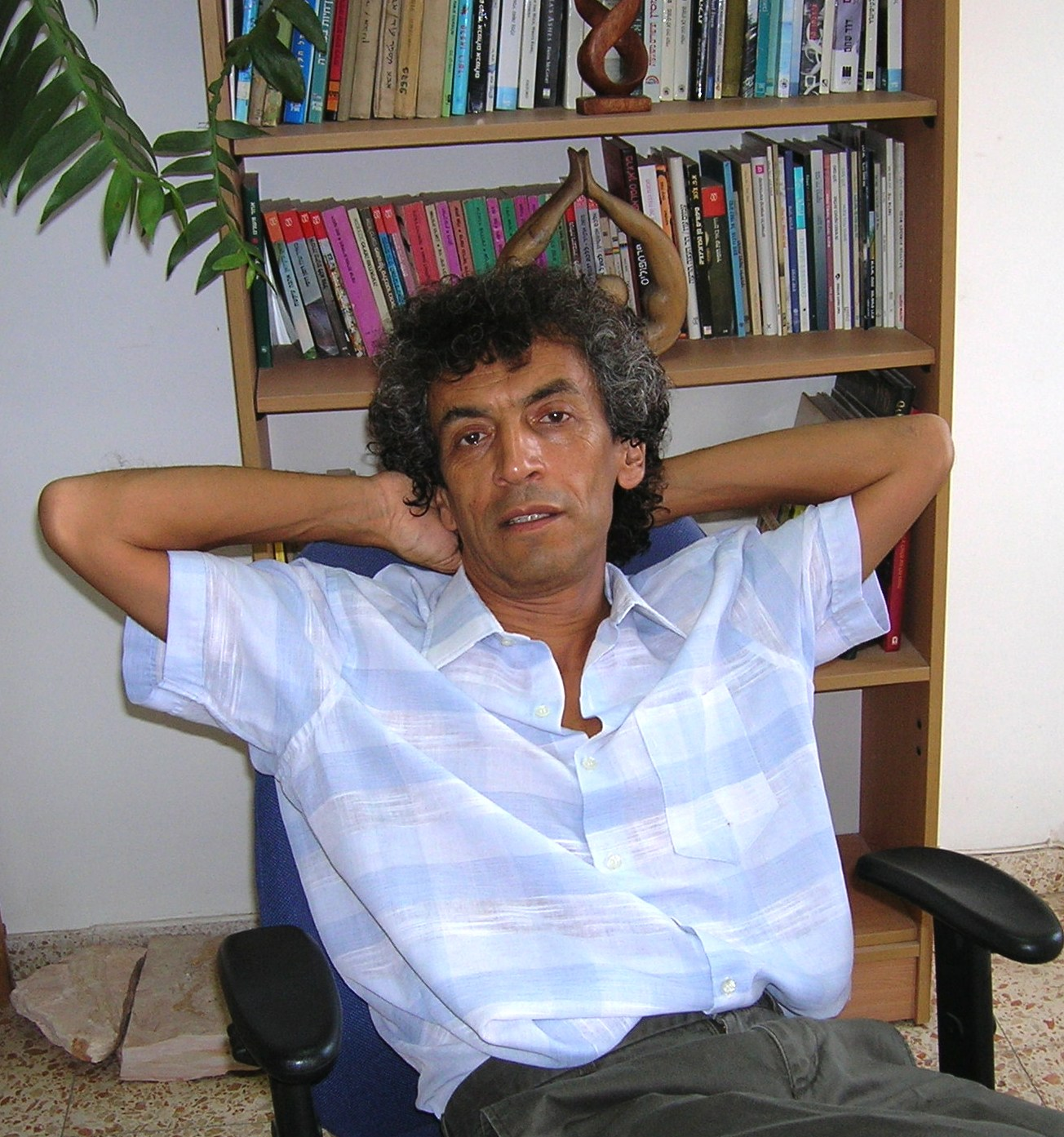
Avshalom Elitzur

### Người Ashkenazi Do Thái

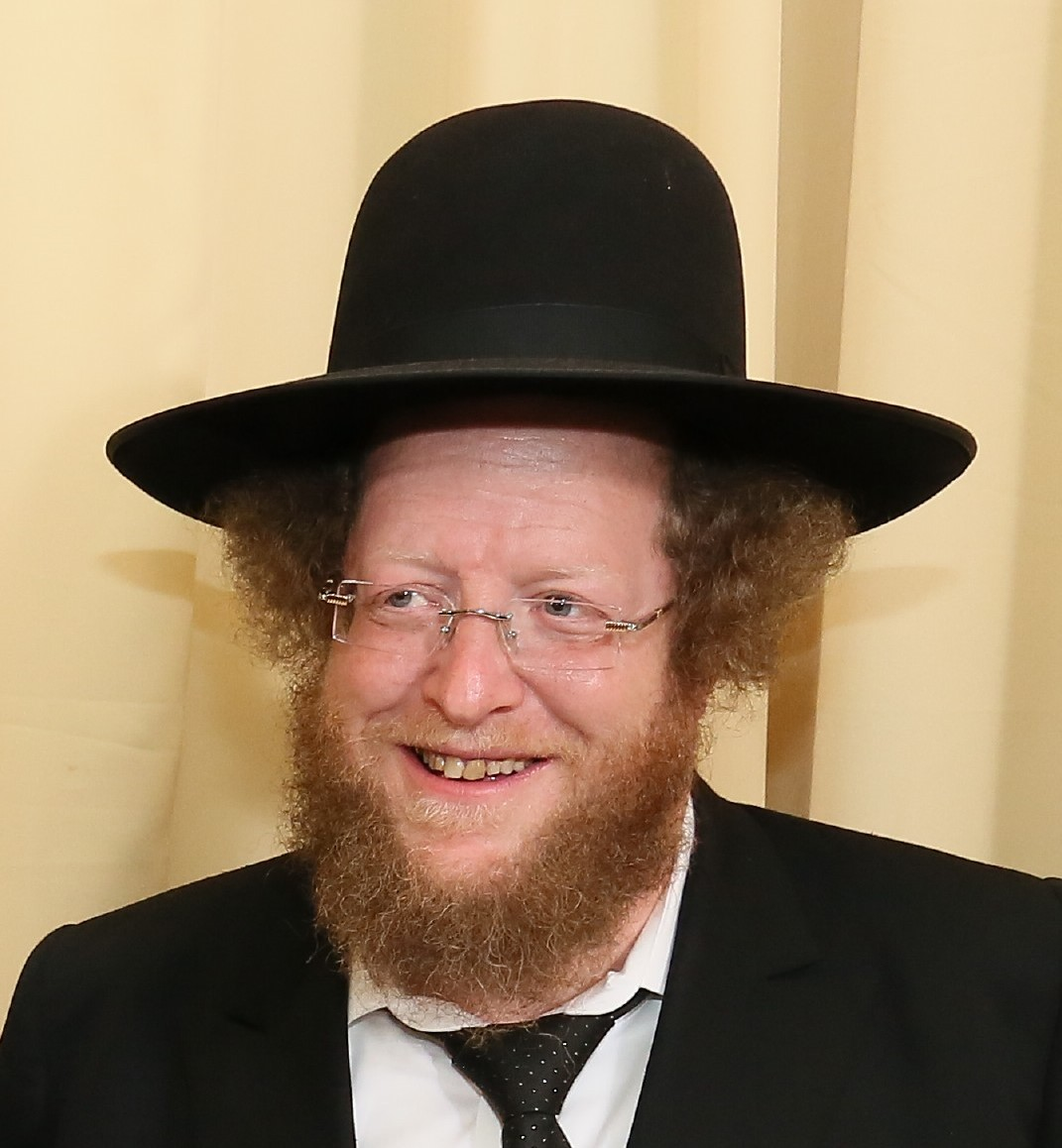
Người Do Thái Ashkenazi với các đặc điểm của Đại chủng Âu

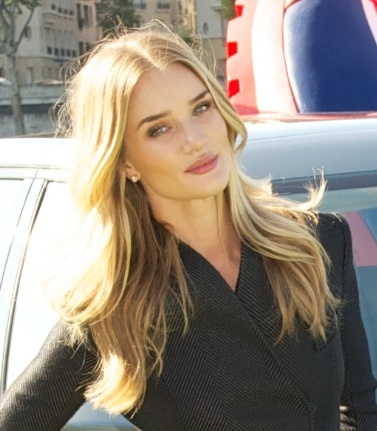
Rosie Huntington-Whiteley
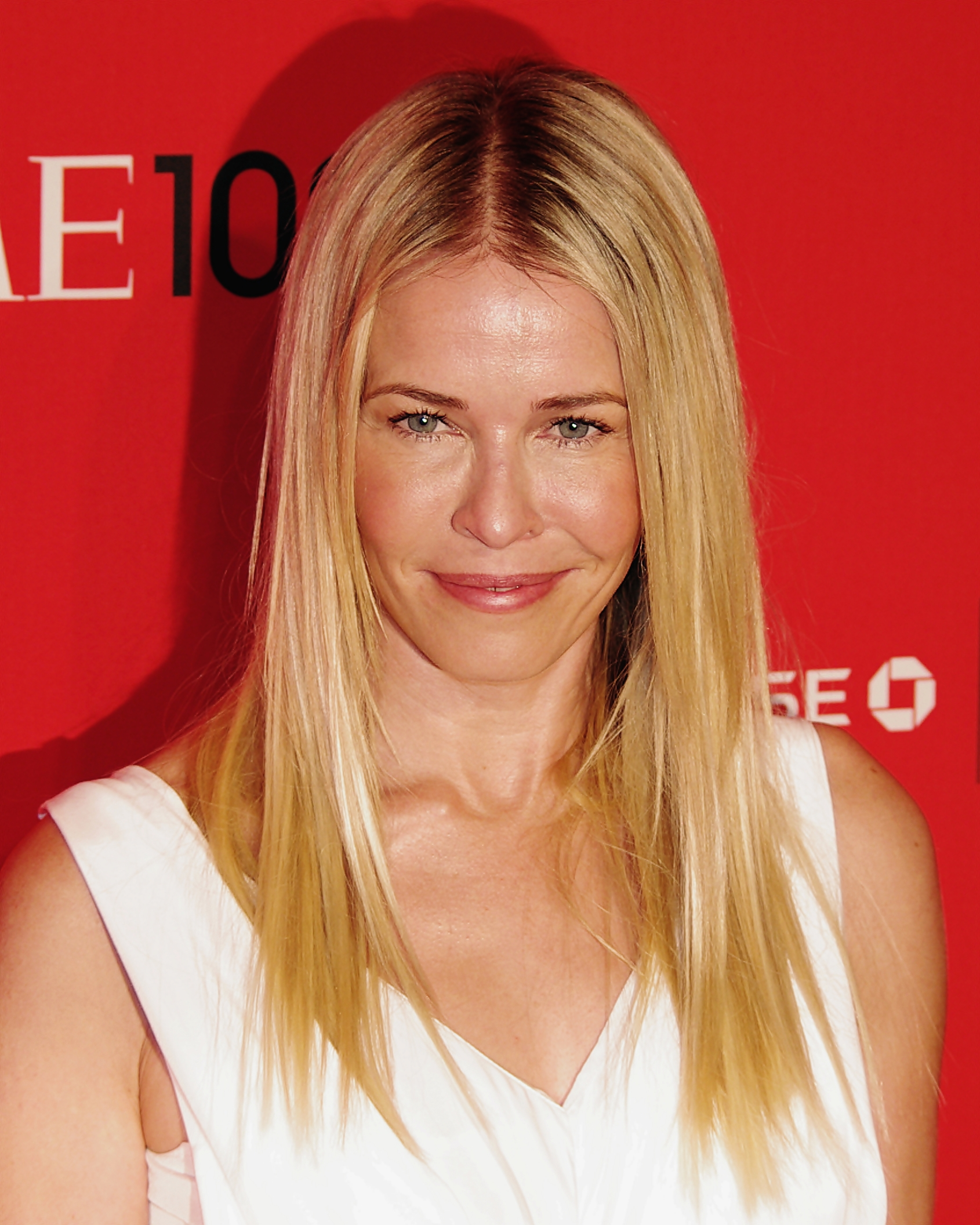
Chelsea Handler
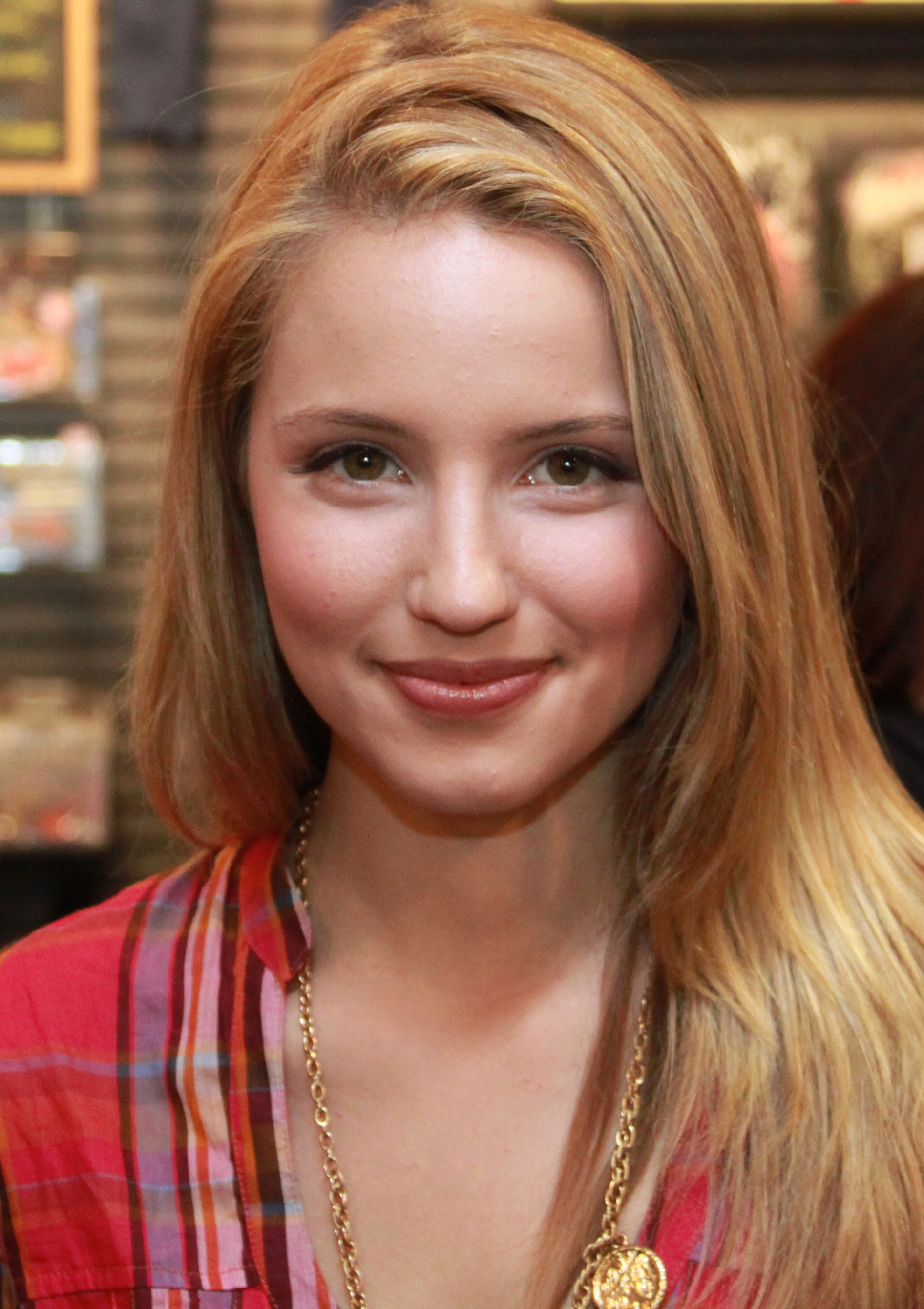
Dianna Agron
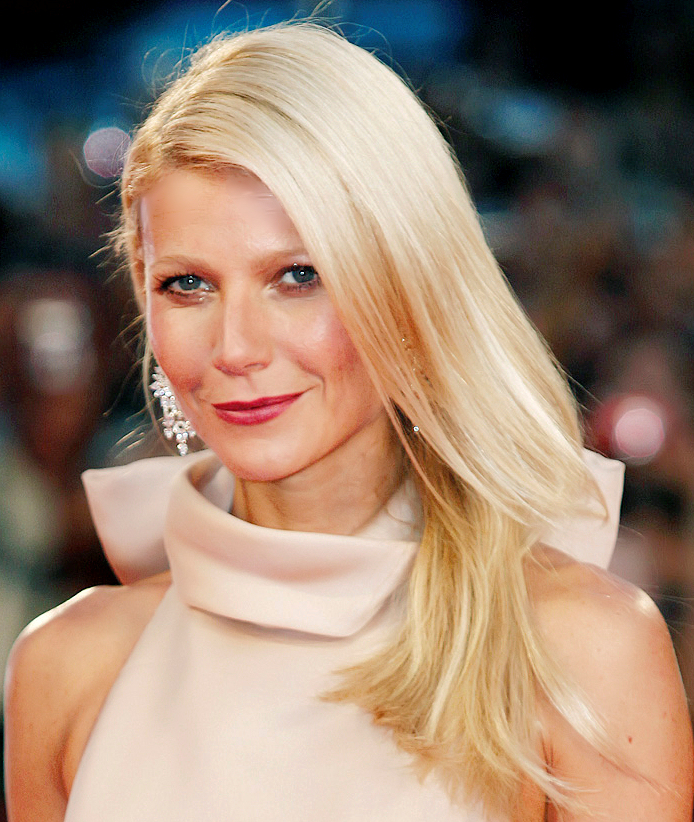
Gwyneth Paltrow
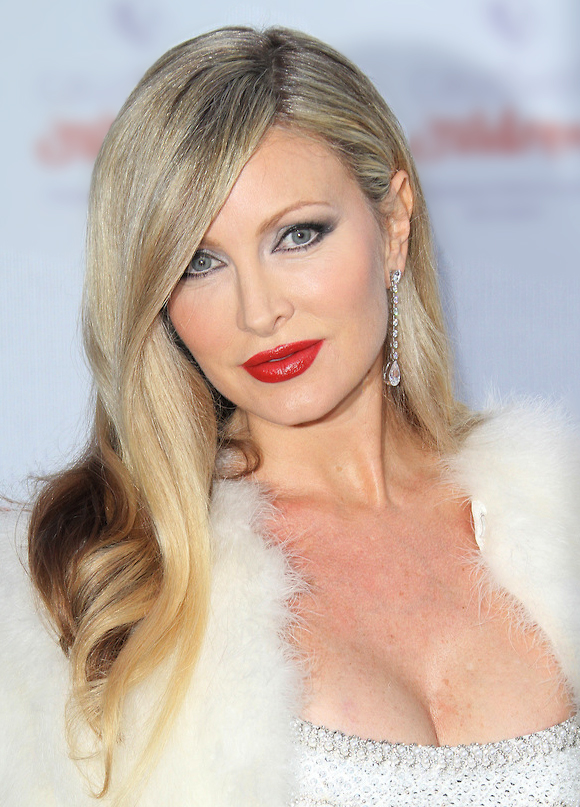
Caprice Bourret

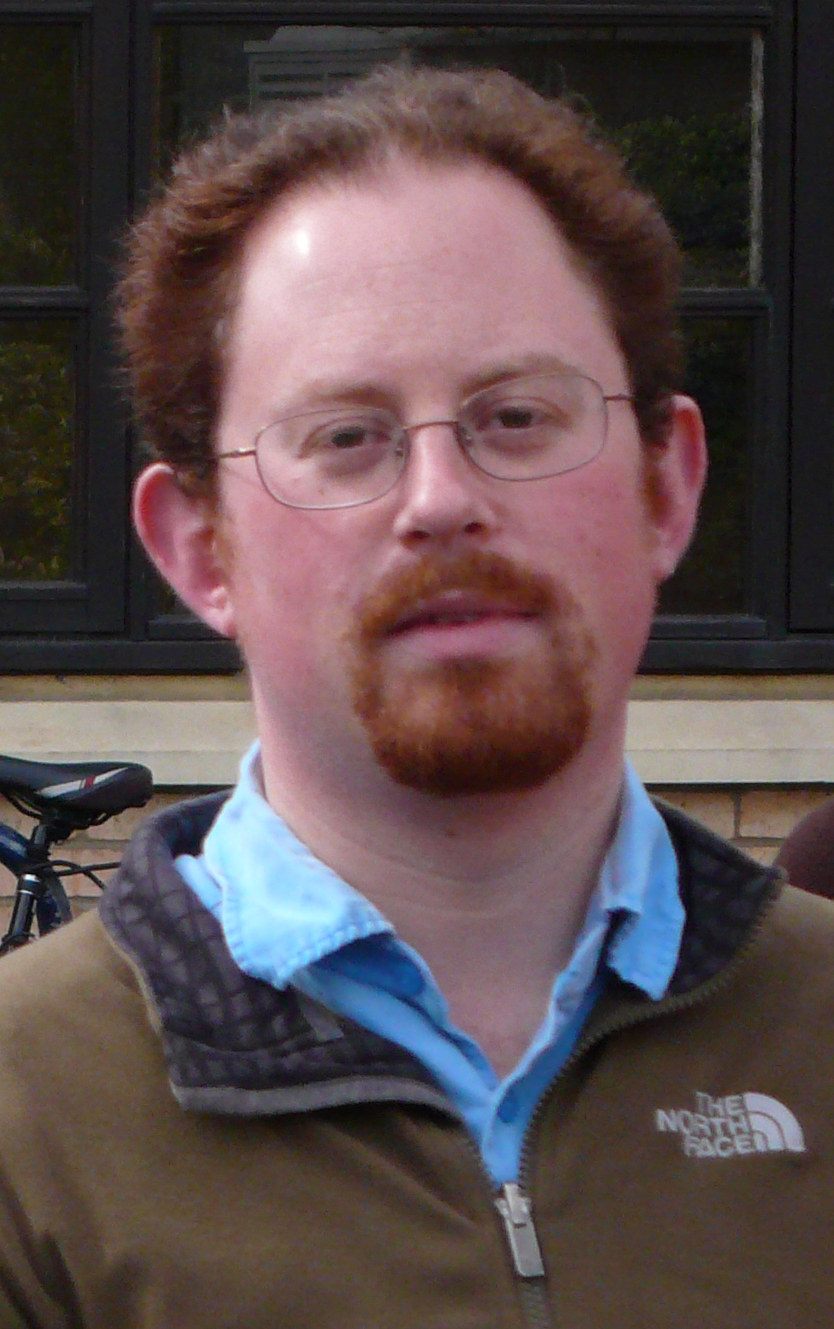
Julian Huppert
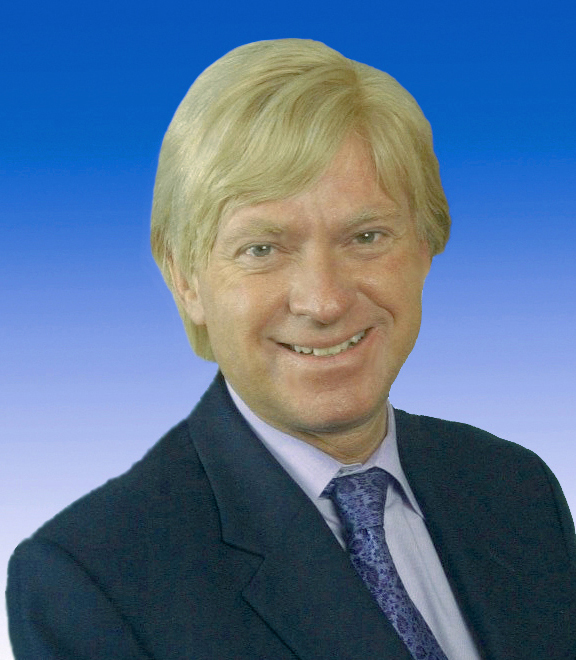
Michael Fabricant
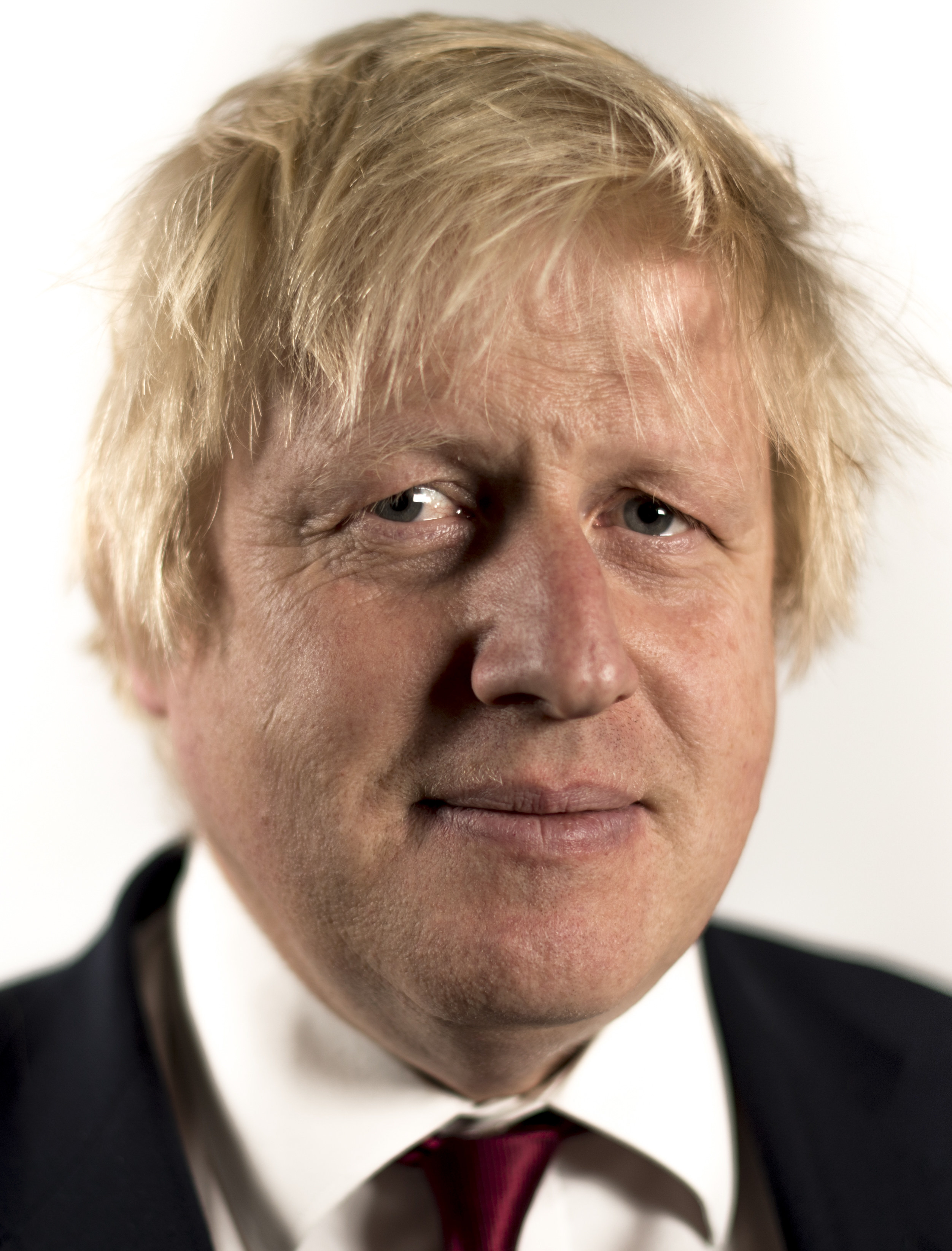
Boris Johnson
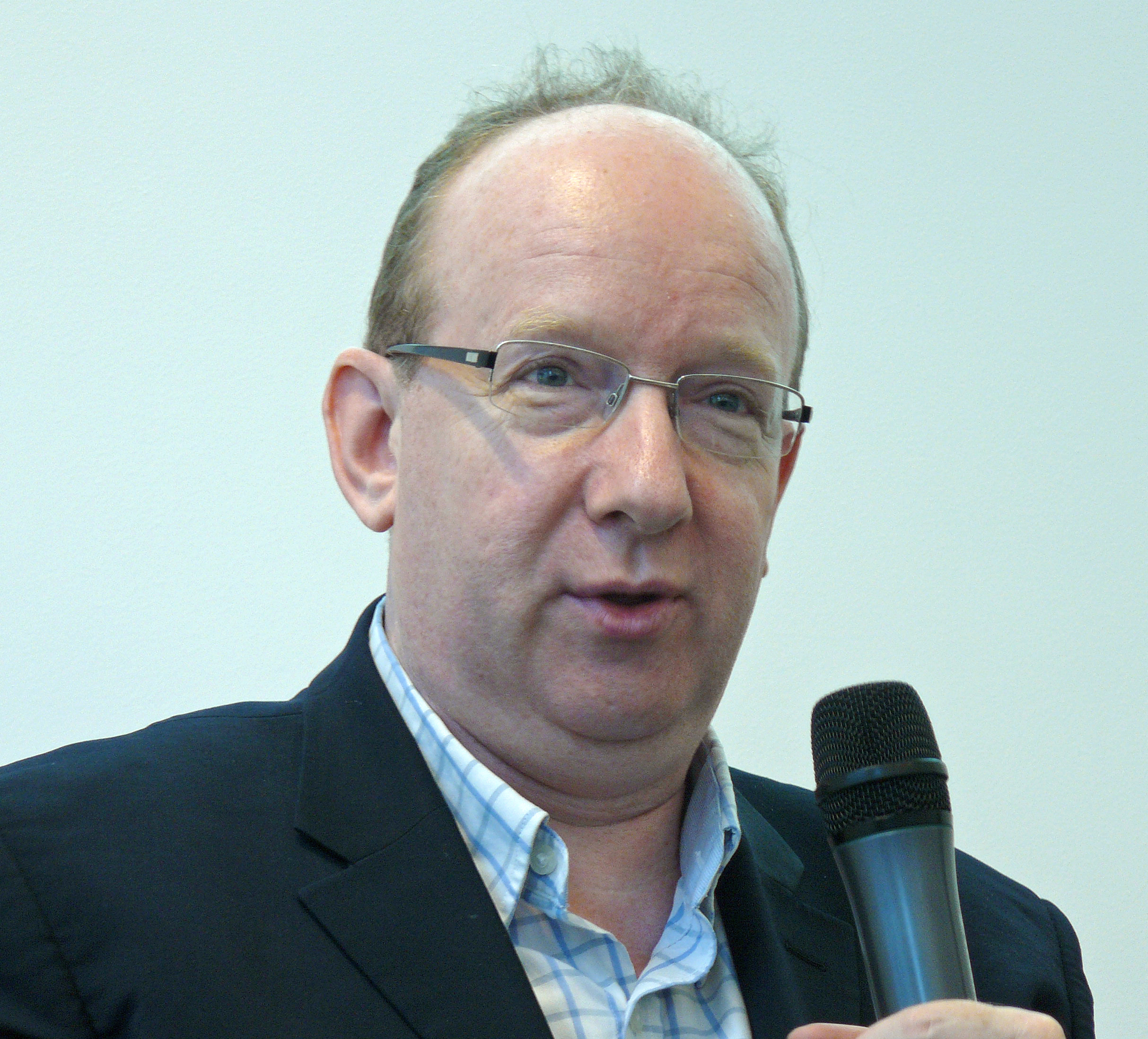
Daniel Finkelstein
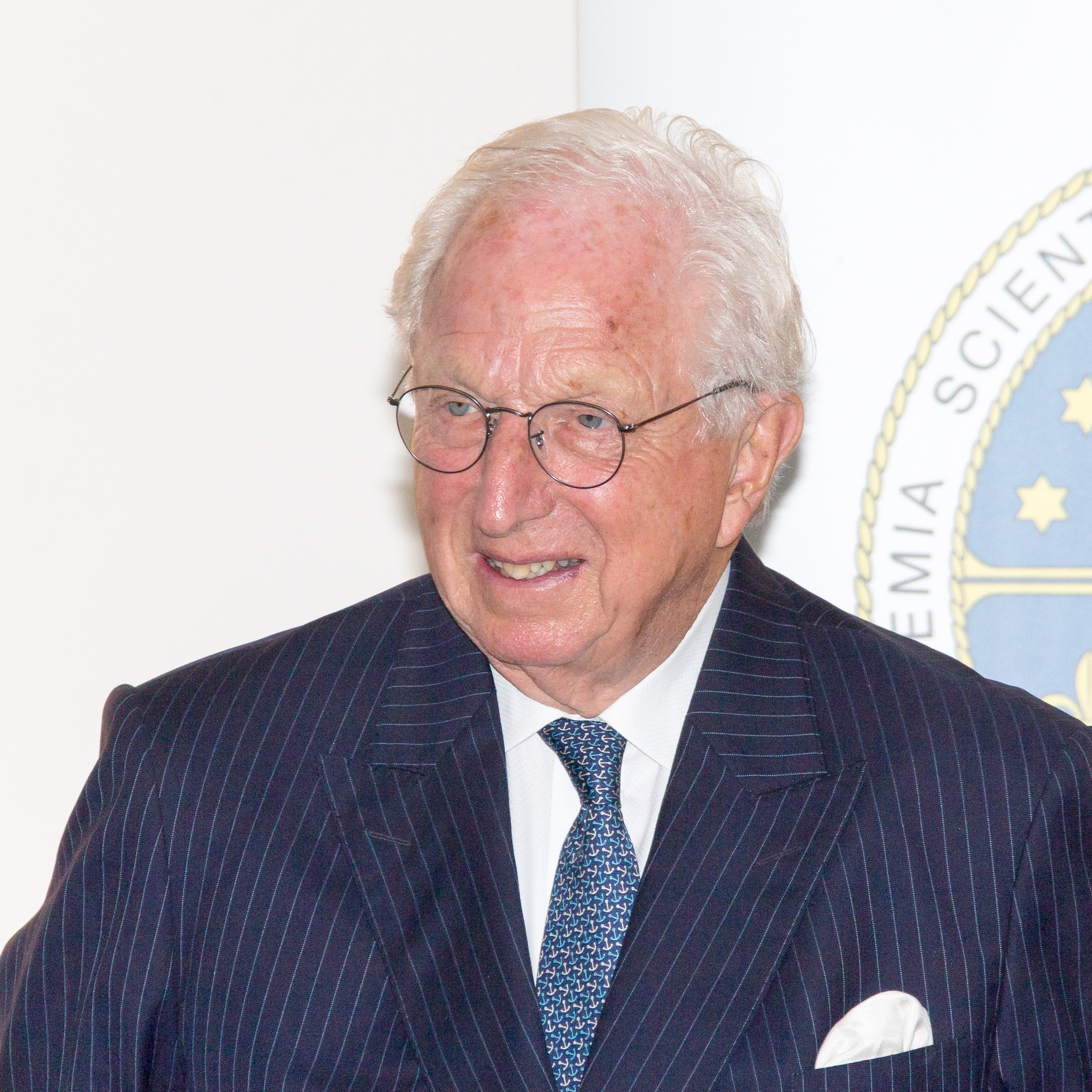
Harry Woolf, Baron Woolf

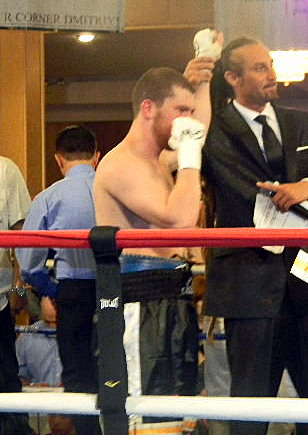
Dmitry Salita
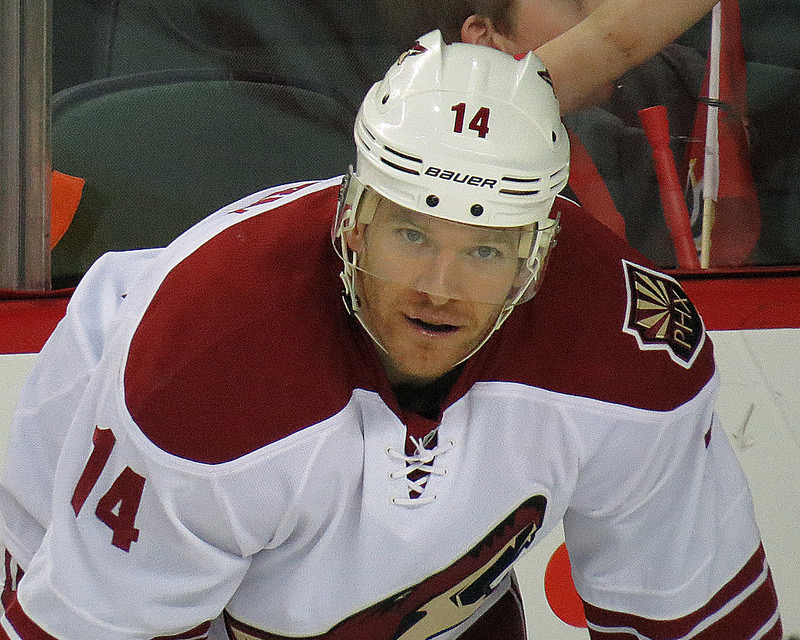
Jeff Halpern
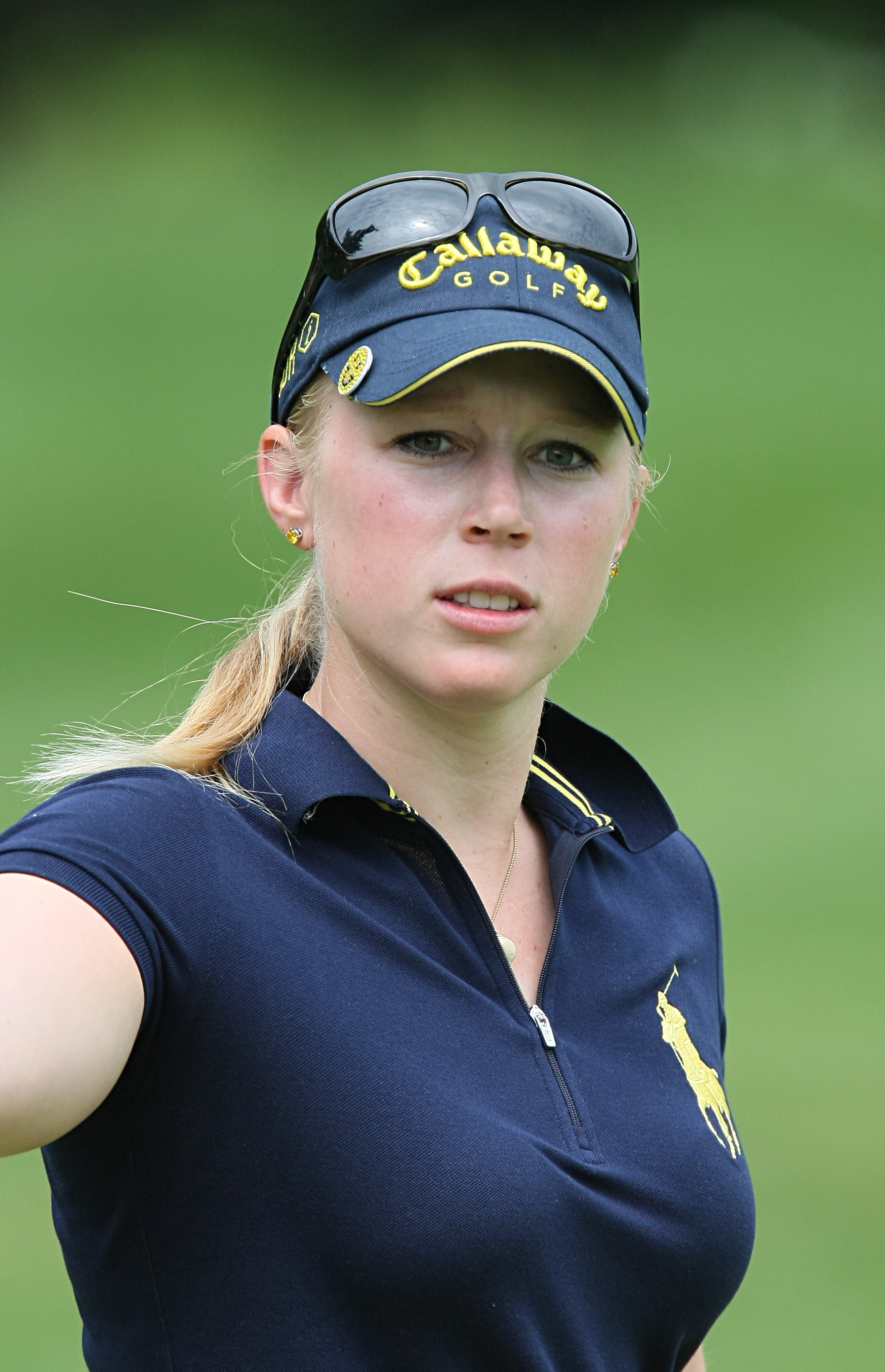
Morgan Pressel
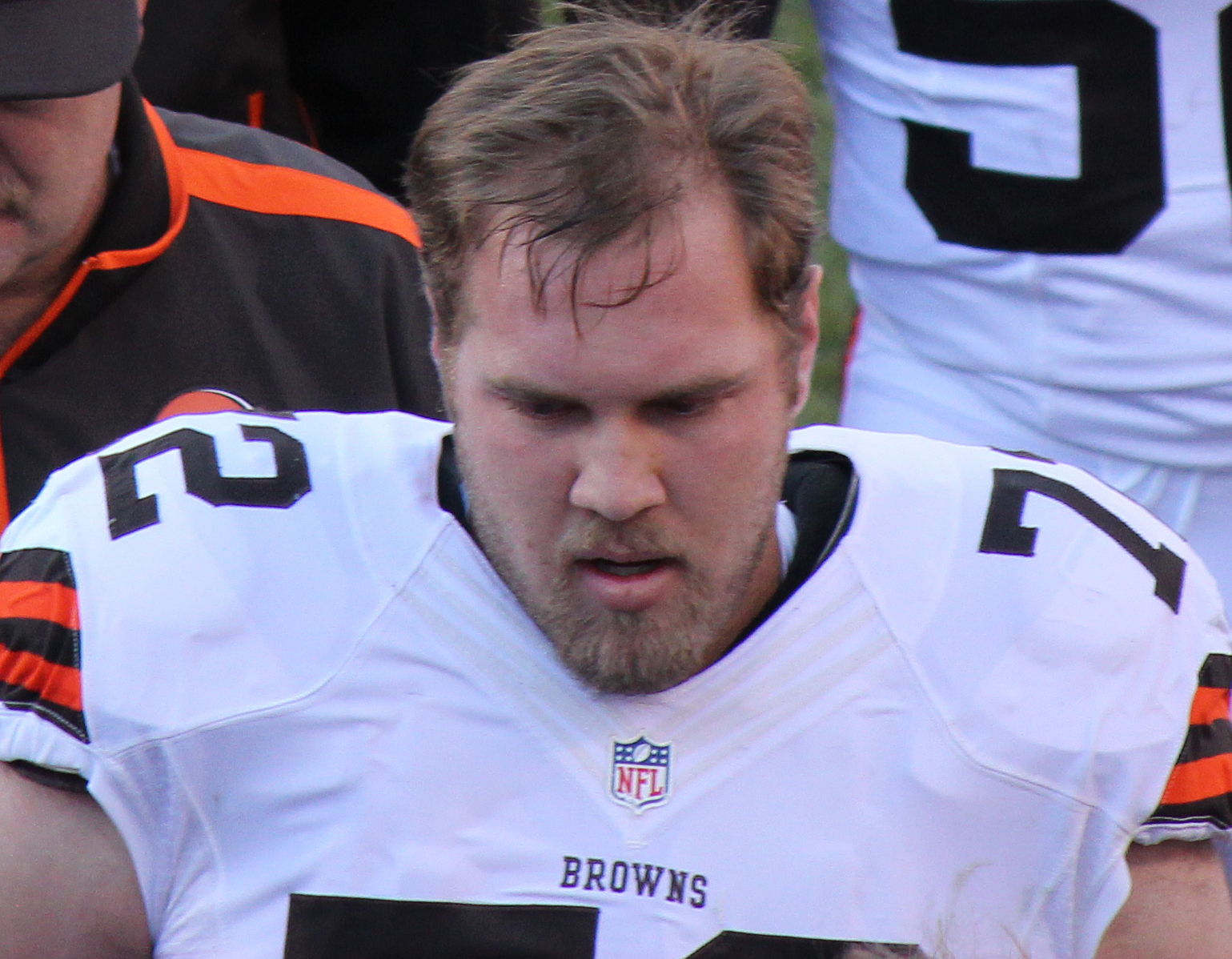
Mitchell Schwartz
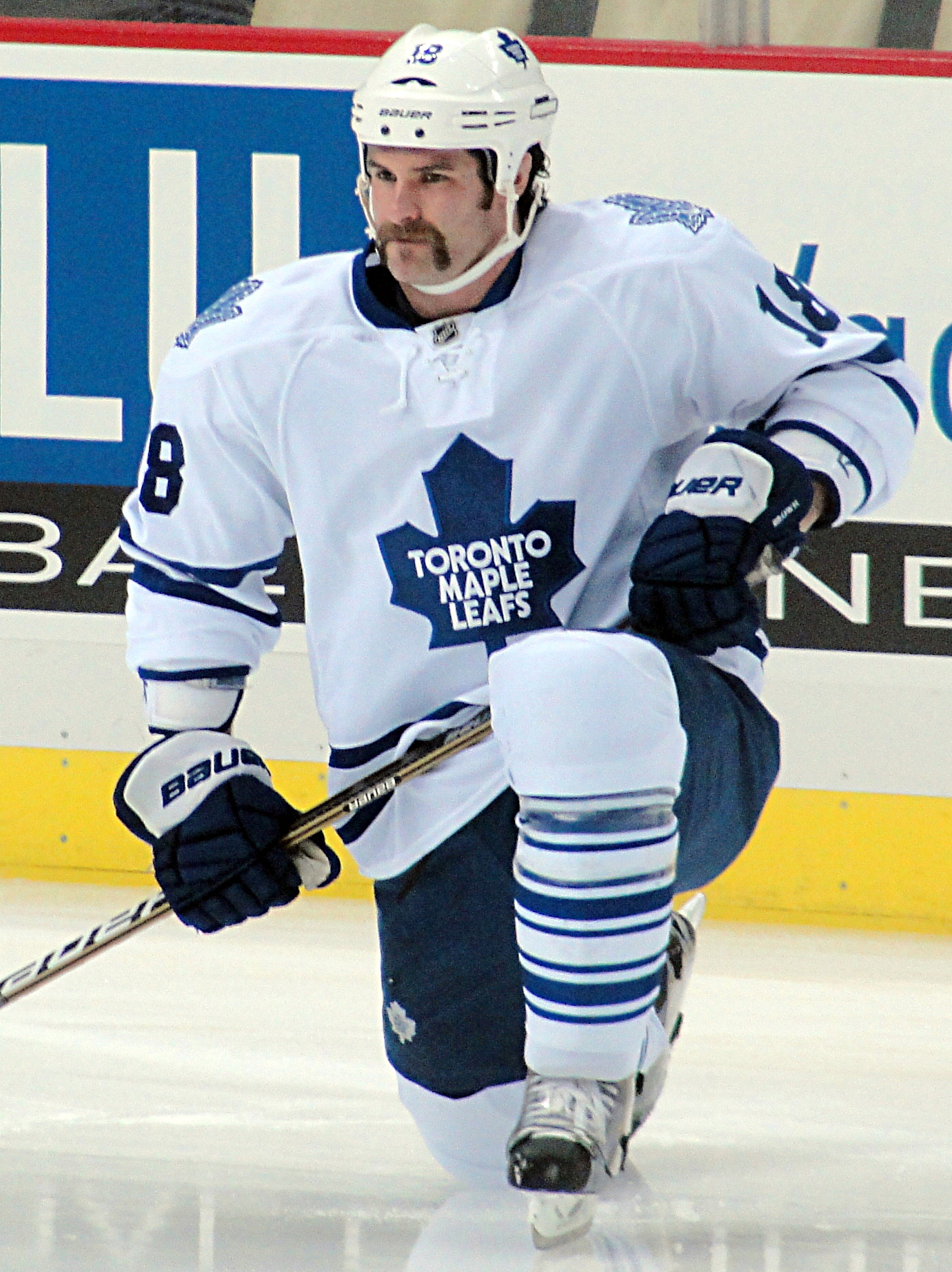
Mike Brown

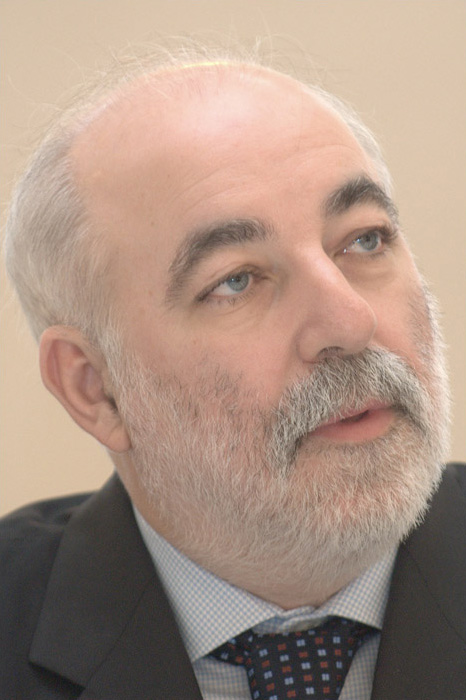
Viktor Vekselberg
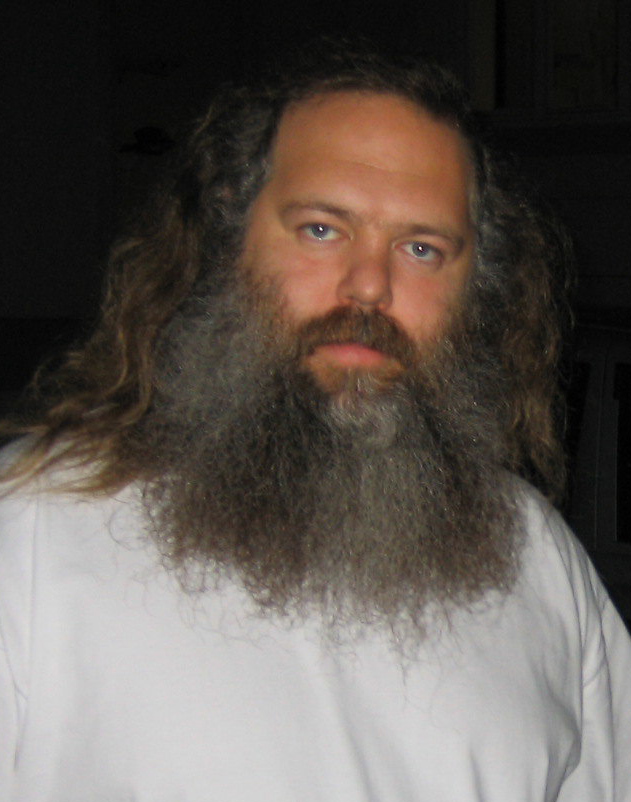
Rick Rubin
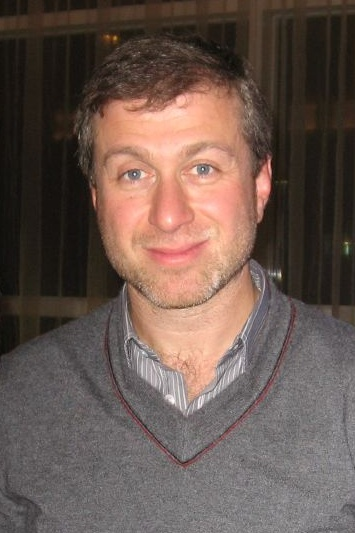
Roman Abramovich
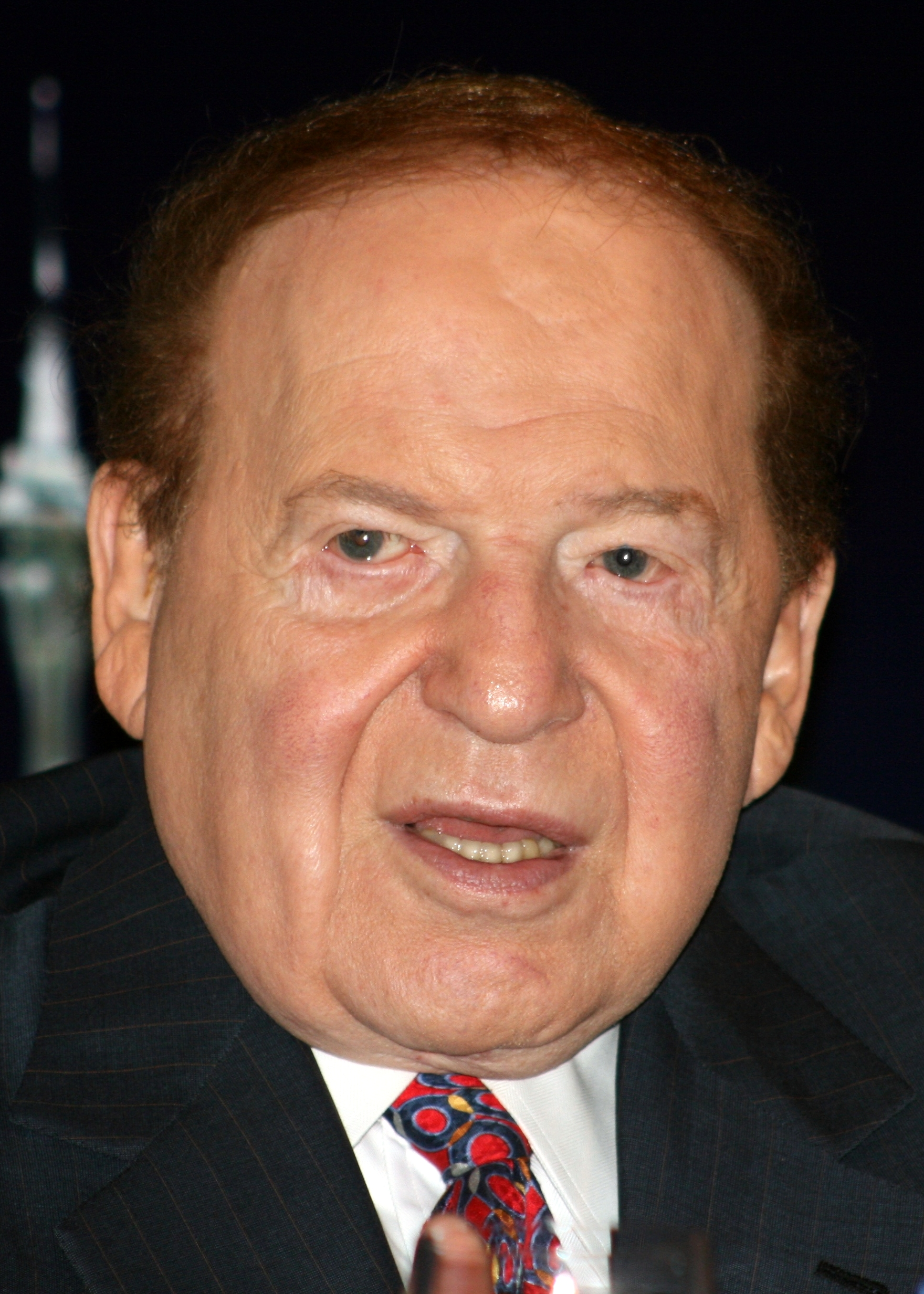
Sheldon Adelson

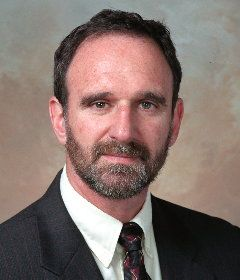
Martin Hellman
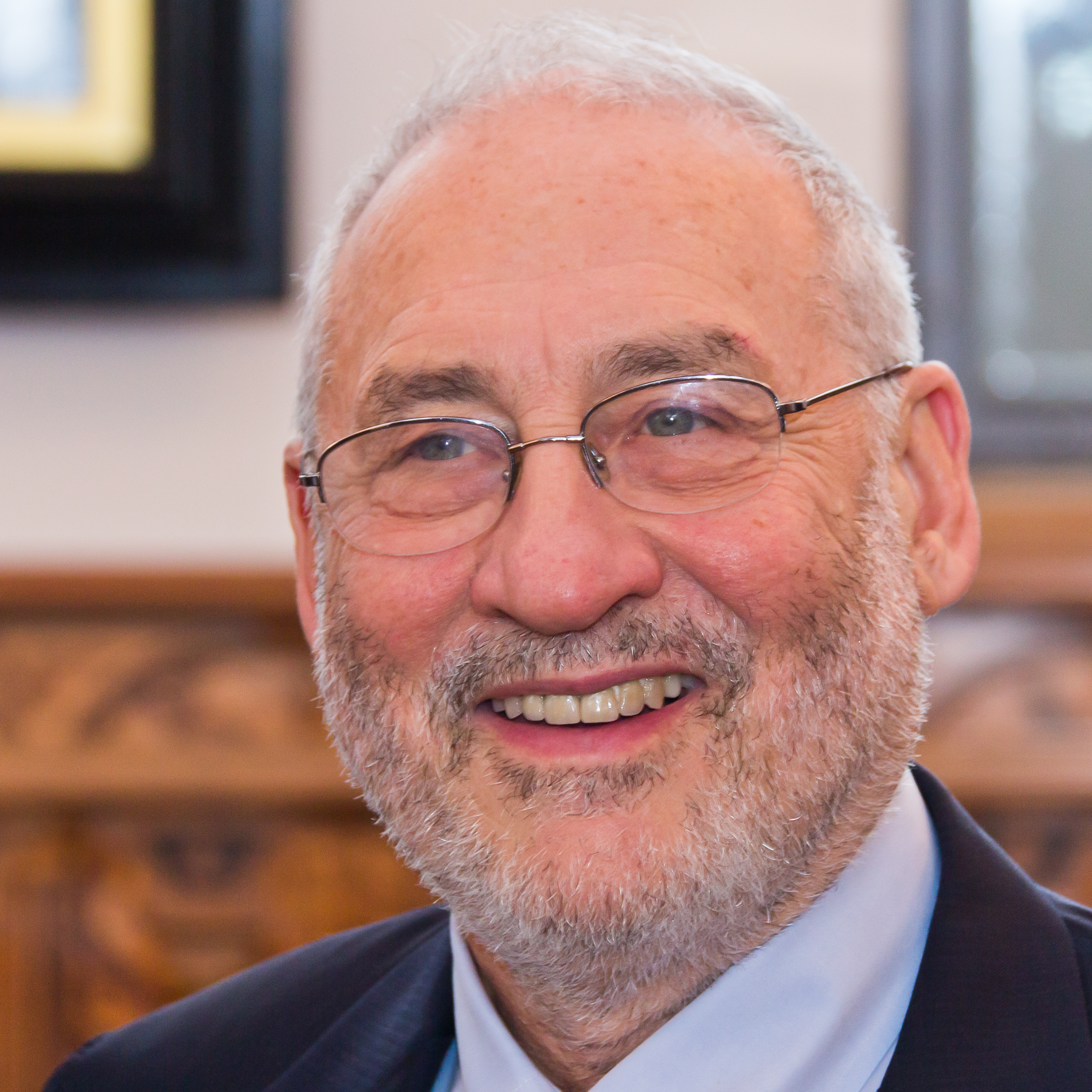
Joseph Stiglitz
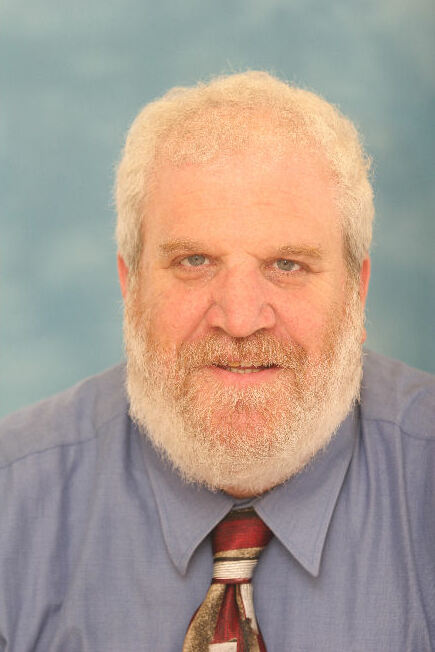
Sheizaf Rafaeli
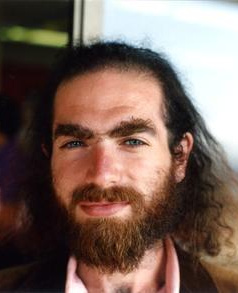
Grigori Perelman
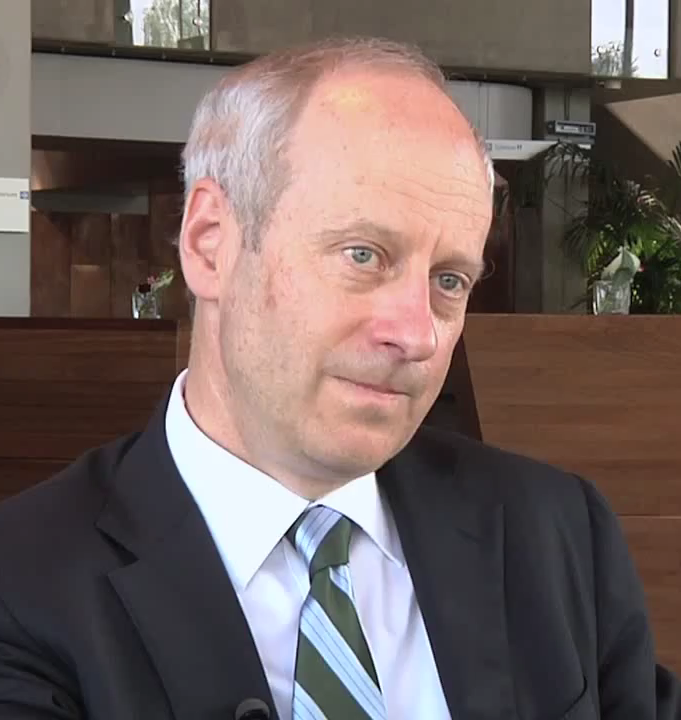
Michael Sandel

## Sự phân biệt kỳ thị chủng tộc của người Do Thái

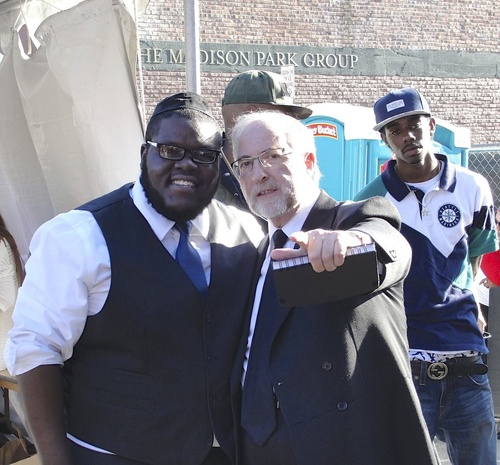
Người Do Thái Châu Phi bên trái và người Do Thái da trắng Ashkenazi bên phải

### Bạo lực của cảnh sát người Do Thái

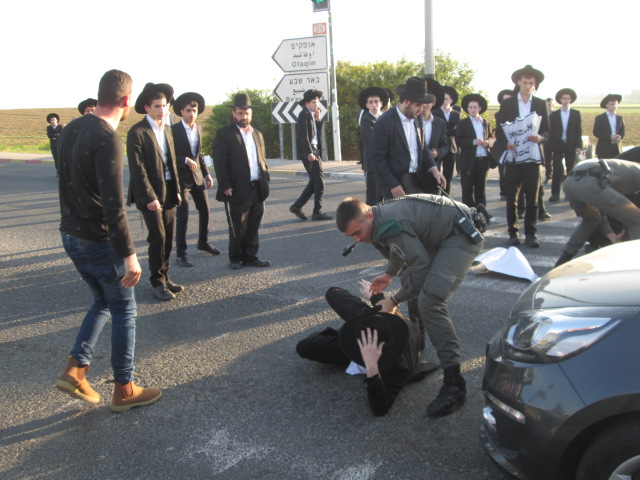
Cảnh sát người Do Thái ở Israel tấn công và bắt giữ dân thường

## Gen di truyền của người Do Thái

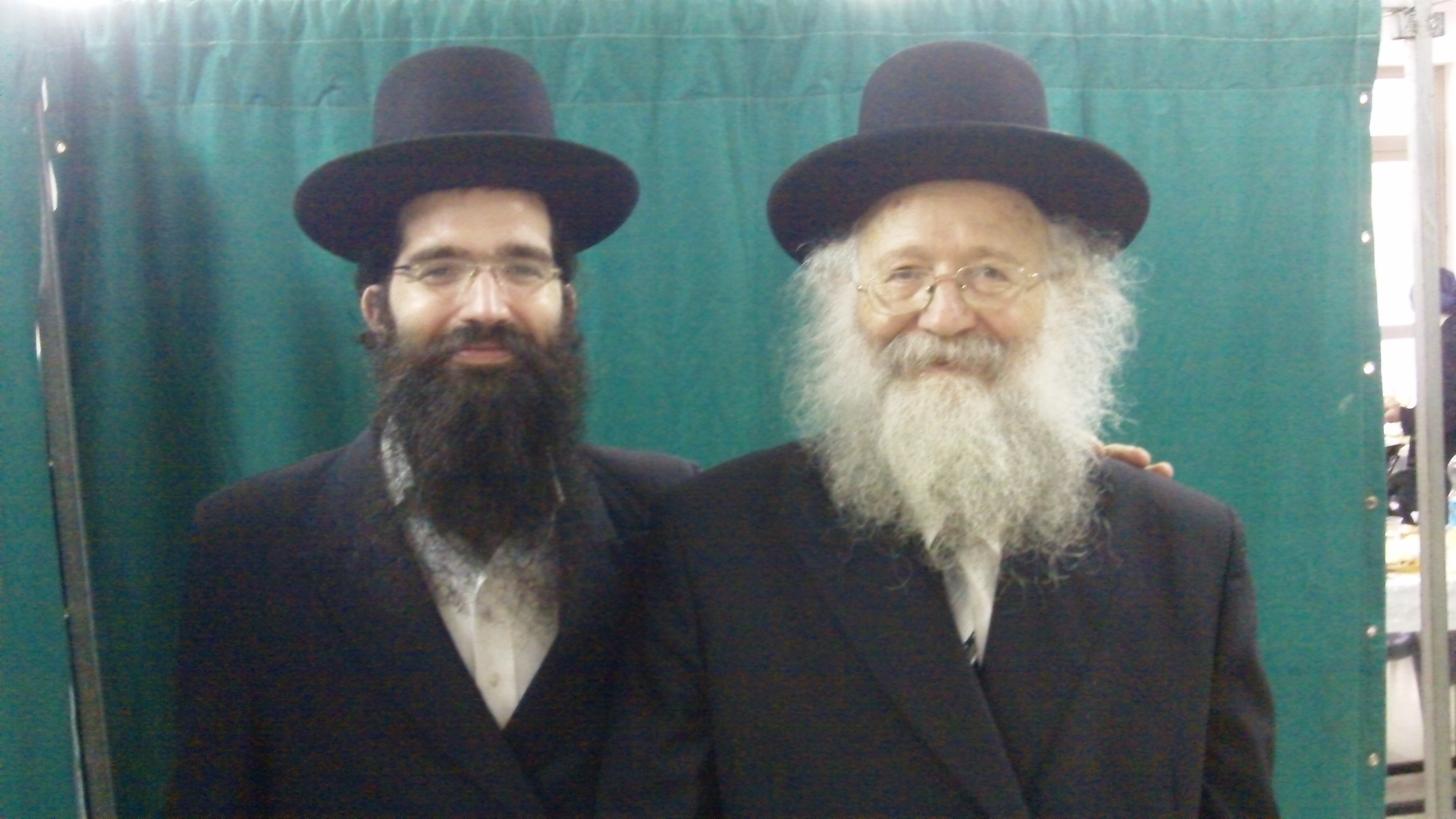
Theo các nghiên cứu khoa học thì đa số người Do Thái có tổ tiên nguồn gốc Trung Đông. Những đặc điểm của người Trung Đông có thể nhận thấy được trên khuôn mặt của những người Do Thái.